# Danh sách loài chim ở Thái Lan

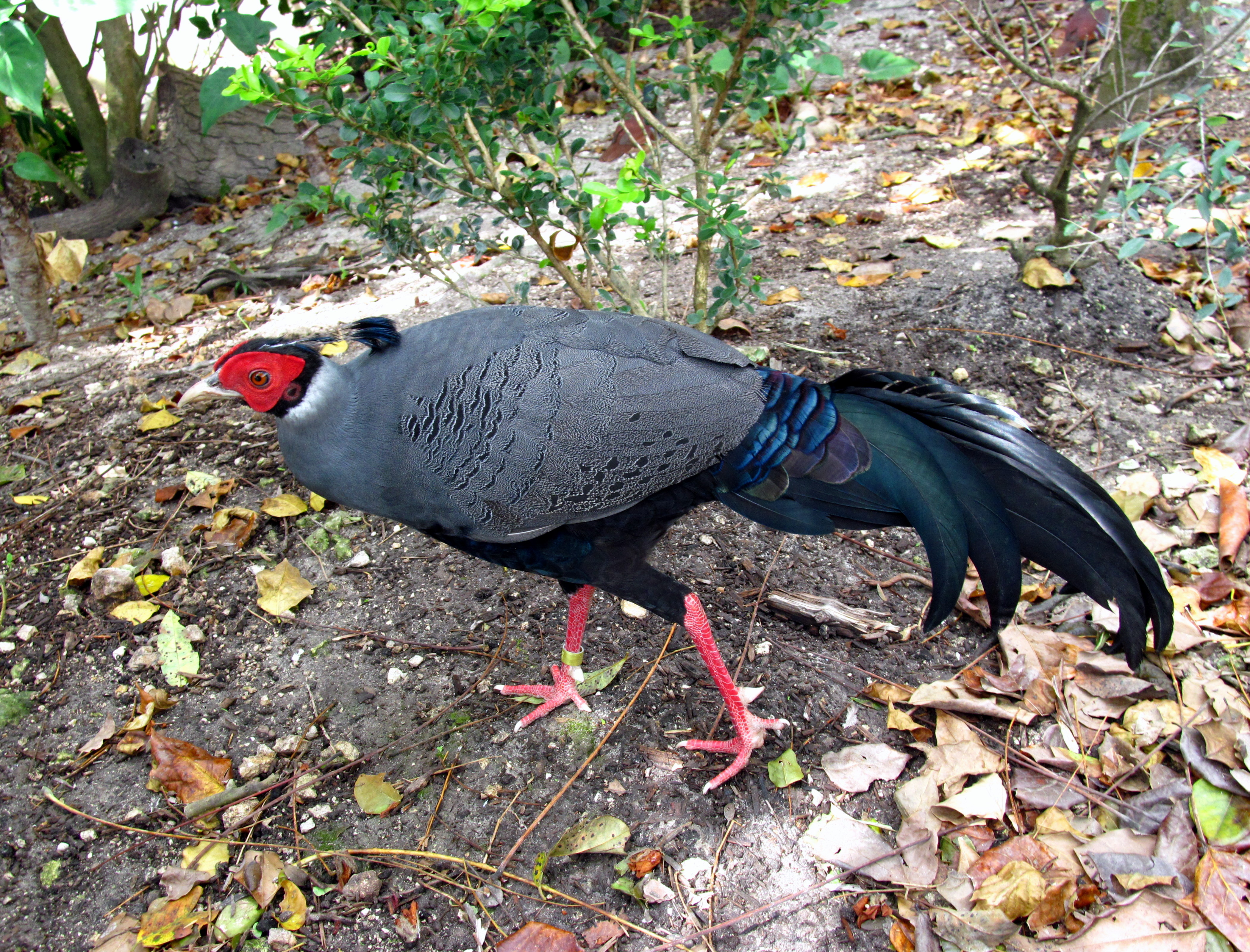
Gà lôi hông tía là quốc điểu của Thái Lan.

Các loài chim ở Thái Lan bao gồm 1095 loài tính đến năm 2021. Trong số đó, 7 loài đã được con người du nhập và 8 loài đã bị tuyệt chủng cục bộ.
Các loài chim ở Thái Lan chủ yếu là các loài thuộc vùng sinh thái Indomalaya có mối quan hệ với tiểu lục địa Ấn Độ phía tây, trong đó đặc biệt là khu vực miền Nam Thái Lan có hệ động vật vùng Sundaland ở phía đông nam. Các ngọn núi phía bắc là phần tách ngoài của Cao nguyên Tây Tạng với nhiều loài chim núi và vào mùa đông, hệ chim của vùng được tăng thêm bởi những loài di cư từ phía đông Cổ Bắc giới và Himalaya. Môi trường sống của Thái Lan tiếp giáp với các quốc gia láng giềng, là lí do giải thích vì sao số lượng các loài đặc hữu thấp.
Năm 1991, ước tính có 159 loài và 23 loài chim di cư đang bị đe dọa hoặc dễ bị tổn thương do phá rừng, khai thác gỗ bất hợp pháp, săn bắt và mất môi trường sống, đặc biệt là ở các vùng trũng. Các loài bị ảnh hưởng nhiều nhất là các loài chim nước lớn vì môi trường sống đất ngập nước của chúng phần lớn bị mất bởi các hoạt động nông nghiệp và các loài chim rừng do nạn phá rừng lấy đất nông nghiệp và khai thác gỗ đã làm mất đi và làm suy thoái các phần của rừng.
Nghiên cứu phân loại (chỉ rõ và tuân theo trình tự bộ, họ và loài) và danh pháp (tên thường gọi và tên khoa học) của danh sách này là những danh sách nằm trong The Clements Checklist of Birds of the World, tái bản năm 2018. Các chỉ định như hiếm gặp, du nhập, tuyệt chủng cục bộ và các ghi chú về tình trạng số lượng trên toàn thế giới, chẳng hạn như "cực kỳ nguy cấp" là của Bird Checklists of the World. Các ghi chú về tình trạng ở Thái Lan như "trú đông" là của Lekagul and Round (1991). Các loài có cột tình trạng bỏ trống được chỉ định là loài cư trú hoặc một phần các loài cư trú không quý hiếm.
Một vài loài không có tên gọi thông thường trong tiếng Việt, đối với những loài này, cột "Tên thông thường" bị bỏ trống.

## Họ Vịt
Bộ: Anseriformes   Họ: Anatidae
Họ Vịt bao gồm vịt và hầu hết các loài thủy điểu giống vịt như ngỗng và thiên nga. Những loài này thích nghi được với lối sống thủy sinh khi bàn chân có màng, mỏ phẳng và bộ lông vũ chống thấm nước rất tốt nhờ một loại mỡ đặc biệt.

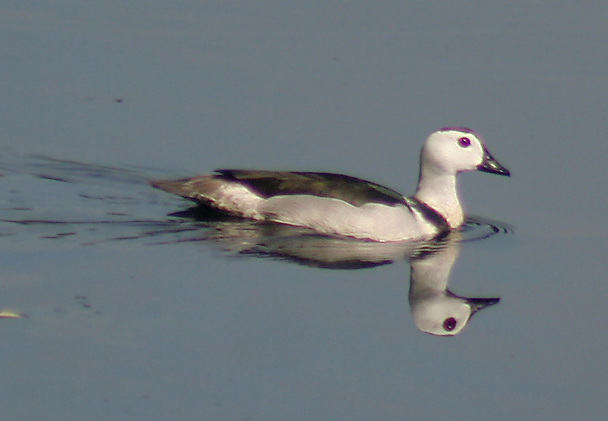
Một con le khoang cổ trống

| Tên thường gọi     | Danh pháp                | Tình trạng                                       |
| ------------------ | ------------------------ | ------------------------------------------------ |
| Le nâu             | Dendrocygna javanica     |                                                  |
| Ngỗng Ấn Độ        | Anser indicus            | Loài trú đông rất quý hiếm                       |
| Ngỗng xám          | Anser anser              | Hiếm gặp                                         |
| Ngỗng thiên nga    | Anser cygnoides          | Hiếm gặp                                         |
| Ngỗng ngực trắng   | Anser albifrons          | Hiếm gặp                                         |
| Vịt mồng           | Sarkidiornis melanotos   | Loài cư trú quý hiếm                             |
| Vịt vàng           | Tadorna ferruginea       | Loài trú đông rất quý hiếm                       |
| Vịt khoang thường  | Tadorna tadorna          | Loài trú đông rất quý hiếm                       |
| Le khoang cổ       | Nettapus coromandelianus |                                                  |
| Uyên ương          | Aix galericulata         | Hiếm gặp                                         |
| Mòng két Baikal    | Sibirionetta formosa     | Hiếm gặp                                         |
| Mòng két mày trắng | Spatula querquedula      | Loài trú đông                                    |
| Vịt mỏ thìa        | Spatula clypeata         | Loài trú đông                                    |
| Vịt cánh trắng     | Mareca strepera          | Loài trú đông rất quý hiếm                       |
| Vịt lưỡi liềm      | Mareca falcata           |                                                  |
| Vịt đầu vàng       | Mareca penelope          | Loài trú đông                                    |
| Vịt mỏ đốm         | Anas poecilorhyncha      | Loài trú đông quý hiếm                           |
| Vịt trời Trung Hoa | Anas zonorhyncha         | Loài trú đông quý hiếm                           |
| Vịt cổ xanh        | Anas platyrhynchos       |                                                  |
| Vịt mốc            | Anas acuta               | Loài trú đông                                    |
| Mòng cánh xanh     | Anas crecca              | Loài trú đông                                    |
| Ngan cánh trắng    | Asarcornis scutulata     | Loài cư trú rất quý hiếm, có nguy cơ tuyệt chủng |
| Vịt lặn mào đỏ     | Netta rufina             | Loài trú đông rất quý hiếm                       |
| Vịt đầu đỏ         | Aythya ferina            | Loài trú đông rất quý hiếm                       |
| Vịt nâu đỏ         | Aythya nyroca            | Loài trú đông quý hiếm                           |
| Vịt đầu đen        | Aythya baeri             | Loài trú đông quý hiếm, cực kỳ nguy cấp          |
| Vịt búi lông       | Aythya fuligula          | Loài trú đông quý hiếm                           |
| Vịt bãi lớn        | Aythya marila            | Hiếm gặp                                         |
| Vịt đuôi dài       | Clangula hyemalis        | Hiếm gặp                                         |
| Vịt cát Trung Hoa  | Mergus squamatus         | Hiếm gặp, có nguy cơ tuyệt chủng                 |

## Họ Trĩ
Bộ: Galliformes   Họ: Phasianidae
Họ Trĩ bao gồm các loài chim cạn như chim cút, gà so, gà tuyết, gà gô, các loài thuộc chi Galloperdix, chi Tragopan và chi Lophophorus, gà lôi, công và gà rừng. Nhìn chung, chúng mập mạp (mặc dù chúng có kích thước khác nhau) và có cánh rộng nhưng tương đối ngắn.

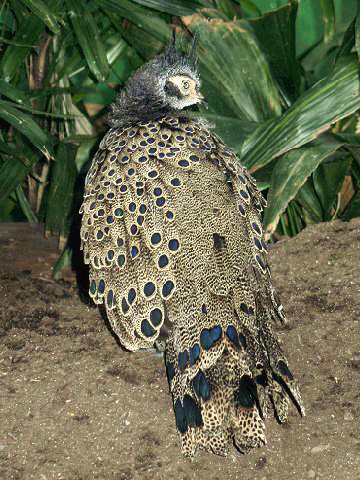
Gà tiền Mã Lai có nguy cơ tuyệt chủng cao do nạn phá rừng.

| Tên thường gọi       | Danh pháp                 | Tình trạng                 |
| -------------------- | ------------------------- | -------------------------- |
| Gà so nâu gỉ         | Caloperdix oculeus        |                            |
| Gà so mào            | Rollulus rouloul          |                            |
| Gà so họng hung      | Arborophila rufogularis   |                            |
| Gà so Mã Lai         | Arborophila campbelli     |                            |
| Gà so họng trắng     | Arborophila brunneopectus |                            |
| Gà so đầu nâu hạt dẻ | Arborophila cambodiana    |                            |
| Gà so ngực vảy       | Arborophila chloropus     |                            |
| Gà so vòng cổ hạt dẻ | Arborophila charltonii    |                            |
| Gà so mỏ dài         | Rhizothera longirostris   |                            |
| Trĩ sao lớn          | Argusianus argus          |                            |
| Công lục             | Pavo muticus              | Có nguy cơ tuyệt chủng     |
| Gà tiền Mã Lai       | Polyplectron malacense    |                            |
| Gà tiền núi          | Polyplectron inopinatum   | Hiếm gặp                   |
| Gà tiền xám          | Polyplectron bicalcaratum |                            |
| Chim cút ngực lam    | Synoicus chinesis         |                            |
| Cút Nhật Bản         | Coturnix japonica         | Loài trú đông rất quý hiếm |
| Cút thường           | Coturnix coturnix         |                            |
| Chim cút Ấn Độ       | Coturnix coromandelica    |                            |
| Đa đa                | Francolinus pintadeanus   |                            |
| Gà so                | Bambusicola fytchii       |                            |
| Gà rừng lông đỏ      | Gallus gallus             |                            |
| Trĩ bà Hume          | Syrmaticus humiae         | Quý hiếm                   |
| Gà lôi trắng         | Lophura nycthemera        |                            |
| Gà lôi Kalji         | Lophura leucomelanos      |                            |
| Gà lôi hông tía      | Lophura diardi            |                            |
| Gà lôi mào Sumatra   | Lophura ignita            | Quý hiếm                   |

## Họ Hồng hạc
Bộ: Phoenicopteriformes   Họ: Phoenicopteridae
Họ Hồng hạc gồm những loài chim lội nước, thường cao 3 đến 5 foot (0,9 đến 1,5 m), sống ở cả Tây và Đông bán cầu. Thức ăn của chim hồng hạc là các động vật có vỏ và tảo. Những cái mỏ có hình dạng kỳ lạ của chúng có cơ chế đặc biệt để tách bùn và phù sa ra khỏi thức ăn; đặc biệt khi ăn, mỏ của chúng đưa ngược lên.
| Tên thường gọi | Danh pháp             | Tình trạng |
| -------------- | --------------------- | ---------- |
| Hồng hạc lớn   | Phoenicopterus roseus | Hiếm gặp   |

## Họ Chim lặn
Bộ: Podicipediformes   Họ: Podicipedidae
Họ Chim lặn gồm những loài chim lặn nước ngọt có kích thước nhỏ đến trung bình. Chúng có những ngón chân thùy và bơi cũng như lặn khá thành thạo. Bàn chân của chúng đặt xa cơ thể, khiến chúng trông khá vụng về khi ở trên đất liền.

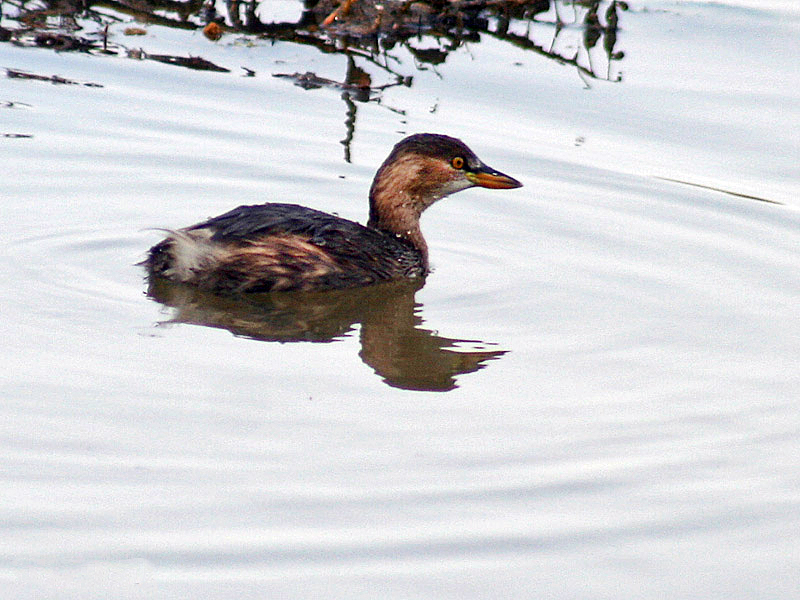
Bộ lông mùa không sinh sản của le hôi.

| Tên thường gọi   | Danh pháp              | Tình trạng                 |
| ---------------- | ---------------------- | -------------------------- |
| Le hôi           | Tachybaptus ruficollis |                            |
| Le cổ đỏ         | Podiceps auritus       | Hiếm gặp                   |
| Chim lặn mào lớn | Podiceps cristatus     | Loài trú đông rất quý hiếm |
| Le hôi cổ đen    | Podiceps nigricollis   | Hiếm gặp                   |

## Họ Bồ câu
Bộ: Columbiformes   Họ: Columbidae
Họ Bồ câu gồm những loài chim mập mạp có cổ ngắn và mỏ dài mảnh khảnh với phần da gốc mỏ có thịt.

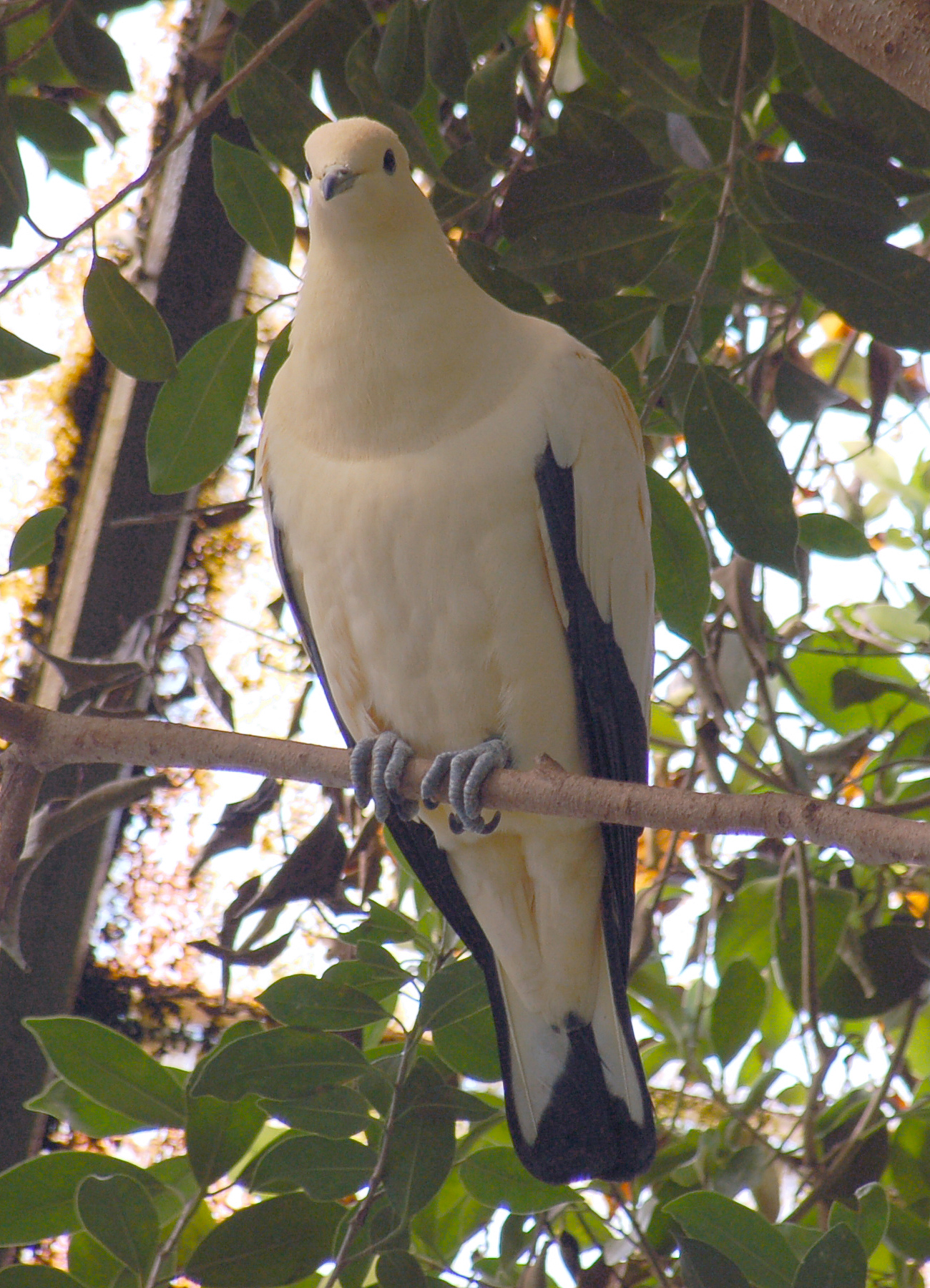
Gầm ghì trắng thường thấy trong các khu rừng ven biển của Thái Lan.

| Tên thường gọi      | Danh pháp                  | Tình trạng                                                                          |
| ------------------- | -------------------------- | ----------------------------------------------------------------------------------- |
| Gầm ghì đá          | Columba livia              | Do lai tạo với bồ câu nhà hoang dã nên có rất ít cá thể chim thuần chủng ở Thái Lan |
| Bồ câu Hodgsonii    | Columba hodgsonii          |                                                                                     |
| Bồ câu rừng xám     | Columba pulchricollis      |                                                                                     |
| Bồ câu nâu          | Columba punicea            | Quý hiếm, tình trạng không chắc chắn                                                |
| Cu sen              | Streptopelia orientalis    |                                                                                     |
| Cu ngói             | Streptopelia tranquebarica |                                                                                     |
| Cu gáy              | Streptopelia chinensis     |                                                                                     |
| Gầm ghì vằn         | Macropygia unchall         |                                                                                     |
| Gầm ghì đầu hung    | Macropygia ruficeps        |                                                                                     |
| Cu luồng            | Chalcophaps indica         |                                                                                     |
| Bồ câu vằn          | Geopelia striata           | Có nguồn gốc ở phía Nam, được du nhập vào miền trung Thái Lan                       |
| Bồ câu Nicoba       | Caloenas nicobarica        | Quý hiếm                                                                            |
| Cu xanh Olax        | Treron olax                | Quý hiếm                                                                            |
| Cu xanh đầu xám     | Treron vernans             |                                                                                     |
| Cu xanh cổ nâu      | Treron fulvicollis         |                                                                                     |
| Cu xanh khoang cổ   | Treron bicinctus           |                                                                                     |
| Cu xanh đuôi đen    | Treron phayrei             |                                                                                     |
| Cu xanh mỏ quặp     | Treron curvirostra         |                                                                                     |
| Cu xanh Capellei    | Treron capellei            | Quý hiếm                                                                            |
| Cu xanh chân vàng   | Treron phoenicopterus      |                                                                                     |
| Cu xanh seimun      | Treron seimundi            | Rất quý hiếm                                                                        |
| Cu xanh đuôi nhọn   | Treron apicauda            |                                                                                     |
| Cu xanh sáo         | Treron sphenurus           |                                                                                     |
| Cu xanh bụng trắng  | Treron sieboldii           | Rất hiếm                                                                            |
| Bồ câu ăn quả Jambu | Ptilinopus jambu           |                                                                                     |
| Gầm ghì lưng xanh   | Ducula aenea               |                                                                                     |
| Gầm ghì lưng nâu    | Ducula badia               |                                                                                     |
| Gầm ghì trắng       | Ducula bicolor             |                                                                                     |

## Họ Cu cu
Bộ: Cuculiformes   Họ: Cuculidae
Họ Cu cu gồm chim cu, chẹo đất và ani. Những loài này có kích thước khác nhau với thân hình thanh mảnh, đuôi dài và chân khỏe. Nhiều loài chim cu Cựu Thế giới là những loài ký sinh nuôi dưỡng.
| Tên thông thường       | Danh pháp                   | Tình trạng                                    |
| ---------------------- | --------------------------- | --------------------------------------------- |
| Phướn đất              | Carpococcyx renauldi        |                                               |
| Bìm bịp ngón ngắn      | Centropus rectunguis        | Hiếm gặp                                      |
| Bìm bịp lớn            | Centropus sinensis          |                                               |
| Bìm bịp nhỏ            | Centropus bengalensis       |                                               |
|                        | Rhinortha chlorophaea       |                                               |
| Phướn mỏ đỏ            | Zanclostomus javanicus      |                                               |
| Phướn ngực nâu dẻ      | Phaenicophaeus curvirostris |                                               |
| Phướn bụng nâu dẻ      | Phaenicophaeus sumatranus   |                                               |
| Phướn nhỏ              | Phaenicophaeus diardi       |                                               |
| Phướn lớn              | Phaenicophaeus tristis      |                                               |
| Khát nước              | Clamator coromandus         | Loài di trú vào mùa hè, bay ngang qua khu vực |
|                        | Clamator jacobinus          |                                               |
| Tu hú châu Á           | Eudynamys scolopaceus       |                                               |
| Tìm vịt lục bảo châu Á | Chrysococcyx maculatus      | Loài cư trú và trú đông                       |
| Tìm vịt tím            | Chrysococcyx xanthorhynchus |                                               |
| Tìm vịt trán trắng     | Chrysococcyx minutillus     |                                               |
| Tìm vịt hồng sọc       | Cacomantis sonneratii       |                                               |
| Tìm vịt                | Cacomantis merulinus        |                                               |
| Cu cu bụi              | Cacomantis variolosus       |                                               |
| Cu cu đen đuôi chẻ     | Surniculus dicruroides      |                                               |
| Cu cu đen châu Á       | Surniculus lugubris         |                                               |
| Chèo chẹo râu          | Hierococcyx vagans          |                                               |
| Chèo chẹo lớn          | Hierococcyx sparverioides   |                                               |
| Chèo chẹo sẫm          | Hierococcyx bocki           |                                               |
| Chèo chẹo              | Hierococcyx varius          |                                               |
| Chèo chẹo hung         | Hierococcyx hyperythrus     |                                               |
| Chèo chẹo Hodgson      | Hierococcyx nisicolor       |                                               |
| Chèo chẹo nhỏ          | Hierococcyx fugax           |                                               |
| Cu cu nhỏ              | Cuculus poliocephalus       | Rất quý hiếm                                  |
| Bắt cô trói cột        | Cuculus micropterus         |                                               |
| Cu cu Phương đông      | Cuculus saturatus           |                                               |
|                        | Cuculus lepidus             |                                               |
| Cu cu                  | Cuculus canorus             | Tình trạng không chắc chắn                    |

## Họ Cú muỗi mỏ quặp
Bộ: Caprimulgiformes   Họ: Podargidae
Họ Cú muỗi mỏ quặp gồm một nhóm các loài chim săn mồi hoạt động về đêm có quan hệ với họ Cú muỗi. Tên của họ được đặt theo mỏ quặp dẹt lớn và miệng há ra giống miệng ếch dùng để bắt côn trùng.
| Tên thường gọi          | Danh pháp                | Tình trạng   |
| ----------------------- | ------------------------ | ------------ |
| Cú muỗi mỏ quặp lớn     | Batrachostomus auritus   | Rất quý hiếm |
| Cú muỗi mỏ quặp Gould   | Batrachostomus stellatus | Quý hiếm     |
| Cú muỗi mỏ quặp Hodgson | Batrachostomus hodgsoni  |              |
| Cú muỗi mỏ quặp Blyth   | Batrachostomus affinis   |              |

## Họ Cú muỗi
Bộ: Caprimulgiformes   Họ: Caprimulgidae
Họ Cú muỗi gồm những loài chim sống về đêm có kích cỡ trung bình, làm tổ trên mặt đất với đôi cánh dài, chân ngắn và mỏ rất ngắn. Hầu hết đều có bàn chân nhỏ, ít được sử dụng để đi và đôi cánh dài nhọn. Bộ lông mềm mại của chúng được ngụy trang để giống với vỏ cây hoặc lá cây.

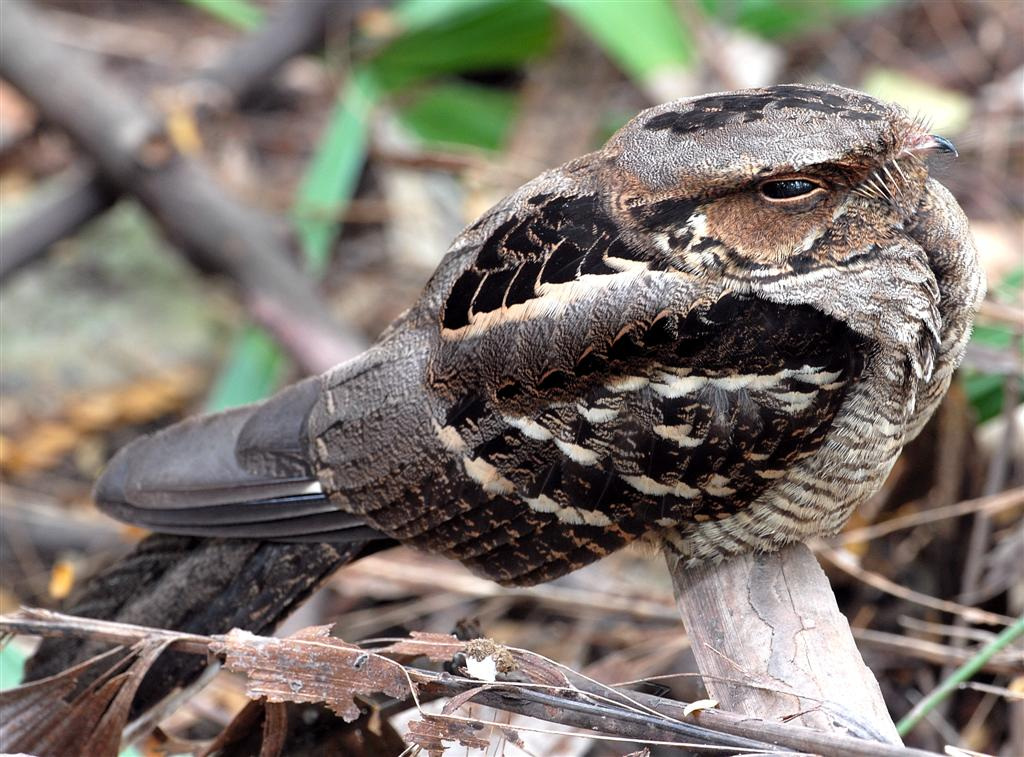
Cú muỗi đuôi dài là loài cư trú thường gặp ở Thái Lan.

| Tên thông thường | Danh pháp             | Tình trạng                    |
| ---------------- | --------------------- | ----------------------------- |
|                  | Lyncornis temminckii  |                               |
| Cú muỗi mào      | Lyncornis macrotis    |                               |
| Cú muỗi Ấn Độ    | Caprimulgus jotaka    | Trú đông, sinh sản ở vùng núi |
| Cú muỗi đuôi dài | Caprimulgus macrurus  |                               |
| Cú muỗi châu Á   | Caprimulgus asiaticus |                               |
| Cú muỗi lưng xám | Caprimulgus affinis   |                               |

## Họ Yến
Bộ: Apodiformes   Họ: Apodidae
Họ Yến gồm những loài chim nhỏ dành phần lớn thời gian trong cuộc đời của chúng để bay lượn. Những con chim này có chân rất ngắn và không bao giờ đậu trên mặt đất mà chỉ bám vào các bề mặt thẳng đứng. Nhiều loài có cánh chạy dài ra sau giống như lưỡi liềm hay boomerang.

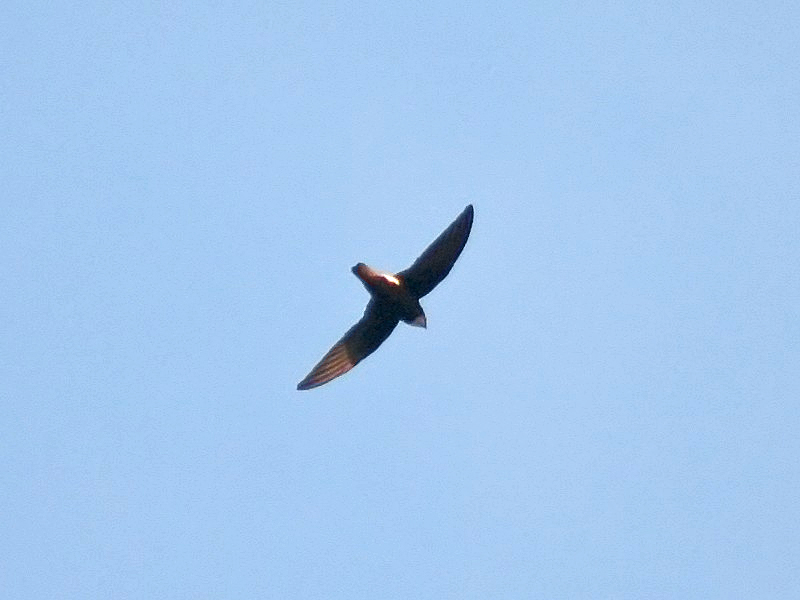
Yến Malaysia là loài cư trú thường gặp ở Thái Lan.

| Tên thường gọi             | Danh pháp                  | Trạng thái                                     |
| -------------------------- | -------------------------- | ---------------------------------------------- |
| Yến đuôi nhọn phao câu bạc | Rhaphidura leucopygialis   |                                                |
| Yến đuôi nhọn họng trắng   | Hirundapus caudacutus      | Loài di cư hiếm                                |
| Yến đuôi nhọn lưng bạc     | Hirundapus cochinchinensis | Tình trạng không chắc chắn                     |
| Yến đuôi nhọn lưng nâu     | Hirundapus giganteus       |                                                |
|                            | Collocalia affinis         | Quý hiếm                                       |
| Yến núi                    | Aerodramus brevirostris    | Sinh sản ở các cao nguyên, trú đông ở nơi khác |
| Yến sào đen                | Aerodramus maximus         |                                                |
| Yến hàng                   | Aerodramus fuciphagus      |                                                |
| Yến hông xám               | Aerodramus germani         |                                                |
| Yến thông thường           | Apus apus                  | Hiếm gặp                                       |
| Yến hông trắng             | Apus pacificus             | Loài trú đông, một vài cá thể sinh sản         |
| Yến hông trắng cốc ki      | Apus cooki                 |                                                |
|                            | Apus acuticauda            | Loài trú đông rất quý hiếm                     |
| Yến Malaysia               | Apus nipalensis            |                                                |
| Yến cọ                     | Cypsiurus balasiensis      |                                                |

## Họ Yến mào
Bộ: Apodiformes   Họ: Hemiprocnidae
Họ Yến mào hay họ Yến cây có quan hệ gần gũi với họ Yến. Chúng khác với họ Yến ở chỗ chúng có mào, đuôi dài và bộ lông mềm.
| Tên thường gọi       | Danh pháp              | Tình trạng |
| -------------------- | ---------------------- | ---------- |
| Yến mào              | Hemiprocne coronata    |            |
| Yến mào phao câu xám | Hemiprocne longipennis |            |
| Yến mào ria          | Hemiprocne comata      |            |

## Họ Gà nước
Bộ: Gruiformes   Họ: Rallidae
Họ Gà nước là một họ lớn gồm các loài chim có kích thước nhỏ đến trung bình gồm gà nước, cuốc, sâm cầm và kịch. Thông thường, chúng sống ở nơi có thực vật dày đặc trong môi trường ẩm ướt gần hồ, đầm lầy hoặc sông. Nhìn chung chúng là loài chim nhút nhát nên khó quan sát. Hầu hết các loài có chân khỏe và ngón chân dài thích nghi tốt với bề mặt mềm không bằng phẳng. Chúng có xu hướng có đôi cánh ngắn, tròn và có vẻ bay yếu.

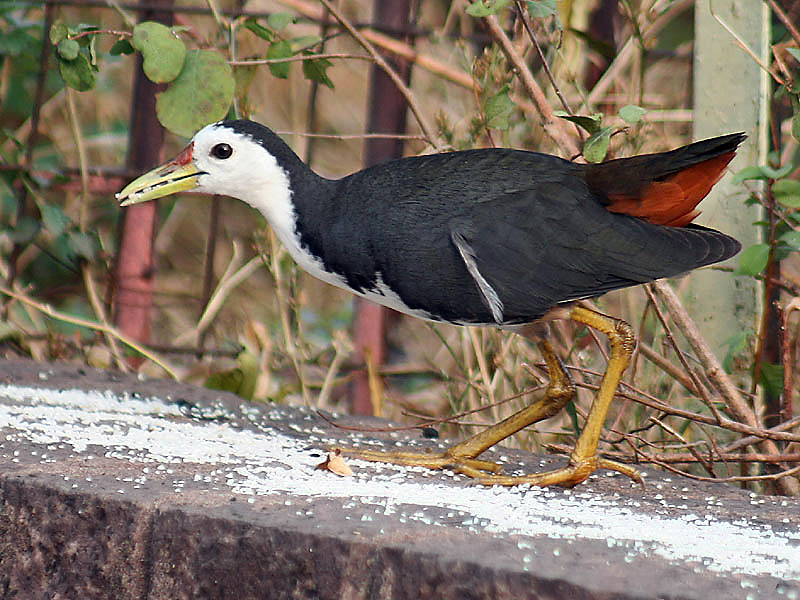
Cuốc ngực trắng là loài cư trú thường gặp ở Thái Lan.

| Tên thường gọi     | Danh pháp               | Tình trạng                         |
| ------------------ | ----------------------- | ---------------------------------- |
| Gà nước Ấn Độ      | Rallus indicus          | Loài trú đông                      |
| Gà nước vằn        | Lewinia striata         |                                    |
| Cuốc đốm           | Porzana porzana         | Loài trú đông rất quý hiếm         |
| Kịch               | Gallinula chloropus     |                                    |
| Sâm cầm            | Fulica atra             | Loài trú đông                      |
| Trích cồ           | Porphyrio poliocephalus |                                    |
| Gà đồng            | Gallicrex cinerea       | Loài di trú vào mùa hè và cư trú   |
| Cuốc ngực trắng    | Amaurornis phoenicurus  |                                    |
| Gà nước mày trắng  | Porzana cinerea         |                                    |
| Gà nước họng nâu   | Rallina fasciata        |                                    |
| Gà nước họng trắng | Rallina eurizonoides    | Quý hiếm, chủ yếu là loài trú đông |
| Cuốc ngực nâu      | Zapornia fusca          |                                    |
| Cuốc nâu           | Zapornia paykullii      | Hiếm gặp                           |
| Cuốc lùn           | Zapornia pusilla        | Loài trú đông                      |
| Cuốc ngực xám      | Zapornia bicolor        | Quý hiếm                           |

## Họ Chân bơi
Bộ: Gruiformes   Họ: Heliornithidae
Họ Chân bơi là họ nhỏ gồm các loài chim nhiệt đới có chân bơi trông tương tự như gà nước.
| Tên thường gọi | Danh pháp            | Tình trạng                                     |
| -------------- | -------------------- | ---------------------------------------------- |
| Chân bơi       | Heliopais personatus | Loài trú đông và di cư, có nguy cơ tuyệt chủng |

## Họ Sếu
Bộ: Gruiformes   Họ: Gruidae
Họ Sếu gồm các loài chim lớn có cổ dài và chân dài. Khác với họ Diệc dù có vẻ ngoài khá giống nhau, họ Sếu không có bà con với họ Diệc và khi bay có cổ vươn ra, không bị rụt lại. Hầu hết ở các loài, con trống tán tỉnh con mái một cách kĩ lưỡng và ồn ào hoặc có "vũ đạo" riêng.
| Tên thường gọi | Danh pháp          | Tình trạng         |
| -------------- | ------------------ | ------------------ |
| Sếu khuê tú    | Anthropoides virgo | Hiếm gặp           |
| Sếu sarus      | Antigone antigone  | Tuyệt chủng cục bộ |
| Sếu cổ trắng   | Grus grus          | Hiếm gặp           |

## Họ Burin
Bộ: Charadriiformes   Họ: Burhinidae
Họ Burin được tìm thấy trên toàn thế giới trong các vùng nhiệt đới, một vài loài còn có thể sinh sản trong khí hậu ôn hòa ở châu Âu và Australia. Chúng là những loài chim lội có kích thước từ trung bình đến lớn với mỏ mạnh màu đen hoặc vàng đen, mắt rộng màu vàng và bộ lông kín. Mặc dù được xếp vào nhóm chim lội, hầu hết các loài đều thích sống ở môi trường sống khô cằn hoặc bán khô cằn.
| Tên thường gọi | Danh pháp             | Tình trạng               |
| -------------- | --------------------- | ------------------------ |
| Burin          | Burhinus indicus      |                          |
| Burin lớn      | Esacus recurvirostris |                          |
|                | Esacus magnirostris   | Loài địa phương quý hiếm |

## Họ Cà kheo
Bộ: Charadriiformes   Họ: Recurvirostridae

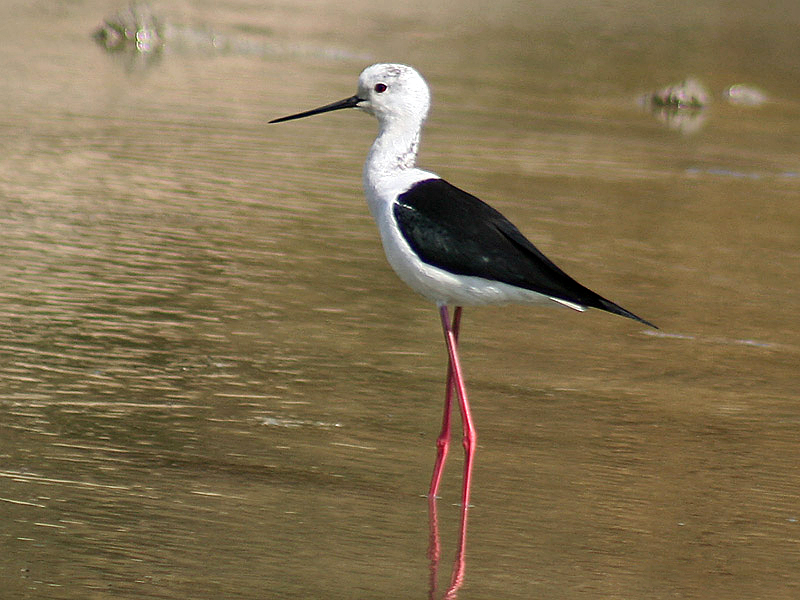
Cà kheo cánh đen thường gặp ở các vùng ngập nước.

Họ Cà kheo là một họ chim lội lớn trong đó gồm có chi Recurvirostra và chi Himantopus. Các loài thuộc chi Recurvirostra có chân dài và mỏ dài cong lên. Các loài thuộc chi Himantopus có chân cực dài và mỏ thẳng, mỏng, dài.
| Tên thường gọi    | Danh pháp              | Tình trạng              |
| ----------------- | ---------------------- | ----------------------- |
| Cà kheo cánh đen  | Himantopus himantopus  | Loài cư trú và trú đông |
| Cà kheo đen trắng | Recurvirostra avosetta | Hiếm gặp                |

## Họ Haematopus
Bộ: Charadriiformes   Họ: Haematopodidae
Họ Haematopus là những loài chim lớn và ồn ào giống chim choi choi, với chiếc mỏ khỏe dùng để mổ và mở vỏ của các động vật thân mềm.
| Tên thường gọi | Danh pháp             | Tình trạng |
| -------------- | --------------------- | ---------- |
| Chim mò sò     | Haematopus ostralegus | Hiếm gặp   |

## Họ Choi choi
Bộ: Charadriiformes   Họ: Charadriidae
Họ Choi choi bao gồm các loài choi choi, cao cẳng và te te. Chúng là loài chim có kích thước nhỏ đến trung bình với thân hình nhỏ gọn, cổ dày ngắn và cánh dài, thường nhọn. Chúng được tìm thấy ở các quốc gia mở trên toàn thế giới, chủ yếu là ở môi trường sống gần nước.

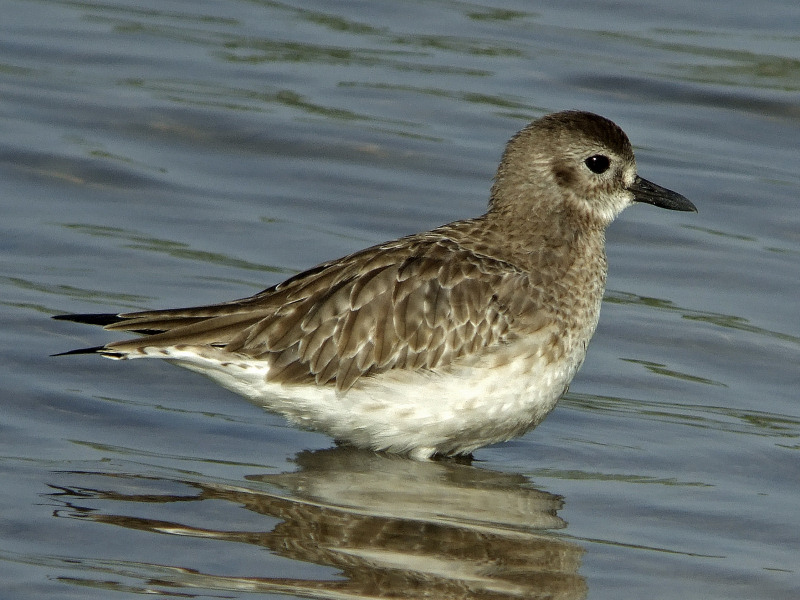
Choi choi xám là loài trú đông thường gặp ở Thái Lan.

| Tên thường gọi      | Danh pháp                | Tình trạng             |
| ------------------- | ------------------------ | ---------------------- |
| Choi choi xám       | Pluvialis squatarola     | Loài trú đông          |
| Choi choi vàng      | Pluvialis fulva          | Loài trú đông          |
| Te mào              | Vanellus vanellus        | Loài trú đông quý hiếm |
| Te cựa              | Vanellus duvaucelii      |                        |
| Te vàng             | Vanellus cinereus        | Loài trú đông          |
| Te vặt              | Vanellus indicus         |                        |
| Choi choi Mông Cổ   | Charadrius mongolus      | Loài trú đông          |
| Choi choi lưng hung | Charadrius leschenaultii | Loài trú đông          |
| Choi choi lưng đen  | Charadrius peronii       |                        |
| Choi choi cổ khoang | Charadrius alexandrinus  | Loài trú đông          |
| Choi choi mỏ dài    | Charadrius hiaticula     | Hiếm gặp               |
| Choi choi lớn       | Charadrius placidus      | Loài trú đông quý hiếm |
| Choi choi sông      | Charadrius dubius        | Loài trú đông          |
| Choi choi châu Á    | Charadrius veredus       | Hiếm gặp               |

## Họ Nhát hoa
Bộ: Charadriiformes   Họ: Rostratulidae
Họ Nhát hoa là các loài chim chân ngắn, mỏ dài và có hình dáng tương tự như dẽ giun nhưng bộ lông có màu tươi hơn.

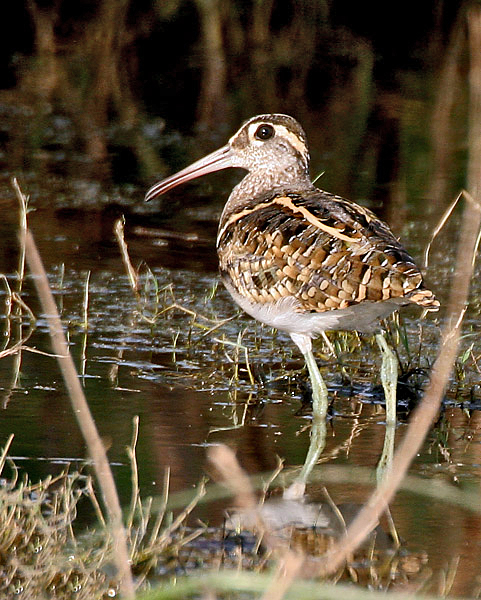
Nhát hoa lớn là một trong số ít những loài chim mà con mái (trong ảnh) sáng hơn con trống.

| Tên thường gọi | Danh pháp               | Tình trạng |
| -------------- | ----------------------- | ---------- |
| Nhát hoa lớn   | Rostratula benghalensis |            |

## Họ Gà lôi nước
Bộ: Charadriiformes   Họ: Jacanidae
Họ Gà lôi nước là một nhóm các loài chim lội được tìm thấy khắp vùng nhiệt đới. Chúng có thể được nhận dạng bằng bàn chân và móng vuốt khổng lồ cho phép chúng đi bộ trên thảm thực vật nổi trong các hồ nước nông, là môi trường sống ưa thích của chúng.
| Tên thường gọi    | Danh pháp                | Tình trạng              |
| ----------------- | ------------------------ | ----------------------- |
| Gà lôi nước       | Hydrophasianus chirurgus | Loài trú đông và cư trú |
| Gà lôi nước Ấn Độ | Metopidius indicus       |                         |

## Họ Dẽ
Bộ: Charadriiformes   Họ: Scolopacidae
Họ Dẽ là một họ chim lớn gồm các loài chim bờ biển có kích thước nhỏ và trung bình bao gồm các loài dẽ, nhát và choắt, chi Tringa, chi Heteroscelus, chi Scolopax, chi Limnodromus và chi Phalaropus. Phần lớn các loài ăn các loại thức ăn là động vật không xương sống nhỏ mà chúng kiếm được trong bùn hay đấtl.  Chiều dài khác nhau của chân và mỏ cho phép các loài khác nhau có thể cùng sinh sống trong một môi trường sống, cụ thể là ven biển, mà không có sự cạnh tranh trực tiếp về thức ăn.

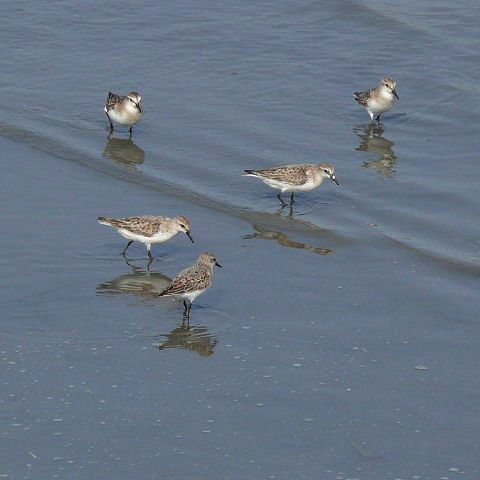
Dẽ cổ hung là loài trú đông dễ bắt gặp ở Thái Lan.

| Tên thường gọi          | Danh pháp                 | Tình trạng                                           |
| ----------------------- | ------------------------- | ---------------------------------------------------- |
| Choắt mỏ cong bé        | Numenius phaeopus         | Loài trú đông                                        |
| Choắt mỏ cong nhỏ       | Numenius minutus          | Loài di cư rất hiếm                                  |
| Dẽ mỏ cong hông nâu     | Numenius madagascariensis | Loài di cư hiếm gặp, nguy cấp                        |
| Choắt mỏ cong lớn       | Numenius arquata          | Loài trú đông                                        |
| Choắt mỏ thẳng đuôi vằn | Limosa lapponica          | Loài trú đông                                        |
| Choắt mỏ nhác           | Limosa limosa             | Loài trú đông                                        |
| Dẽ khoang               | Arenaria interpres        | Loài trú đông                                        |
| Dẽ lớn ngực đốm         | Calidris tenuirostris     | Chủ yếu là di cư, có nguy cơ tuyệt chủng             |
| Dẽ lưng nâu             | Calidris canutus          | Loài trú đông                                        |
| Dẽ lớn                  | Calidris pugnax           | Loài trú đông và di trú                              |
| Dẽ mỏ rộng              | Calidris falcinellus      | Loài trú đông                                        |
| Dẽ đuôi nhọn            | Calidris acuminata        | Loài trú đông rất quý hiếm                           |
| Dẽ mỏ cong              | Calidris ferruginea       | Loài trú đông                                        |
| Dẽ lưng đen             | Calidris temminckii       | Loài trú đông                                        |
| Dẽ ngón dài             | Calidris subminuta        | Loài trú đông                                        |
| Dẽ mỏ thìa              | Calidris pygmea           | Hiếm khi di trú vào mùa đông, cực kỳ nguy cấp        |
| Dẽ cổ hung              | Calidris ruficollis       | Loài trú đông thường gặp                             |
| Dẽ cổ xám               | Calidris alba             | Loài trú đông                                        |
| Dẽ trán trắng           | Calidris alpina           | Loài trú đông quý hiếm                               |
| Dẽ nhỏ                  | Calidris minuta           | Quý hiếm vào mùa đông                                |
| Choắt ngực đốm          | Calidris melanotos        | Hiếm gặp                                             |
| Choắt chân màng lớn     | Limnodromus semipalmatus  | Loài di trú quý hiếm                                 |
| Dẽ mỏ dài               | Limnodromus scolopaceus   | Hiếm gặp                                             |
| Dẽ giun                 | Lymnocryptes minimus      | Loài trú đông quý hiếm                               |
| Dẽ gà                   | Scolopax rusticola        | Loài trú đông                                        |
| Dẽ giun lớn             | Gallinago nemoricola      | Loài trú đông rất quý hiếm                           |
| Dẽ giun thường          | Gallinago gallinago       | Loài trú đông                                        |
| Dẽ giun châu Á          | Gallinago stenura         | Loài trú đông                                        |
|                         | Gallinago megala          | Loài trú đông rất quý hiếm                           |
| Choắt chân màng bé      | Xenus cinereus            | Loài trú đông                                        |
| Dẽ cổ đỏ                | Phalaropus lobatus        | Loài quý hiếm vào mùa đông hoặc loài di trú quý hiếm |
|                         | Phalaropus fulicarius     | Loài quý hiếm vào mùa đông hoặc loài di trú quý hiếm |
| Choắt nhỏ               | Actitis hypoleucos        | Loài trú đông                                        |
| Choắt bụng trắng        | Tringa ochropus           | Loài trú đông                                        |
| Choắt đuôi xám          | Tringa brevipes           | Loài di cư quý hiếm                                  |
| Choắt chân đỏ           | Tringa erythropus         | Loài trú đông                                        |
| Choắt lớn               | Tringa nebularia          | Loài trú đông                                        |
| Choắt lớn mỏ vàng       | Tringa guttifer           | Loài trú đông quý hiếm, có nguy cơ tuyệt chủng       |
| Choắt đốm đen           | Tringa stagnatilis        | Loài trú đông                                        |
| Choắt bụng xám          | Tringa glareola           | Loài trú đông                                        |
| Choắt nâu               | Tringa totanus            | Loài trú đông                                        |

## Họ Cun cút
Bộ: Charadriiformes   Họ: Turnicidae
Họ Cun cút là các loài chim có kích thước rất nhỏ, mình tròn, đuôi ngắn, có xu hướng chạy nhiều hơn bay giống chim cút. Chim mái màu sáng hơn chim trống và là con chủ động trong quan hệ sinh dục. Con trống ấp trứng và chăm sóc con non.

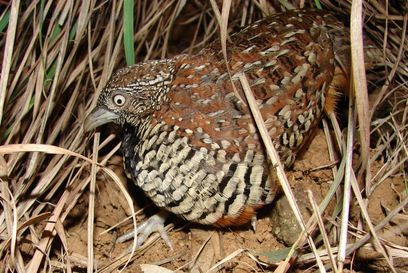
Cun cút sọc là loài cư trú thường gặp của Thái Lan.

| Tên thường gọi    | Danh pháp         | Tình trạng |
| ----------------- | ----------------- | ---------- |
| Cun cút nhỏ       | Turnix sylvaticus |            |
| Cun cút chân vàng | Turnix tanki      |            |
| Cun cút sọc       | Turnix suscitator |            |

## Họ Dromadidae
Bộ: Charadriiformes   Họ: Dromadidae
Họ Dromadidae có họ hàng với các loài chim lội, nhưng họ này chỉ có một thành viên duy nhất là loài Dromas ardeola. Loài này giống với choi choi nhưng lại có chân rất dài màu xám và chiếc mỏ đen khỏe mạnh giống với họ Nhàn. Chúng có bộ lông màu đen-trắng, cổ dài, chân có một phần màng và chiếc mỏ dùng để ăn cua.
| Tên thường gọi | Danh pháp      | Tình trạng                        |
| -------------- | -------------- | --------------------------------- |
|                | Dromas ardeola | Quý hiếm vào mùa đông thường niên |

## Họ Dô nách
Bộ: Charadriiformes   Họ: Glareolidae
Họ Dô nách là họ các loài chim lội bao gồm các loài thuộc phân họ Glareolinae có chân ngắn, cánh dài và nhọn, đuôi dài tẻ ra và các loài thuộc phân họ Cursoriinae có chân dài, cánh ngắn và mỏ nhọn dài, cong xuống phía dưới.

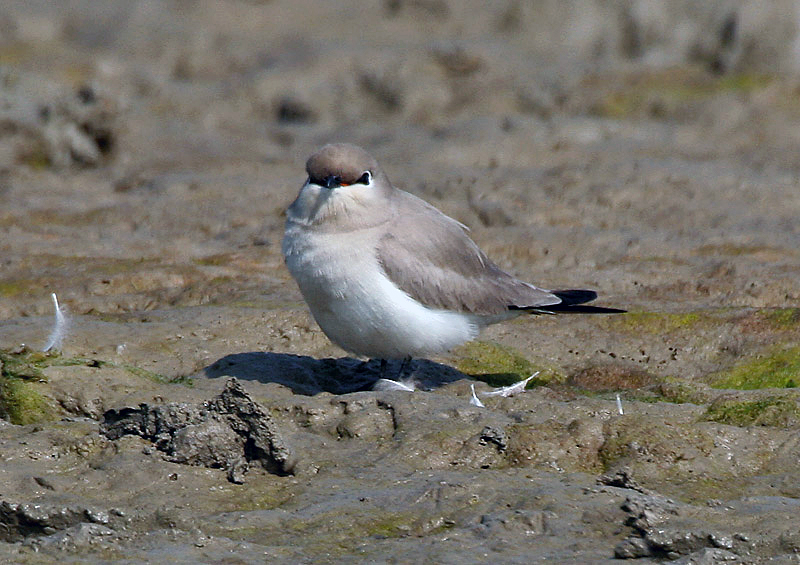
Dô nách xám là loài chim lội săn côn trùng trên không.

| Tên thường gọi    | Danh pháp           | Tình trạng              |
| ----------------- | ------------------- | ----------------------- |
| Dô nách khoang cổ | Glareola pratincola | Hiếm gặp                |
| Dô nách nâu       | Glareola maldivarum | Loài di trú vào mùa hè  |
| Dô nách xám       | Glareola lactea     | Loài cư trú và trú đông |

## Họ Cướp biển
Bộ: Charadriiformes   Họ: Stercorariidae
Họ Cướp biển nhìn chung là các loài chim có kích thước từ trung bình đến lớn, thường có lông màu xám hoặc màu nâu và thường có dấu màu trắng trên cánh. Chúng làm tổ trên mặt đất ở vùng ôn đới và Bắc cực và là loài di cư đường dài.
| Tên thường gọi      | Danh pháp                | Tình trạng             |
| ------------------- | ------------------------ | ---------------------- |
| Cướp biển vừa       | Stercorarius pomarinus   | Loài trú đông          |
| Cướp biển đuôi ngắn | Stercorarius parasiticus | Loài trú đông quý hiếm |
| Cướp biển đuôi dài  | Stercorarius longicaudus |                        |

## Họ Mòng biển
Bộ: Charadriiformes   Họ: Laridae
Họ Mòng biển là một họ các loài chim biển có kích thước từ trung bình đến lớn gồm các loài hải âu, nhàn và xúc cá. Chúng thường có màu xám hay trắng, với các đốm đen trên đầu hay cánh. Chúng có mỏ dài và khỏe, chân có màng bơi. Nhàn là một nhóm các loài chim nhìn chung có kích thước trung bình đến nhỏ thường có lông màu xám hay trắng, với các đốm đen trên đầu. Hầu hết chim nhàn săn cá bằng cách lặn nhưng một số bắt các côn trùng trên mặt nước ngọt. Nhàn thường là các loài chim sống lâu, với một số loài được biết đến sống hơn 30 năm. Xói cá là họ nhỏ các loài chim nhiệt đới có vẻ ngoài trông giống nhàn. Chúng có hàm dưới kéo dài hơn dùng để kiếm ăn bằng cách bay thấp trên mặt nước và lướt qua mặt nước xúc các con cá nhỏ vào.

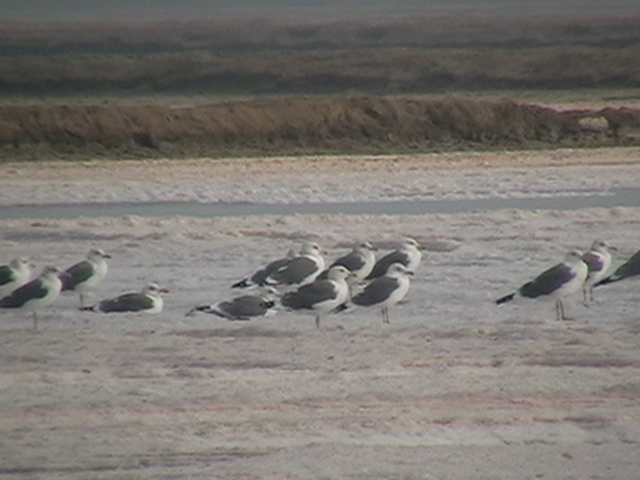
Mòng biển Sabine là loài trú đông không thường gặp ở Thái Lan.

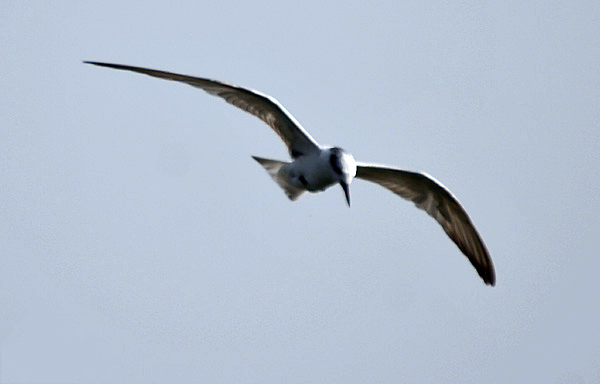
Nhàn xám là loài trú đông thường thấy ở Thái Lan.

| Tên thường gọi             | Danh pháp                      | Tình trạng                 |
| -------------------------- | ------------------------------ | -------------------------- |
| Mòng biển xira chân đen    | Rissa tridactyla               | Hiếm gặp                   |
| Mòng biển Sabine           | Xema sabini                    | Hiếm gặp                   |
| Mòng biển mỏ mảnh          | Chroicocephalus genei          | Loài trú đông rất quý hiếm |
| Mòng biển đầu đen          | Chroicocephalus ridibundus     | Loài trú đông              |
| Mòng biển đầu nâu          | Chroicocephalus brunnicephalus | Loài trú đông quý hiếm     |
| Mòng biển nhỏ              | Hydrocoloeus minutus           | Hiếm gặp                   |
| Mòng biển bồ hóng          | Ichthyaetus hemprichii         | Hiếm gặp                   |
| Mòng biển Pallas           | Ichthyaetus ichthyaetus        | Loài trú đông rấp quý hiếm |
| Mòng biển đuôi đen         | Larus crassirostris            | Loài trú đông rất quý hiếm |
| Mòng biển thông thường     | Larus canus                    | Hiếm gặp                   |
| Mòng biển cá trích châu Âu | Larus argentatus               |                            |
| Mòng biển Caspi            | Larus cachinnans               | Hiếm gặp                   |
| Mòng biển nhỏ lưng đen     | Larus fuscus                   | Hiếm gặp                   |
| Mòng biển lưng đá phiến    | Larus schistisagus             | Hiếm gặp                   |
| Nhạn đầu xám               | Anous stolidus                 |                            |
| Nhàn nâu                   | Onychoprion fuscatus           |                            |
| Nhàn lưng đen              | Onychoprion anaethetus         |                            |
| Nhàn bụng đen              | Onychoprion aleuticus          | Thường gặp                 |
| Nhàn nhỏ                   | Sternula albifrons             |                            |
| Nhàn chân đen              | Gelochelidon nilotica          | Loài trú đông              |
| Nhàn Caxpia                | Hydroprogne caspia             | Loài trú đông              |
| Nhàn đen                   | Chlidonias leucopterus         | Loài trú đông              |
| Nhàn xám                   | Chlidonias hybrida             |                            |
| Nhàn hồng                  | Sterna dougallii               |                            |
| Nhàn Xumatra               | Sterna sumatrana               |                            |
| Nhàn                       | Sterna hirundo                 | Loài trú đông              |
| Nhàn bụng đen              | Sterna acuticauda              | Có nguy cơ tuyệt chủng     |
| Nhàn sông                  | Sterna aurantia                |                            |
| Nhàn mào                   | Thalasseus bergii              |                            |
| Nhàn mào nhỏ               | Thalasseus bengalensis         | Loài trú đông quý hiếm     |
| Nhào mào Trung Quốc        | Thalasseus bernsteini          | Hiếm gặp, cực kỳ nguy cấp  |
| Xúc cá                     | Rynchops albicollis            |                            |

## Họ Chim nhiệt đới
Bộ: Phaethontiformes   Họ: Phaethontidae
Họ Chim nhiệt đới là những loài chim trắng mảnh khảnh sinh sống ở vùng biển nhiệt đới có các lông đuôi trung tâm dài. Đầu và cánh dài của chúng có những vết đen.
| Tên thường gọi            | Danh pháp           | Tình trạng |
| ------------------------- | ------------------- | ---------- |
| Chim nhiệt đới đuôi trắng | Phaethon lepturus   | Hiếm gặp   |
| Chim nhiệt đới            | Phaethon aethereus  | Hiếm gặp   |
| Chim nhiệt đới đuôi đỏ    | Phaethon rubricauda | Hiếm gặp   |

## Họ Hải âu mày đen
Bộ: Procellariiformes   Họ: Diomedeidae
Họ Hải âu mày đen là một trong những họ các loài chim bay lớn nhất và những con hải âu lớn thuộc chi Diomedea có sải cánh lớn nhất trong số các loài chim còn tồn tại.
| Tên thường gọi | Danh pháp               | Tình trạng |
| -------------- | ----------------------- | ---------- |
| Hải âu Laysan  | Phoebastria immutabilis | Hiếm gặp   |

## Họ Hải yến
Bộ: Procellariiformes   Họ: Hydrobatidae
Họ Hải yến gồm những loài chim nhỏ dành phần lớn cuộc đười sống trên biển và lên bờ chỉ để sinh sản. Chúng ăn động vật phù du và cá nhỏ nhặt ở mặt nước, thông thường trong khi lơ lửng hoặc vỗ cánh lướt trên mặt nước. Chuyến bay của các loài thuộc họ này chập chờn và đôi khi giống dơi.
| Tên thường gọi       | Danh pháp            | Tình trạng |
| -------------------- | -------------------- | ---------- |
| Hải yến đuôi chẻ đen | Oceanodroma monorhis | Hiếm gặp   |

## Họ Hải âu
Bộ: Procellariiformes   Họ: Procellariidae
Họ Hải âu là nhóm các loài chim "hải âu thực sự" có kích thước trung bình, đặc trưng bởi lỗ mũi thông với vách ngăn giữa và dãy các cơ quan chức năng sơ cấp bên ngoài.

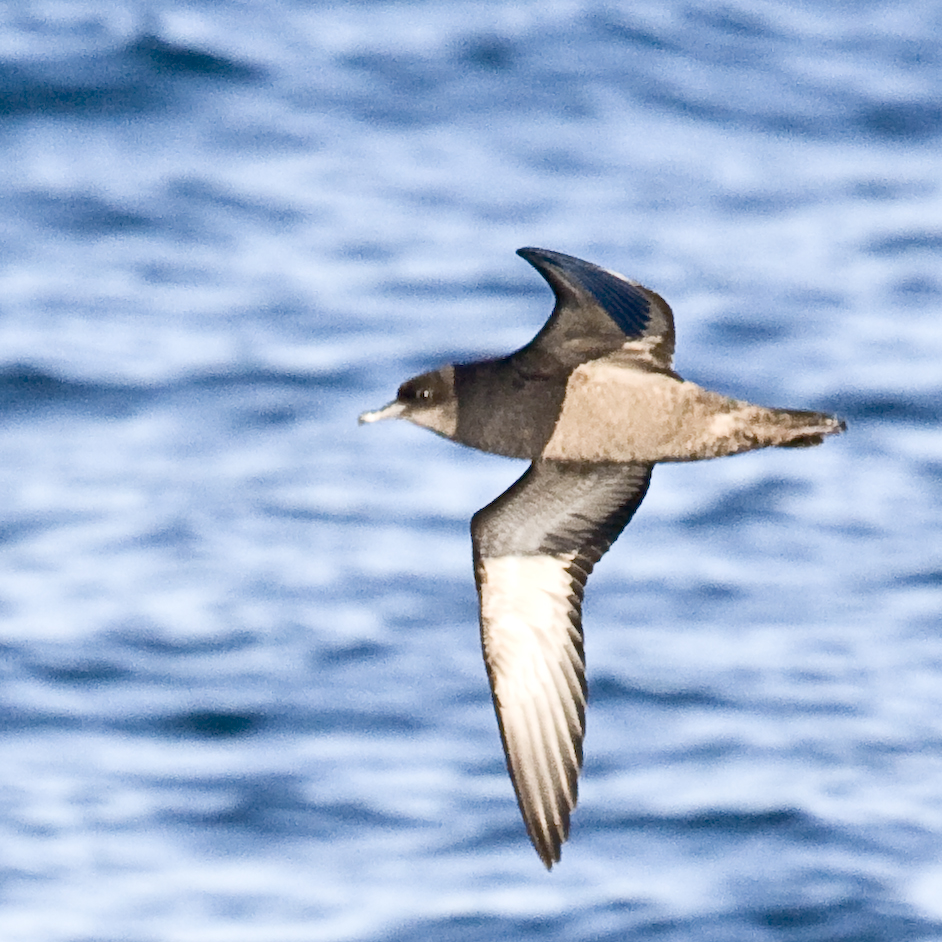
Ardenna tenuirostris là loài di cư đường dài thỉnh thoảng được bắt gặp tại Thái Lan.

| Tên thường gọi   | Danh pháp              | Tình trạng                 |
| ---------------- | ---------------------- | -------------------------- |
|                  | Pterodroma cervicalis  | Thường gặp                 |
| Hải âu mặt trắng | Calonectris leucomelas | Loài trú đông rất quý hiếm |
| Hải âu đuôi nhọn | Ardenna pacificus      | Hiếm gặp                   |
|                  | Ardenna tenuirostris   | Hiếm gặp                   |

## Họ Hạc
Bộ: Ciconiiformes   Họ: Ciconiidae
Họ Hạc gồm những loài chim lội lớn, chân dài, cổ dài với mỏ dài, to và khỏe. Họ này hầu như im lặng, nhưng việc chạm mỏ lại là một chế độ giao tiếp quan trọng tại tổ. Tổ của chúng rộng và có thể dùng lại trong nhiều năm. Nhiều loài di cư đến nơi khác.

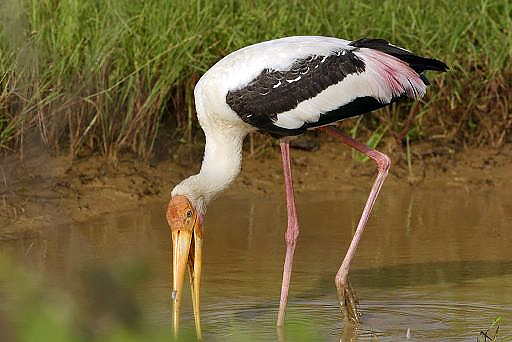
Giang sen hiện là loài sinh sản và di cư quý hiếm ở Thái Lan.

| Tên thường gọi   | Danh pháp                  | Tình trạng                                 |
| ---------------- | -------------------------- | ------------------------------------------ |
| Cò nhạn          | Anastomus oscitans         |                                            |
| Hạc đen          | Ciconia nigra              | Loài trú đông rất quý hiếm                 |
| Hạc cổ trắng     | Ciconia episcopus          |                                            |
|                  | Ciconia stormi             | Có nguy cơ tuyệt chủng                     |
| Hạc trắng        | Ciconia ciconia            | Hiếm gặp                                   |
| Hạc trắng Á Đông | Ciconia boyciana           | Có nguy cơ tuyệt chủng                     |
| Hạc cổ đen       | Ephippiorhynchus asiaticus | Tuyệt chủng cục bộ                         |
| Già đẫy Java     | Leptoptilos javanicus      | Quý hiếm                                   |
| Già đẫy lớn      | Leptoptilos dubius         | Tuyệt chủng cục bộ, có nguy cơ tuyệt chủng |
| Cò lạo xám       | Mycteria cinerea           | Có nguy cơ tuyệt chủng                     |
| Giang sen        | Mycteria leucocephala      |                                            |

## Họ Cốc biển
Bộ: Suliformes   Họ: Fregatidae
Cốc biển là loài chim biển lớn thường được tìm thấy ở các biển nhiệt đới. Loài chim này lớn, có màu trắng và đen, hay đen hoàn toàn, với đôi cánh dài và đuôi chẻ. Con trống có túi bướu cổ màu đỏ, được bơm căng lên vào mùa sinh sản để thu hút con mái. Chúng không bơi hoặc đi và không thể cất cánh từ một bề mặt phẳng. Có tỷ lệ sải cánh trên cơ thể lớn nhất trong các loài chim, cuộc sống của chúng cơ bản là ở trên không, khi chúng có thể ở trên không hơn một tuần.
| Tên thường gọi      | Danh pháp        | Tình trạng                     |
| ------------------- | ---------------- | ------------------------------ |
| Cốc biển bé         | Fregata ariel    | Loài trú đông                  |
| Cốc biển bụng trắng | Fregata andrewsi | Loài trú đông, cực kỳ nguy cấp |
| Cốc biển đen        | Fregata minor    | Quý hiếm                       |

## Họ Chim điên
Bộ: Suliformes   Họ: Sulidae
Các loài ó biển và chim điên là các loài chim biển sống ven bờ có kích thước từ trung bình tới lớn, có hoạt động săn bắt mồi (cá) bằng cách lao mình xuống nước.
| Tên thường gọi       | Danh pháp        | Tình trạng                                    |
| -------------------- | ---------------- | --------------------------------------------- |
| Chim điên mặt xanh   | Sula dactylatra  |                                               |
| Chim điên bụng trắng | Sula leucogaster | Loài di trú quý hiếm, trước đây từng sinh sản |
| Chim điên chân đỏ    | Sula sula        | Hiếm gặp                                      |

## Họ Chim cổ rắn
Bộ: Suliformes   Họ: Anhingidae

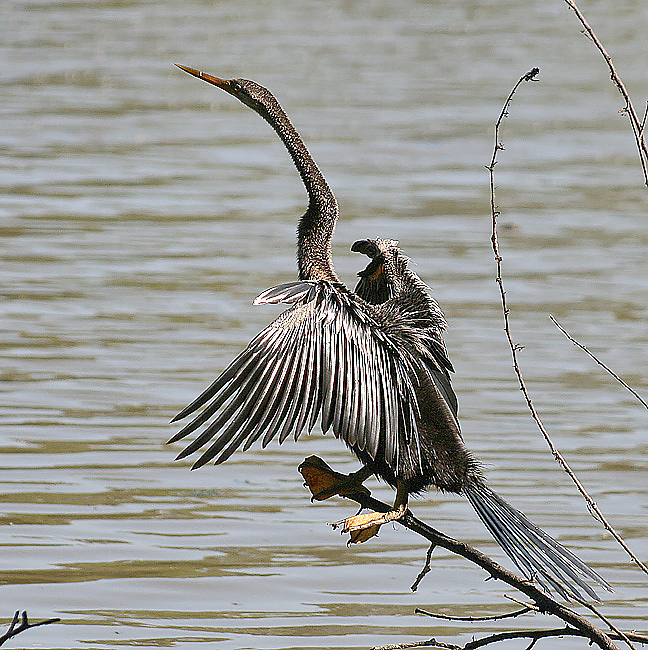
Điên điển phương Đông là loài di trú quý hiếm của Thái Lan.

Họ Chim cổ rắn còn được gọi là "chim rắn" vì chúng có cổ dài, khiến chúng có vẻ ngoài tương tự như những con rắn khi chúng bơi với phần thân chìm dưới mặt nước. Con trống có bộ lông màu đen hay nâu sẫm, mào mọc thẳng đứng trên đầu và mỏ lớn hơn của con mái. Chim mái có bộ lông nhạt màu hơn, đặc biệt là trên cổ và các phần dưới. Các chân chim cổ rắn có màng bơi, ngắn và ở gần phần cuối của thân. Bộ lông của chúng có thể thấm nước, tương tự như của chim cốc nên chúng phải rũ cánh để làm khô sau khi bơi lặn
| Tên thường gọi        | Danh pháp            | Tình trạng |
| --------------------- | -------------------- | ---------- |
| Điên điển phương Đông | Anhinga melanogaster | Quý hiếm   |

## Họ Cốc
Bộ: Suliformes   Họ: Phalacrocoracidae

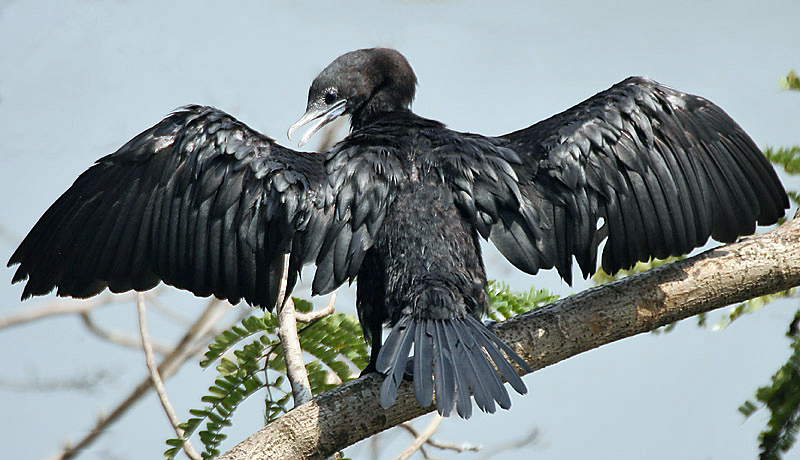
Cốc đen là loài cư trú sinh sản ở Thái Lan.

Họ Cốc là họ các loài chim ăn cá có kích cỡ từ trung bình đến lớn bao gồm chim cốc và chim cốc mào. Với màu sắc lông không giống nhau, đa phần các loài chủ yếu có bộ lông màu đen, nhưng một vài loài có lông màu đen cùng với trắng và một vài loài có bộ lông sặc sỡ hơn.
| Tên thường gọi | Danh pháp                 | Tình trạng                                          |
| -------------- | ------------------------- | --------------------------------------------------- |
| Cốc đen        | Microcarbo niger          |                                                     |
| Cốc đế         | Phalacrocorax carbo       |                                                     |
| Cốc đế nhỏ     | Phalacrocorax fuscicollis | Loài trú đông rất quý hiếm, trước đây từng sinh sản |

## Họ Bồ nông
Bộ: Pelecaniformes   Họ: Pelecanidae

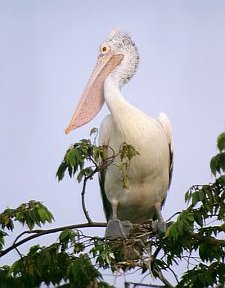
Loài bồ nông chân xám từng phổ biến, nhưng giờ đây trở nên quý hiếm.

Họ Bồ nông là các loài chim nước lớn chiếc mỏ dài và túi cổ họng lớn đặc trưng. Chúng có bàn chân bốn ngón, có màng.
| Tên thường gọi   | Danh pháp              | Tình trạng                        |
| ---------------- | ---------------------- | --------------------------------- |
| Bồ nông chân xám | Pelecanus philippensis | Quý hiếm, có thể đã từng sinh sản |

## Họ Diệc
Bộ: Pelecaniformes   Họ: Ardeidae

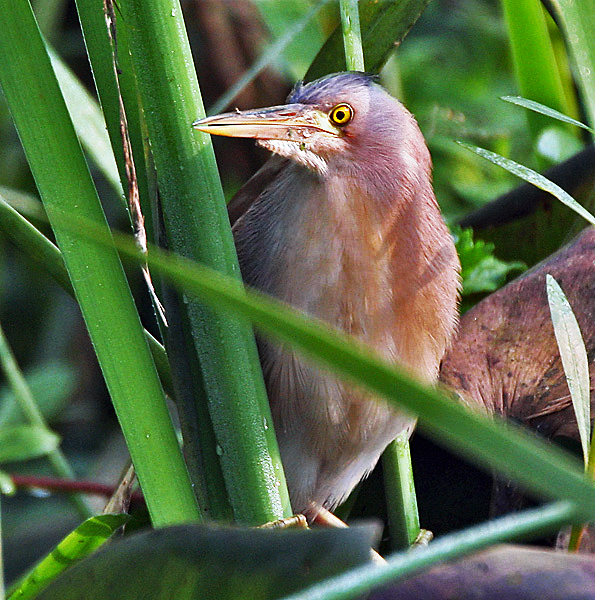
Cò lửa lùn là loài cư trú và trú đông thường gặp ở Thái Lan.

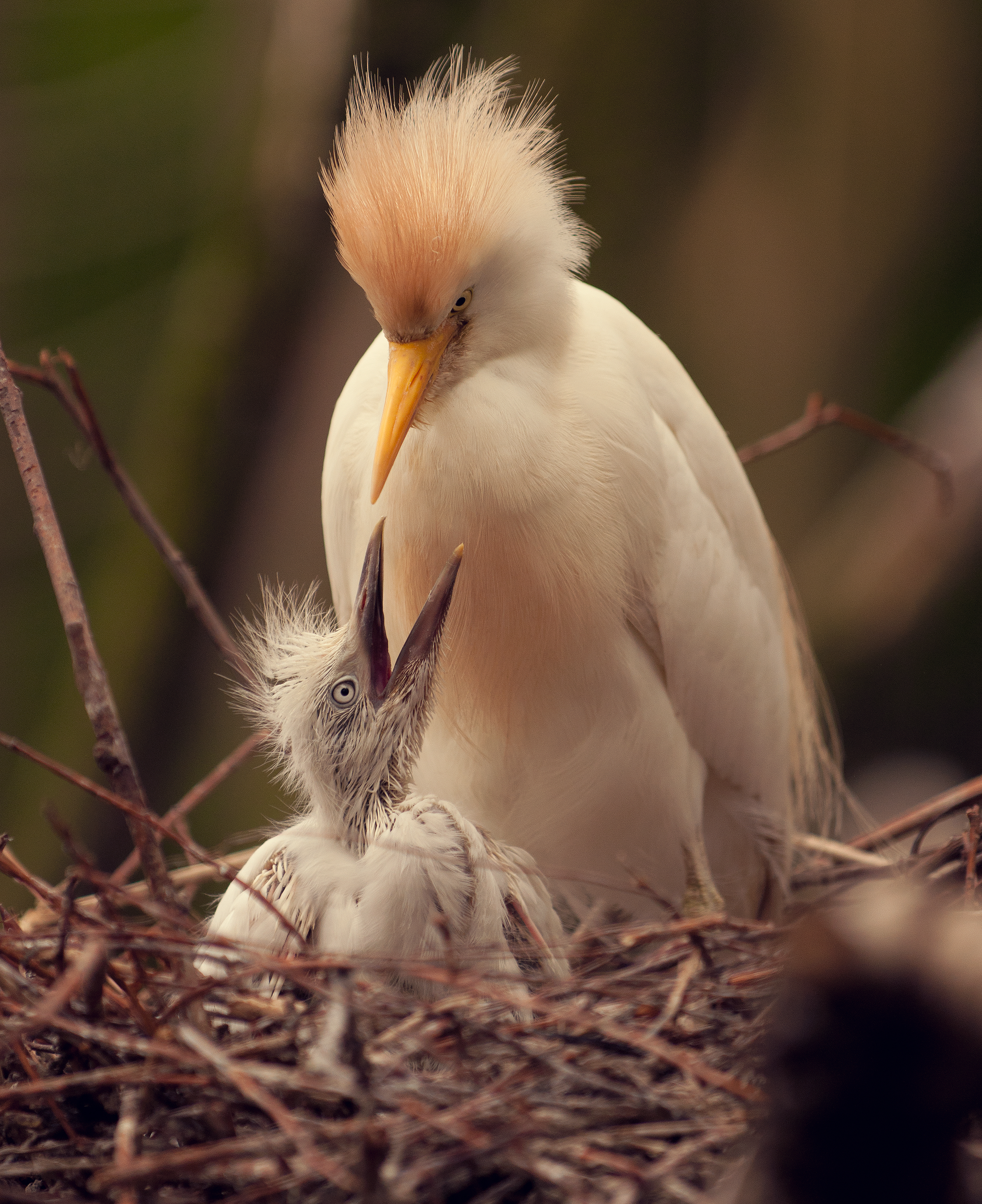
Cò ruồi là loài du nhập tự nhiên của Thái Lan.

Họ Diệc bao gồm các loài diệc nâu, diệc và diệc bạch. Diệc và diệc bạch là những loài chim lội có kích thước từ trung bình đến lớn với chân và cổ dài. Diệc nâu có cổ ngắn và có lối sống thận trọng hơn. Không giống các loài chim cổ dài khác như hạc, cò quăm và cò thìa, các thành viên họ Diệc rút cổ lại khi bay.
| Tên thường gọi      | Danh pháp               | Tình trạng                             |
| ------------------- | ----------------------- | -------------------------------------- |
| Vạc rạ              | Botaurus stellaris      | Loài trú đông                          |
| Cò lửa lùn          | Ixobrychus sinensis     |                                        |
| Cò nâu              | Ixobrychus eurhythmus   | Loài di cư ngang qua                   |
| Cò lùn hung         | Ixobrychus cinnamomeus  |                                        |
| Cò hương            | Ixobrychus flavicollis  |                                        |
| Diệc xám            | Ardea cinerea           | Loài trú đông, trước đây từng sinh sản |
| Diệc Sumatra        | Ardea sumatrana         | Hiện rất quý hiếm                      |
| Diệc lửa            | Ardea purpurea          | Loài trú đông                          |
| Diệc lớn            | Ardea alba              |                                        |
| Cò ngàng nhỏ        | Ardea intermedia        | Loài trú đông                          |
| Cò trắng Trung Quốc | Egretta eulophotes      | Loài trú đông rất quý hiếm             |
| Cò trắng            | Egretta garzetta        |                                        |
| Cò bạch             | Egretta sacra           |                                        |
| Cò ruồi             | Bubulcus ibis           |                                        |
|                     | Ardeola grayii          |                                        |
| Cò bợ               | Ardeola bacchus         | Loài trú đông                          |
| Cò bợ Mã Lai        | Ardeola speciosa        |                                        |
| Cò xanh             | Butorides striata       |                                        |
| Vạc                 | Nycticorax nycticorax   |                                        |
| Vạc rừng            | Gorsachius melanolophus |                                        |

## Họ Cò quăm
Bộ: Pelecaniformes   Họ: Threskiornithidae
Họ Cò quăm là một họ bao gồm các loài chim lớn sống trên đất liền và lội nước bao gồm chi Threskionithinae (cò quăm) và Plateinae (cò thìa). Các thành viên trong họ có cánh dài, rộng với 11 lông cánh sơ cấp và khoảng 20 lông thứ cấp. Chúng là các loài chim bay khỏe đáng ngạc nhiên. Mặc dù có kích thước và khối lượng lớn, chúng là những loài chim bay vút lên rất nhanh.

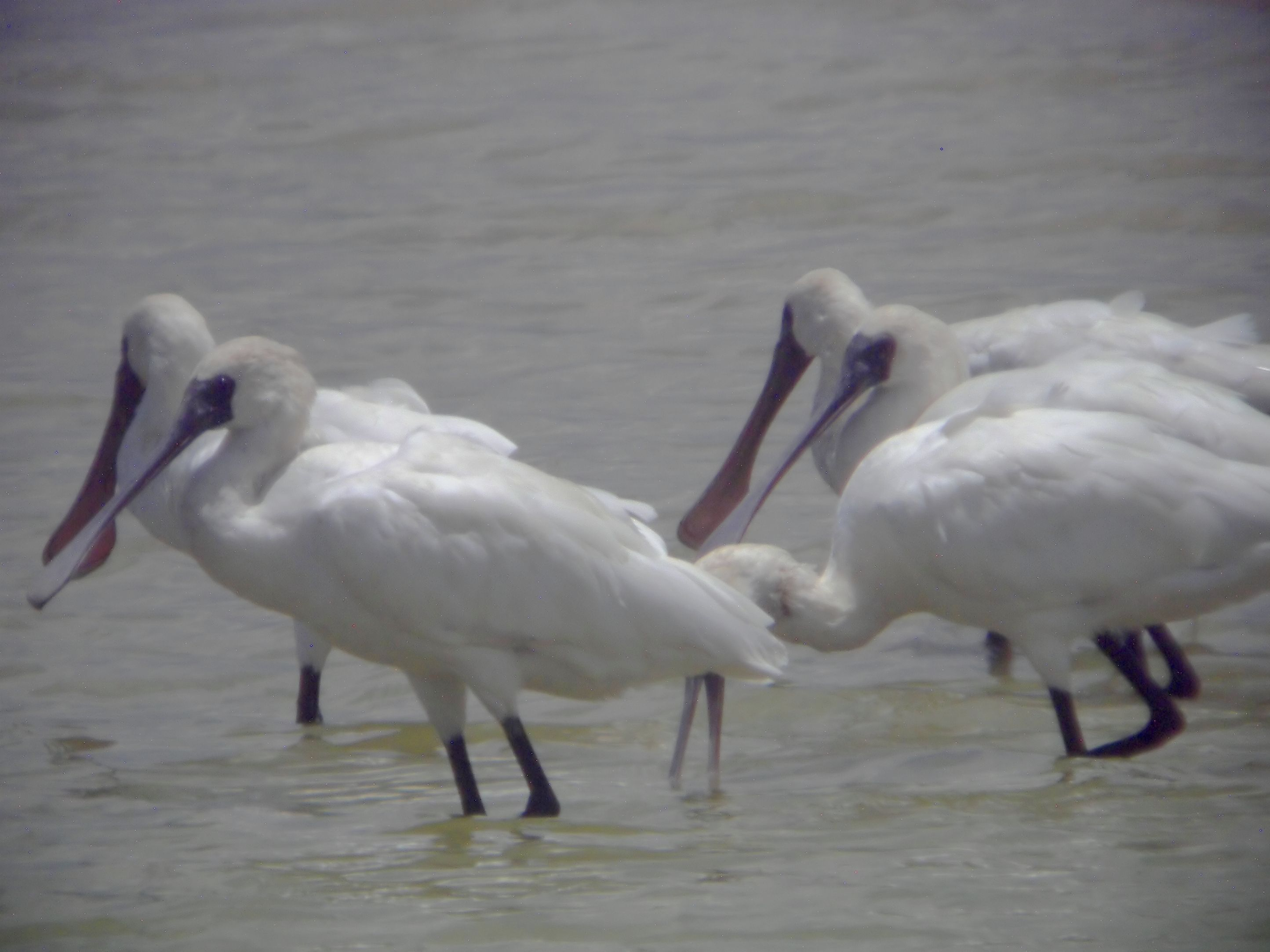
Cò thìa mặt đen là loài trú đông quý hiếm của Thái Lan.

| Tên thường gọi    | Danh pháp                   | Tình trạng                                         |
| ----------------- | --------------------------- | -------------------------------------------------- |
| Quắm đen          | Plegadis falcinellus        |                                                    |
| Cò quăm đầu đen   | Threskiornis melanocephalus |                                                    |
| Cò quăm cánh xanh | Pseudibis davisoni          | Tuyệt chủng cục bộ, cực kỳ nguy cấp                |
| Cò quăm lớn       | Pseudibis gigantea          | Tuyệt chủng cục bộ, cực kỳ nguy cấp                |
| Cò thìa Á Âu      | Platalea leucorodia         | Loài trú đông rất quý hiếm                         |
| Cò thìa mặt đen   | Platalea minor              | Loài quý đông rất quý hiếm, có nguy cơ tuyệt chủng |

## Họ Chim ó cá
Bộ: Accipitriformes   Họ: Pandionidae
Họ Chim ó cá chỉ bao gồm một loài là ó cá. Ó cá là chim săn mồi có kích cỡ từ trung bình đến lớn chuyên ăn cá và phân bố trên toàn thế giới.
| Tên thường gọi | Danh pháp         | Tình trạng    |
| -------------- | ----------------- | ------------- |
| Ó cá           | Pandion haliaetus | Loài trú đông |

## Họ Ưng
Bộ: Accipitriformes   Họ: Accipitridae
Họ Ưng là họ gồm các loài chim ăn thịt được nhiều người biết đến như diều hâu, đại bàng, diều mướp, ó, ưng và kền kền Cựu thế giới. Những con chim này chủ yếu có mỏ dạng móc mạnh để xé thịt từ con mồi, chân mạnh, móng vuốt mạnh và thị lực tốt.

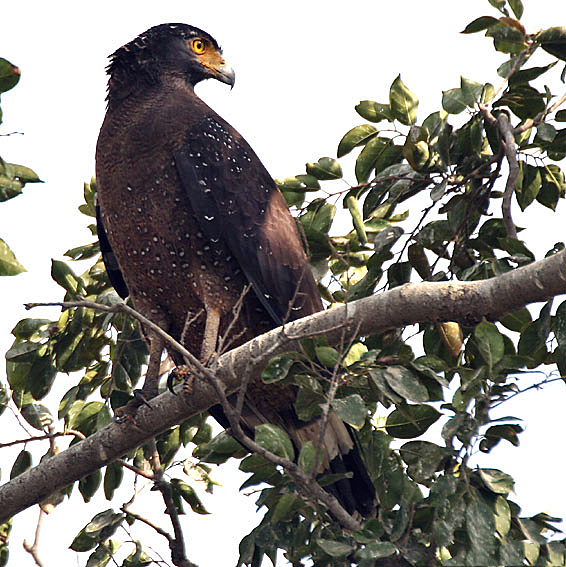
Diều hoa Miến Điện là loài cư trú thường gặp ở Thái Lan.

| Tên thường gọi        | Danh pháp                | Tình trạng                                      |
| --------------------- | ------------------------ | ----------------------------------------------- |
| Diều trắng            | Elanus caeruleus         |                                                 |
| Diều ăn ong           | Pernis ptilorhynchus     |                                                 |
| Diều hoa              | Aviceda jerdoni          |                                                 |
| Diều mào              | Aviceda leuphotes        |                                                 |
| Kền kền đầu đỏ        | Sarcogyps calvus         | Cực kỳ nguy cấp                                 |
| Kền kền xám tro       | Aegypius monachus        | Loài trú đông quý hiếm                          |
| Kền kền Bengal        | Gyps bengalensis         | Tuyệt chủng cục bộ, cực kỳ nguy cấp             |
| Kền kền mỏ nhỏ        | Gyps tenuirostris        | Tuyệt chủng cục bộ, cực kỳ nguy cấp             |
| Kền kền Himalaya      | Gyps himalayensis        | Hiếm gặp                                        |
| Diều hoa Miến Điện    | Spilornis cheela         |                                                 |
| Diều ngón ngắn        | Circaetus gallicus       | Loài di cư và trú đông quý hiếm                 |
|                       | Macheiramphus alcinus    |                                                 |
| Diều đầu nâu          | Nisaetus cirrhatus       |                                                 |
| Diều núi              | Nisaetus nipalensis      |                                                 |
| Diều Blyth            | Nisaetus alboniger       |                                                 |
|                       | Nisaetus nanus           |                                                 |
| Đại bàng bụng hung    | Lophotriorchis kienerii  |                                                 |
| Đại bàng Mã Lai       | Ictinaetus malaiensis    |                                                 |
| Đại bàng đen          | Clanga clanga            | Loài di cư và trú đông không thường xuyên       |
|                       | Hieraaetus pennatus      | Loài di cư và trú đông quý hiếm                 |
| Đại bàng hung         | Aquila nipalensis        | Hiếm gặp, có nguy cơ tuyệt chủng                |
| Đại bàng đầu nâu      | Aquila heliaca           | Loài trú đông quý hiếm                          |
| Đại bàng má trắng     | Aquila fasciata          | Quý hiếm                                        |
|                       | Butastur teesa           | Hiếm gặp                                        |
| Diều cánh hung        | Butastur liventer        |                                                 |
| Diều Ấn Độ            | Butastur indicus         | Loài di cư và trú đông                          |
| Ưng đầm lầy Á-Âu      | Circus aeruginosus       | Loài trú đông quý hiếm                          |
| Diều đầu trắng        | Circus spilonotus        | Loài trú đông                                   |
| Diều hen              | Circus cyaneus           | Loài trú đông quý hiếm                          |
| Diều bụng trắng       | Circus macrourus         | Hiếm gặp                                        |
| Diều mướp             | Circus melanoleucos      | Loài trú đông                                   |
| Ưng ngỗng mào         | Accipiter trivirgatus    |                                                 |
| Ưng xám               | Accipiter badius         |                                                 |
| Ó Trung Quốc          | Accipiter soloensis      | Loài di cư và trú đông                          |
| Cắt Nhật Bản          | Accipiter gularis        | Loài di cư và trú đông                          |
| Ưng bụng hung         | Accipiter virgatus       |                                                 |
| Cắt hỏa mai           | Accipiter nisus          | Loài trú đông quý hiếm                          |
| Ưng ngỗng             | Accipiter gentilis       | Loài trú đông quý hiếm                          |
| Diều hâu đen          | Milvus migrans           | Loài trú đông quý hiếm, một vài cá thể sinh sản |
| Diều lửa              | Haliastur indus          |                                                 |
| Đại bàng đuôi trắng   | Haliaeetus albicilla     | Hiếm gặp                                        |
| Đại bàng ăn cá Pallas | Haliaeetus leucoryphus   | Hiếm gặp, có nguy cơ tuyệt chủng                |
| Đại bàng bụng trắng   | Haliaeetus leucogaster   |                                                 |
| Diều cá bé            | Ichthyophaga humilis     | Loài cư trú quý hiếm                            |
| Diều cá đầu xám       | Ichthyophaga ichthyaetus | Rất quý hiếm                                    |
| Diều thường           | Buteo buteo              |                                                 |
|                       | Buteo refectus           |                                                 |
| Diều Nhật Bản         | Buteo japonicus          | Loài trú đông                                   |
| Ó Buteo chân dài      | Buteo rufinus            | Hiếm gặp                                        |

## Họ Cú lợn
Bộ: Strigiformes   Họ: Tytonidae
Họ Cú lợn gồm các loài chim cú có kích cỡ từ trung bình đến lớn, đầu to và nét đặc thù là đĩa mặt hình trái tim. Chúng có chân khỏe với móng vuốt sắc
| Tên thường gọi          | Danh pháp         | Tình trạng |
| ----------------------- | ----------------- | ---------- |
| Cú lợn đồng cỏ châu Úc  | Tyto longimembris |            |
| Cú lợn lưng xám         | Tyto alba         |            |
| Cú lợn rừng phương Đông | Phodilus badius   |            |

## Họ Cú mèo
Bộ: Strigiformes   Họ: Strigidae
Họ Cú mèo là những loài chim săn mồi đơn độc có kích thước từ nhỏ đến lớn. Chúng có đôi mắt và đôi tai hướng về phía trước, mỏ giống chim ưng và một vòng tròn lông dễ thấy xung quanh mỗi mắt được gọi là đĩa mặt.

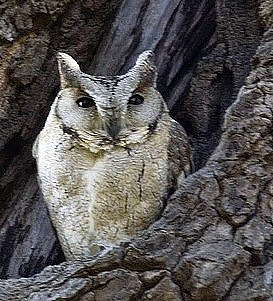
Cú mèo khoang cổ là loài cư trú rất phổ biến ở Thái Lan.

| Tên thường gọi    | Danh pháp             | Tình trạng                 |
| ----------------- | --------------------- | -------------------------- |
| Cú mèo trán trắng | Otus sagittatus       | Quý hiếm                   |
| Cú mèo đỏ         | Otus rufescens        | Quý hiếm                   |
| Cú mèo Latusơ     | Otus spilocephalus    |                            |
| Cú mèo khoang cổ  | Otus lettia           |                            |
| Cú Mã Lai         | Otus lempiji          |                            |
| Cú mèo nhỏ        | Otus sunia            |                            |
| Dù dì Nepal       | Bubo nipalensis       |                            |
|                   | Bubo sumatranus       |                            |
| Dù dì nâu         | Bubo coromandus       | Rất quý hiếm               |
| Dù dì Phương đông | Ketupa zeylonensis    |                            |
| Dù dì hung        | Ketupa ketupu         |                            |
| Cú vọ mặt trắng   | Glaucidium brodiei    |                            |
| Cú vọ             | Glaucidium cuculoides |                            |
| Cú trán trắng     | Athene brama          |                            |
| Hù phương đông    | Strix seloputo        |                            |
| Hù lào            | Strix leptogrammica   |                            |
| Cú lửa            | Asio flammeus         | Loài trú đông rất quý hiếm |
| Cú vọ lưng nâu    | Ninox scutulata       |                            |
| Cú vọ phương Bắc  | Ninox japonica        | Hiếm gặp                   |

## Họ Nuốc
Bộ: Trogoniformes   Họ: Trogonidae

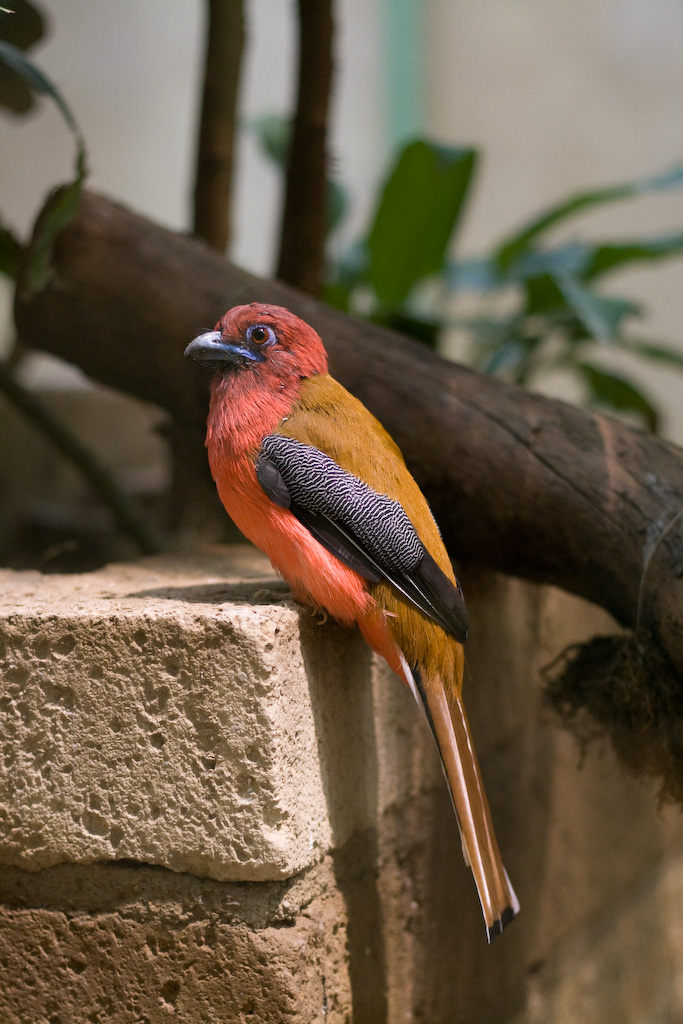
Nuốc đầu đỏ là loài cư trú thường gặp ở Thái Lan.

Họ Nuốc bao gồm các chim nuốt và quetzal. Được tìm thấy ở vùng rừng nhiệt đới trên toàn thế giới, các loài chim này ăn sâu bọ và trái cây, mỏ rộng và đôi chân yếu phản ánh chế độ ăn uống và thói quen của chúng. Mặc dù bay rất nhanh, chúng lại không muốn bay ở bất kỳ khoảng cách nào. Chim nuốc có lông mềm, thường sặc sỡ và con trống có bộ lông khác con mái. 
| Tên thường gọi | Danh pháp                 | Tình trạng |
| -------------- | ------------------------- | ---------- |
|                | Harpactes kasumba         | Quý hiếm   |
|                | Harpactes diardii         |            |
|                | Harpactes orrhophaeus     | Quý hiếm   |
|                | Harpactes duvaucelii      |            |
| Nuốc đầu đỏ    | Harpactes erythrocephalus |            |
| Nuốc bụng vàng | Harpactes oreskios        |            |

## Họ Đầu rìu
Bộ: Bucerotiformes   Họ: Upupidae
Họ Đầu rìu có lông màu trắng, đen, hồng và một đỉnh cứng lớn trên đầu.
| Tên thường gọi | Danh pháp   | Tình trạng |
| -------------- | ----------- | ---------- |
| Đầu rìu        | Upupa epops |            |

## Họ Hồng hoàng
Bộ: Bucerotiformes   Họ: Bucerotidae
Họ Hồng hoàng là nhóm các loài chim có mỏ giống với sừng bò nhưng không xoắn, đôi khi có sừng ở xương hàm trên. Thông thường, mỏ của các loài có màu sắc rực rỡ.

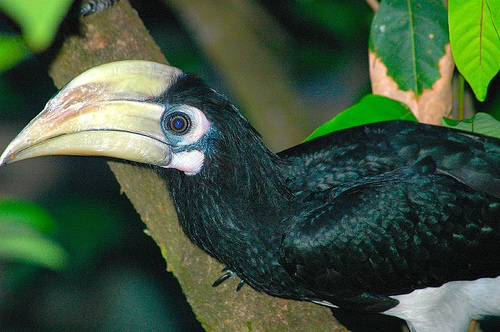
Cao cát phương đông là loài cư trú khá thường gặp ở Thái Lan.

| Tên thường gọi      | Danh pháp                  | Tình trạng                     |
| ------------------- | -------------------------- | ------------------------------ |
| Niệc đầu trắng      | Berenicornis comatus       | Nguy cơ tuyệt chủng            |
| Hồng hoàng mũ cát   | Buceros vigil              | Cực kỳ nguy cấp                |
| Tê điểu             | Buceros rhinoceros         | Quý hiếm, sống về phía cực Nam |
| Hồng hoàng          | Buceros bicornis           |                                |
|                     | Anorrhinus galeritus       |                                |
| Niệc nâu            | Anorrhinus austeni         |                                |
| Niệc nâu            | Anorrhinus tickelli        |                                |
| Cao cát đen         | Anthracoceros malayanus    | Quý hiếm                       |
| Cao cát phương đông | Anthracoceros albirostris  |                                |
| Niệc cổ hung        | Aceros nipalensis          | Quý hiếm                       |
| Niệc mỏ vằn         | Rhyticeros undulatus       |                                |
| Niệc túi phẳng      | Rhyticeros subruficollis   | Quý hiếm                       |
|                     | Rhabdotorrhinus corrugatus | Nguy cơ tuyệt chủng            |

## Họ Bồng chanh
Bộ: Coraciiformes   Họ: Alcedinidae
Họ Bồng chanh gồm các loài chim có kích thước trung bình, đầu lớn, mỏ dài, nhọn, chân ngắn cùng đuôi ngắn và mập. 

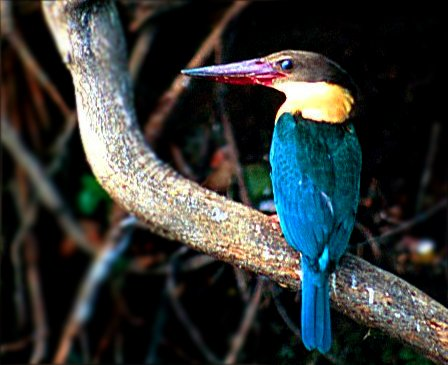
Sả mỏ rộng là loài cư trú không thường gặp ở Thái Lan.

| Tên thường gọi  | Danh pháp                    | Tình trạng                           |
| --------------- | ---------------------------- | ------------------------------------ |
| Bồng chanh rừng | Alcedo hercules              | Loài trú đông rất quý hiếm           |
| Bồng chanh      | Alcedo atthis                | Loài trú đông rất thường gặp         |
| Bói cá tai lam  | Alcedo meninting             |                                      |
| Bói cá dải lam  | Alcedo euryzona              |                                      |
| Bồng chanh đỏ   | Ceyx erithaca/Ceyx rufidorsa |                                      |
| Sả vằn          | Lacedo pulchella             |                                      |
|                 | Pelargopsis amauroptera      |                                      |
| Sả mỏ rộng      | Pelargopsis capensis         |                                      |
| Sả hung         | Halcyon coromanda            |                                      |
| Sả đầu nâu      | Halcyon smyrnensis           |                                      |
| Sả đầu đen      | Halcyon pileata              | Loài trú đông và di cư               |
|                 | Todiramphus sanctus          | Hiếm gặp                             |
| Sả khoang cổ    | Todirhamphus chloris         |                                      |
| Sả cổ hung      | Actenoides concretus         | Quý hiếm và sụt giảm về mặt số lượng |
| Bói cá mào      | Megaceryle lugubris          |                                      |
| Bói cá nhỏ      | Ceryle rudis                 |                                      |

## Họ Trảu
Bộ: Coraciiformes   Họ: Meropidae
Họ Trảu gồm các loài đa phần được tìm thấy ở châu Phi và số còn lại xuất hiện ở phía nam châu Âu, phía nam châu Á, Australia và New Guinea. Chúng đặc trưng bởi bộ lông nhiều màu sắc sặc sỡ, thân hình mảnh khảnh và thường có lông đuôi trung tâm kéo dài. Tất cả các loài đều sặc sỡ và có mỏ hướng xuống, cánh nhọn, khiến cho chúng có vẻ ngoài giống chim én khi nhìn từ xa.

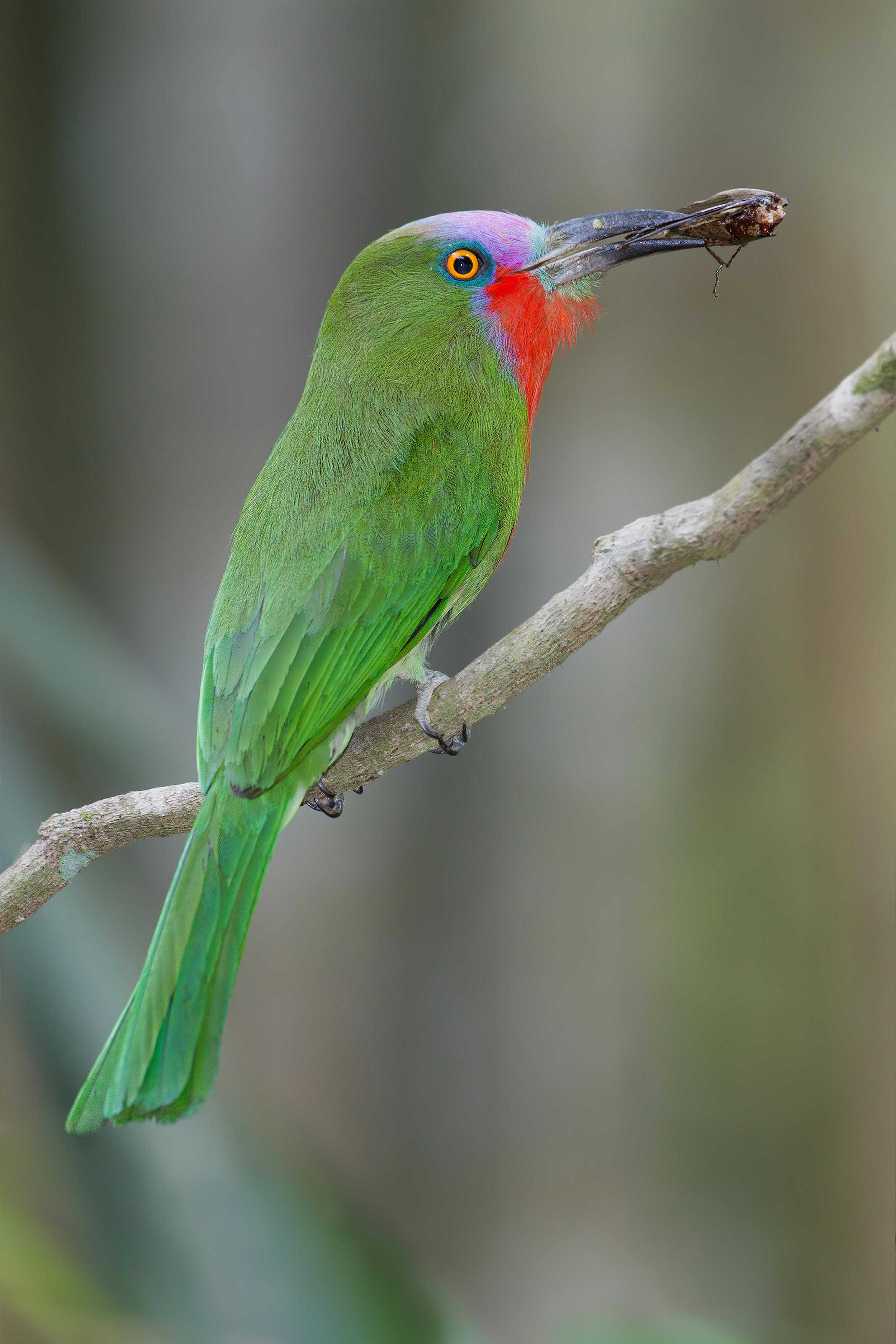
Nyctyornis amictus là loài khá thường gặp ở Thái Lan.

| Tên thường gọi | Danh pháp            | Tình trạng                     |
| -------------- | -------------------- | ------------------------------ |
|                | Nyctyornis amictus   |                                |
| Trảu lớn       | Nyctyornis athertoni |                                |
| Trảu đầu hung  | Merops orientalis    |                                |
| Trảu đầu nâu   | Merops viridis       | Loài cư trú, di cư và trú đông |
| Trảu ngực nâu  | Merops philippinus   | Loài cư trú, di cư và trú đông |
| Trảu họng vàng | Merops leschenaulti  |                                |

## Họ Sả rừng
Bộ: Coraciiformes   Họ: Coraciidae
Họ Sả rừng giống quạ về cả kích thước và hình dáng, nhưng họ này có quan hệ gần gũi với các nhóm chim bói cá và trảu. Chúng có màu sắc bề ngoài khá giống nhau, trong đó màu nâu và xanh lam là chủ yếu. Hai ngón chân trước bên trong của chúng được kết nối, nhưng ngón chân ngoài thì không.
| Tên thường gọi | Danh pháp             | Tình trạng |
| -------------- | --------------------- | ---------- |
| Sả rừng        | Coracias benghalensis |            |
| Yểng quạ       | Eurystomus orientalis |            |

## Họ Cu rốc
Bộ: Piciformes   Họ: Megalaimidae
Họ Cu rốc là những loài chim mập mạp, cổ ngắn và đầu to. Đa phần các loài có màu sắc tươi sáng.

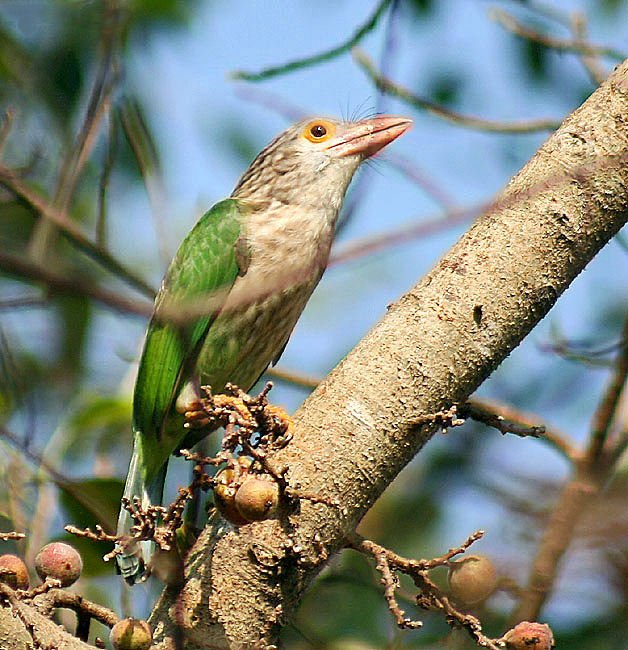
Cu rốc bụng nâu là loài cư trú thường gặp ở Thái Lan.

| Tên thường gọi   | Danh pháp                | Tình trạng   |
| ---------------- | ------------------------ | ------------ |
| Cu rốc bồ hóng   | Caloramphus hayii        |              |
| Cu rốc cổ đỏ     | Psilopogon haemacephalus |              |
| Cu rốc tai lam   | Psilopogon duvaucelii    |              |
| Cu rốc ria lửa   | Psilopogon pyrolophus    | Hiếm gặp     |
| Cu rốc lớn       | Psilopogon virens        |              |
|                  | Psilopogon rafflesii     | Quý hiếm     |
|                  | Psilopogon mystacophanos |              |
|                  | Psilopogon henricii      |              |
| Cu rốc đầu xám   | Psilopogon faiostrictus  |              |
| Cu rốc bụng nâu  | Psilopogon lineatus      |              |
| Cu rốc đầu vàng  | Psilopogon franklinii    |              |
| Cu rốc ria vàng  | Psilopogon chrysopogon   |              |
| Cu rốc tai đen   | Psilopogon incognitus    |              |
| Cu rốc đầu đỏ    | Psilopogon asiaticus     |              |
| Cu rốc trán vàng | Psilopogon oorti         |              |
| Cu rốc Kra       | Psilopogon chersonesus   | Loài đặc hữu |

## Họ Báo mật
Bộ: Piciformes   Họ: Indicatoridae
Họ Báo mật là trong số ít các loài chim ăn sáp ong. Chúng được đặt tên theo loài chim báo mật dẫn những người săn mật ong truyền thống đến tổ ong và sau khi các thợ săn đã thu hoạch mật ong, chúng ăn các phần còn lại của tổ ong.
| Tên thường gọi | Danh pháp                | Tình trạng |
| -------------- | ------------------------ | ---------- |
|                | Indicator archipelagicus | Quý hiếm   |

## Họ Gõ kiến
Bộ: Piciformes   Họ: Picidae
Họ Gõ kiến là những loài chim có kích thước từ nhỏ đến trung bình, mỏ có hình dạng giống với cái đục, chân ngắn, đuôi cứng và lưỡi dài dùng để bắt côn trùng. Một số loài có bàn chân với hai ngón chân hướng về phía trước và hai ngón hướng về phía sau, trong khi một số loài chỉ có ba ngón chân. Nhiều loài chim gõ kiến có thói quen gõ mạnh vào thân cây bằng mỏ của chúng.

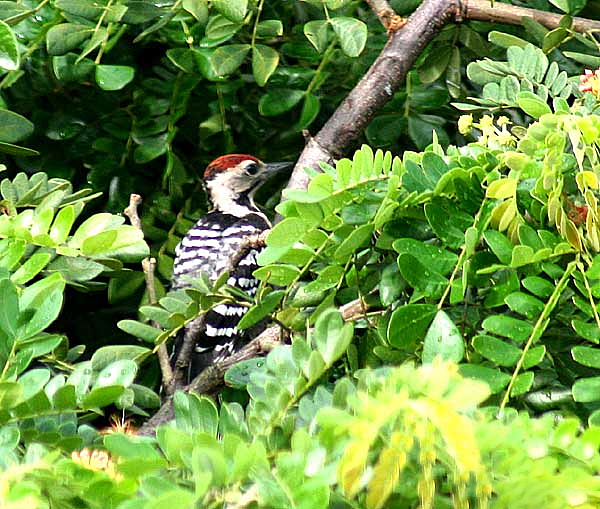
Gõ kiến nhỏ mày trắng là loài cư trú không thường gặp ở Thái Lan.

| Tên thường gọi         | Danh pháp                     | Tình trạng    |
| ---------------------- | ----------------------------- | ------------- |
| Vẹo cổ                 | Jynx torquilla                | Loài trú đông |
| Gõ kiến lùn đầu vàng   | Picumnus innominatus          |               |
|                        | Sasia abnormis                |               |
| Gõ kiến lùn mày trắng  | Sasia ochracea                |               |
|                        | Hemicircus concretus          |               |
| Gõ kiến đen họng trắng | Hemicircus canente            |               |
|                        | Yungipicus moluccensis        | Hiếm gặp      |
| Gõ kiến nhỏ nâu xám    | Yungipicus canicapillus       |               |
| Gõ kiến nhỏ trán vàng  | Leiopicus mahrattensis        | Quý hiếm      |
| Gõ kiến nhỏ bụng hung  | Dendrocopos hyperythrus       |               |
| Gõ kiến nhỏ mày trắng  | Dendrocopos analis            |               |
| Gõ kiến nhỏ ngực đốm   | Dendrocopos atratus           |               |
| Gõ kiến nhỏ ngực đỏ    | Dryobates cathpharius         |               |
|                        | Blythipicus rubiginosus       |               |
| Gõ kiến nâu cổ đỏ      | Blythipicus pyrrhotis         |               |
|                        | Reinwardtipicus validus       |               |
| Gõ kiến vàng lớn       | Chrysocolaptes guttacristatus |               |
| Gõ kiến nâu            | Micropternus brachyurus       |               |
|                        | Meiglyptes tukki              |               |
|                        | Meiglyptes tristis            |               |
| Gõ kiến đầu rắn        | Meiglyptes jugularis          |               |
| Gõ kiến nâu đỏ         | Gecinulus grantia             |               |
|                        | Gecinulus viridis             |               |
|                        | Dinopium rafflesii            | Quý hiếm      |
| Gõ kiến vàng nhỏ       | Dinopium javanense            |               |
| Gõ kiến xanh cánh đỏ   | Picus chlorolophus            |               |
|                        | Picus puniceus                |               |
| Gõ kiến xanh bụng vằn  | Picus xanthopygaeus           |               |
|                        | Picus viridanus               |               |
| Gõ kiến xanh bụng vàng | Picus vittatus                |               |
| Gõ kiến xanh gáy đen   | Picus canus                   |               |
| Gõ kiến xanh hông đỏ   | Picus erythropygius           |               |
|                        | Chrysophlegma miniaceum       |               |
| Gõ kiến xanh gáy vàng  | Chrysophlegma flavinucha      |               |
|                        | Chrysophlegma mentale         |               |
| Gõ kiến xám            | Mulleripicus pulverulentus    |               |
| Gõ kiến bụng trắng     | Dryocopus javensis            |               |

## Họ Cắt
Bộ: Falconiformes   Họ: Falconidae
Họ Cắt gồm các loài chim săn mồi ban ngày. Chúng khác với chim ưng, đại bàng và diều hâu ở chỗ chúng giết con mồi bằng mỏ thay vì móng vuốt.

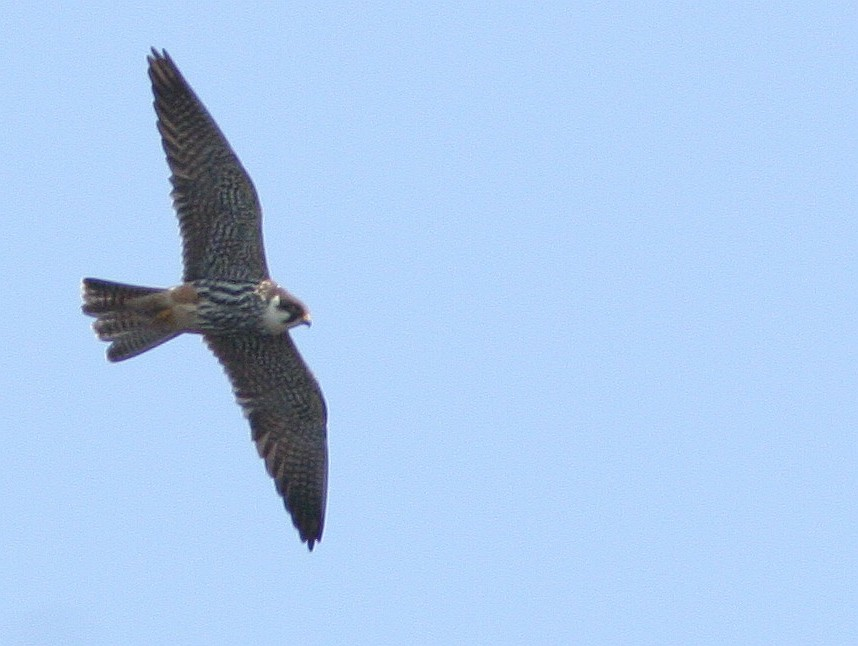
Cắt Trung Quốc là loài trú đông quý hiếm ở Thái Lan.

| Tên thường gọi     | Danh pháp                 | Tình trạng             |
| ------------------ | ------------------------- | ---------------------- |
| Cắt nhỏ họng trắng | Polihierax insignis       |                        |
| Cắt nhỏ bụng hung  | Microhierax caerulescens  |                        |
| Cắt nhỏ đùi đen    | Microhierax fringillarius |                        |
| Cắt lưng hung      | Falco tinnunculus         | Loài trú đông          |
| Cắt Amur           | Falco amurensis           | Loài di cư quý hiếm    |
| Cắt lưng xám       | Falco columbarius         | Hiếm gặp               |
| Cắt Trung Quốc     | Falco subbuteo            | Loài trú đông quý hiếm |
| Cắt bụng hung      | Falco severus             |                        |
| Cắt lớn            | Falco peregrinus          | Chủ yếu trú đông       |

## Họ Psittaculidae
Bộ: Psittaciformes   Họ: Psittaculidae
Nét đặc trưng của loài thuộc họ này là có mỏ cong khỏe, thế đứng thẳng, chân khỏe, chân có kiểu ngón zygodactyly và có vuốt. Nhiều loài có màu sắc sống động, và một số con có nhiều màu. Về kích thước chúng có chiều dài từ 8 cm (3,1 in) đến 1 m (3,3 ft). Họ này được tìm thấy ở phía đông đến phía nam châu Phi, Đông Nam Á và tại Úc và New Zealand thuộc châu Đại Dương.
| Tên thường gọi | Danh pháp            | Tình trạng                           |
| -------------- | -------------------- | ------------------------------------ |
| Vẹt đuôi ngắn  | Psittinus cyanurus   | Quý hiếm, sụt giảm nhiều về số lượng |
| Vẹt má vàng    | Psittacula eupatria  | Quý hiếm, sụt giảm nhiều về số lượng |
| Vẹt cổ hồng    | Psittacula krameri   | Loài du nhập                         |
| Vẹt đầu xám    | Psittacula finschii  |                                      |
| Vẹt đầu hồng   | Psittacula roseata   |                                      |
| Vẹt ngực đỏ    | Psittacula alexandri |                                      |
| Vẹt lùn        | Loriculus vernalis   |                                      |
|                | Loriculus galgulus   |                                      |

## Họ Calyptomenidae
Bộ: Passeriformes   Họ: Calyptomenidae
Họ này gồm các loài chim mỏ rộng nhỏ, có màu sặc sỡ, thức ăn của chúng là quả cũng như côn trùng. Chúng ăn theo kiểu tương tự như của chim đớp ruồi bằng cách đớp bằng chiếc mỏ rộng của chúng. Môi trường sống của chúng là tầng tán của các khu rừng ẩm ướt.
| Tên thường gọi | Danh pháp           | Tình trạng |
| -------------- | ------------------- | ---------- |
| Mỏ rộng xồm    | Calyptomena viridis |            |

## Họ Mỏ rộng
Bộ: Passeriformes   Họ: Eurylaimidae
Họ Mỏ rộng gồm các loài chim mỏ rộng nhỏ, có màu sặc sỡ, thức ăn của chúng là quả cũng như côn trùng. Chúng ăn theo kiểu tương tự như của chim đớp ruồi bằng cách đớp bằng chiếc mỏ rộng của chúng. Môi trường sống của chúng là tầng tán của các khu rừng ẩm ướt.

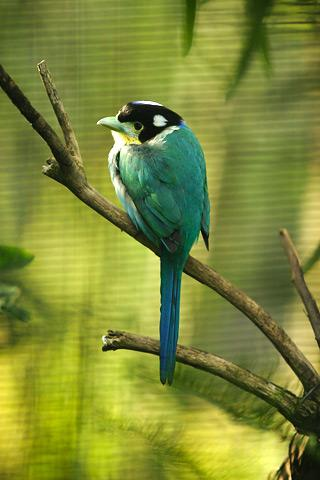
Mỏ rộng xanh là loài cư trú khá phổ biến ở Thái Lan.

| Tên thường gọi   | Danh pháp                   | Tình trạng |
| ---------------- | --------------------------- | ---------- |
| Mỏ rộng đen đỏ   | Cymbirhynchus macrorhynchos |            |
| Mỏ rộng xanh     | Psarisomus dalhousiae       |            |
| Mỏ rộng hung     | Serilophus lunatus          |            |
| Mỏ rộng hồng     | Eurylaimus javanicus        |            |
| Mỏ rộng đen vàng | Eurylaimus ochromalus       |            |
| Mỏ rộng đen      | Corydon sumatranus          |            |

## Họ Đuôi cụt
Bộ: Passeriformes   Họ: Pittidae
Họ Đuôi cụt là những loài chim dạng sẻ kích thước trung bình với thân hình chắc nịch, các chân hơi dài nhưng khỏe, mỏ to và đuôi rất ngắn. Nhiều loài (nhưng không phải tất cả) có màu sặc sỡ. Chúng là những loài chim sinh sống nhiều trên mặt đất tại các khu rừng ẩm ướt, với thức ăn là sên, sâu bọ nhỏ và các động vật không xương sống tương tự.

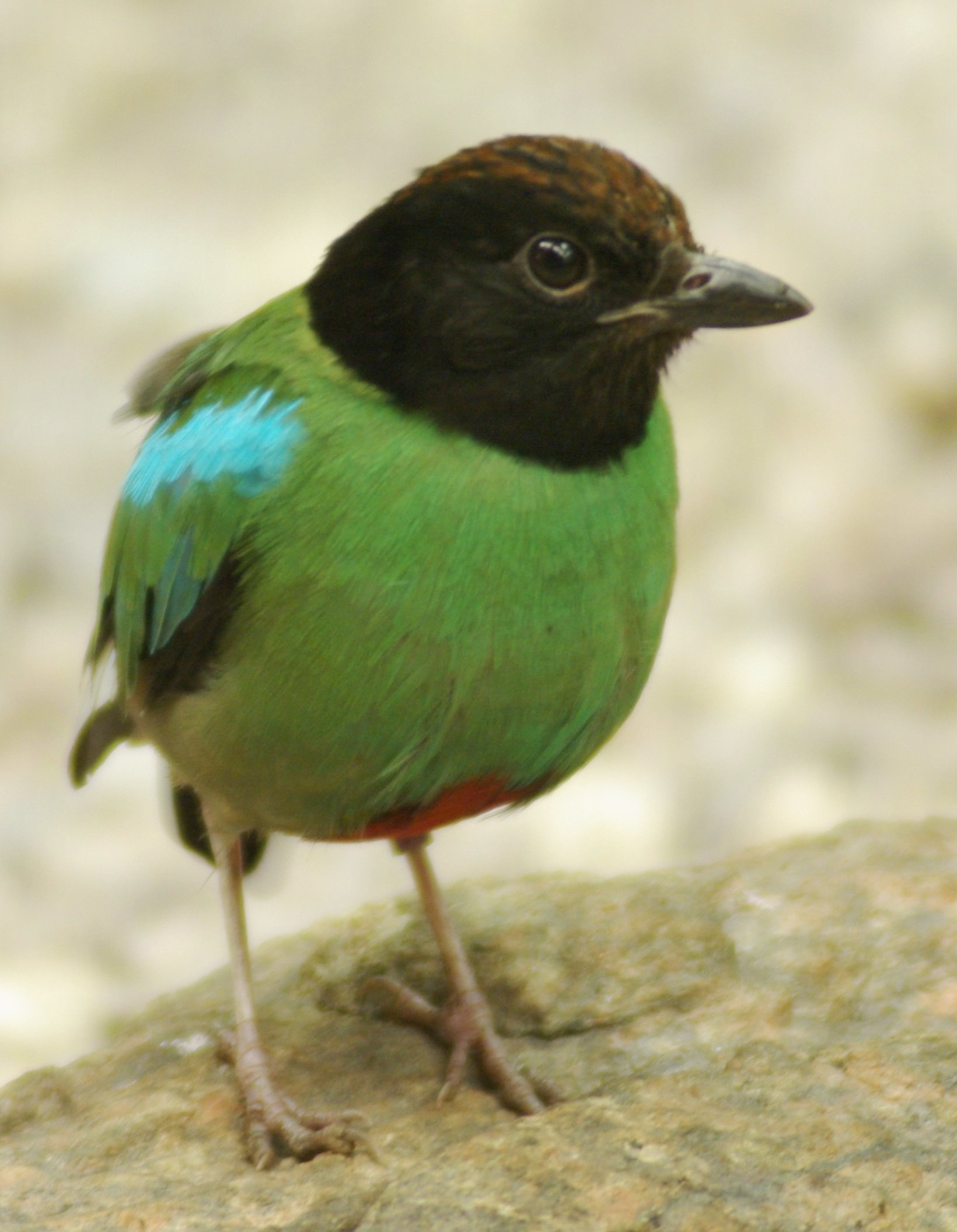
Đuôi cụt mào là loài di cư vào các mùa mưa ở Thái Lan, và một số cá thể di cư vào mùa đông ở miền nam Thái Lan.

| Tên thường gọi      | Danh pháp              | Tình trạng                                                                     |
| ------------------- | ---------------------- | ------------------------------------------------------------------------------ |
| Đuôi cụt hồng lựu   | Erythropitta granatina | Quý hiếm                                                                       |
| Đuôi cụt nâu        | Hydrornis phayrei      |                                                                                |
| Đuôi cụt đầu hung   | Hydrornis oatesi       |                                                                                |
| Đuôi cụt gáy xanh   | Hydrornis nipalensis   |                                                                                |
| Đuôi cụt đầu xám    | Hydrornis soror        |                                                                                |
| Đuôi cụt lớn        | Hydrornis caeruleus    | Quý hiếm                                                                       |
| Đuôi cụt sọc Malaya | Hydrornis irena        |                                                                                |
| Đuôi cụt đầu đỏ     | Hydrornis cyaneus      |                                                                                |
| Đuôi cụt bụng vằn   | Hydrornis elliotii     | Quý hiếm                                                                       |
| Đuôi cụt Gurney     | Hydrornis gurneyi      | Được tìm ra lại vào năm 1986, quý hiếm và có nguy cơ tuyệt chủng, loài đặc hữu |
| Đuôi cụt cánh xanh  | Pitta moluccensis      | Loài di cư và trú lại vào mùa hè                                               |
| Đuôi cụt bụng đỏ    | Pitta nympha           | Hiếm gặp                                                                       |
| Đuôi cụt mào        | Pitta sordida          |                                                                                |
| Đuôi cụt rừng đước  | Pitta megarhyncha      |                                                                                |

## Họ Acanthizidae
Bộ: Passeriformes   Họ: Acanthizidae
Họ Acanthizidae là những loài chim có kích thước từ nhỏ đến trung bình với đôi cánh ngắn cong tròn, mỏ nhỏ, chân dài và đuôi ngắn. Chích bụng vàng là thành viên duy nhất trong họ được tìm thấy ở lục địa châu Á.
| Tên thường gọi  | Danh pháp          | Tình trạng |
| --------------- | ------------------ | ---------- |
| Chích bụng vàng | Gerygone sulphurea |            |

## Họ Chim vanga
Bộ: Passeriformes   Họ: Vangidae
Các loài thuộc họ này khá khác nhau, mặc dù hầu hết các thành viên của họ này đều giống với họ Bách Thanh ở một mức độ nào đó.
| Tên thường gọi            | Danh pháp                  | Tình trạng |
| ------------------------- | -------------------------- | ---------- |
| Phường chèo nâu           | Tephrodornis virgatus      |            |
| Phường chèo nâu mày trắng | Tephrodornis pondicerianus |            |
| Phường chèo đen           | Hemipus picatus            |            |
|                           | Hemipus hirundinaceus      |            |
| Đớp ruồi cánh hung        | Philentoma pyrhoptera      |            |
|                           | Philentoma velata          |            |

## Họ Nhạn rừng
Bộ: Passeriformes   Họ: Artamidae
Các loài thuộc họ Nhạn rừng là các loài chim sẻ có bộ lông mềm, màu tối. Chúng là các loài chim bay năng động với các cánh nhọn đầu và lớn.
| Tên thường gọi       | Danh pháp            | Tình trạng |
| -------------------- | -------------------- | ---------- |
| Nhạn rừng            | Artamus fuscus       |            |
| Nhạn rừng ngực trắng | Artamus leucorynchus | Hiếm gặp   |

## Họ Chim nghệ
Bộ: Passeriformes   Họ: Aegithinidae
Họ Chim nghệ gồm các loài có hình dáng giống như chào mào sinh sống trong các khu rừng thưa hay các bụi rậm cây có gai, mặc dù nhóm này có xu hướng có bộ lông màu nâu xám, nhưng chúng có dị hình giới tính, với chim trống có bộ lông màu vàng và lục.
| Tên thường gọi      | Danh pháp             | Tình trạng |
| ------------------- | --------------------- | ---------- |
| Chim nghệ ngực vàng | Aegithina tiphia      |            |
| Chim nghệ lục       | Aegithina viridissima |            |
| Chim nghệ lớn       | Aegithina lafresnayei |            |

## Họ Phường chèo
Bộ: Passeriformes   Họ: Campephagidae
Họ Phường chèo là những loài chim thuộc bộ Sẻ có kích thước từ nhỏ đến trung bình. Chúng chủ yếu có màu xám với màu trắng và đen, mặc dù một số loài có màu sắc rực rỡ.

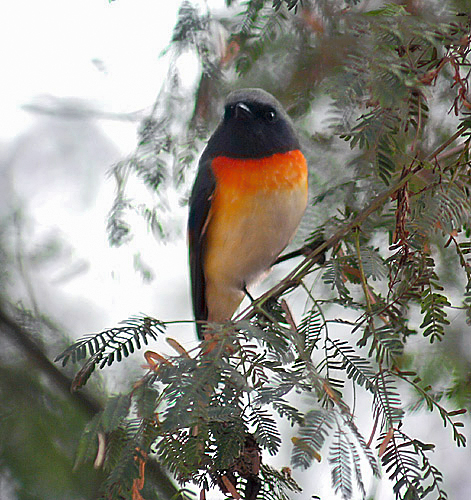
Phường chèo nhỏ là loài cư trú thường gặp của Thái Lan.

| Tên thường gọi         | Danh pháp                 | Tình trạng                           |
| ---------------------- | ------------------------- | ------------------------------------ |
|                        | Pericrocotus igneus       |                                      |
| Phường chèo nhỏ        | Pericrocotus cinnamomeus  |                                      |
| Phường chèo má xám     | Pericrocotus solaris      |                                      |
| Phường chèo đỏ mỏ ngắn | Pericrocotus brevirostris |                                      |
| Phường chèo đỏ         | Pericrocotus ethologus    |                                      |
| Phường chèo đỏ lớn     | Pericrocotus speciosus    |                                      |
| Phường chèo trắng lớn  | Pericrocotus divaricatus  | Loài trú đông                        |
| Phường chèo cánh trắng | Pericrocotus cantonensis  |                                      |
| Phường chèo hồng       | Pericrocotus roseus       | Loài trú đông                        |
| Phường chèo xám lớn    | Coracina macei            |                                      |
|                        | Coracina striata          | Quý hiếm, sụt giảm nhiều về số lượng |
|                        | Coracina javensis         | Hiếm gặp                             |
|                        | Lalage nigra              |                                      |
| Phường chèo xám        | Lalage melaschistos       | Loài cư trú và trú đông              |
|                        | Lalage fimbriata          |                                      |
| Phường chèo xám nhỏ    | Coracina polioptera       |                                      |

## Họ Pachycephalidae
Bộ: Passeriformes   Họ: Pachycephalidae
Họ Pachycephalidae gồm các loài thuộc phân họ Pachycephalinae, loài Oreoica gutturalis và loài Falcunculus frontatus .
| Tên thường gọi | Danh pháp            | Tình trạng |
| -------------- | -------------------- | ---------- |
| Bách thanh xám | Pachycephala cinerea |            |

## Họ Quạ thông mào
Bộ: Passeriformes   Họ: Platylophidae
Đến năm 2018 họ này vẫn thuộc họ Quạ, nhưng những bằng chứng về mặt di truyền và hình thái khiến nó được đặt thành một họ riêng.

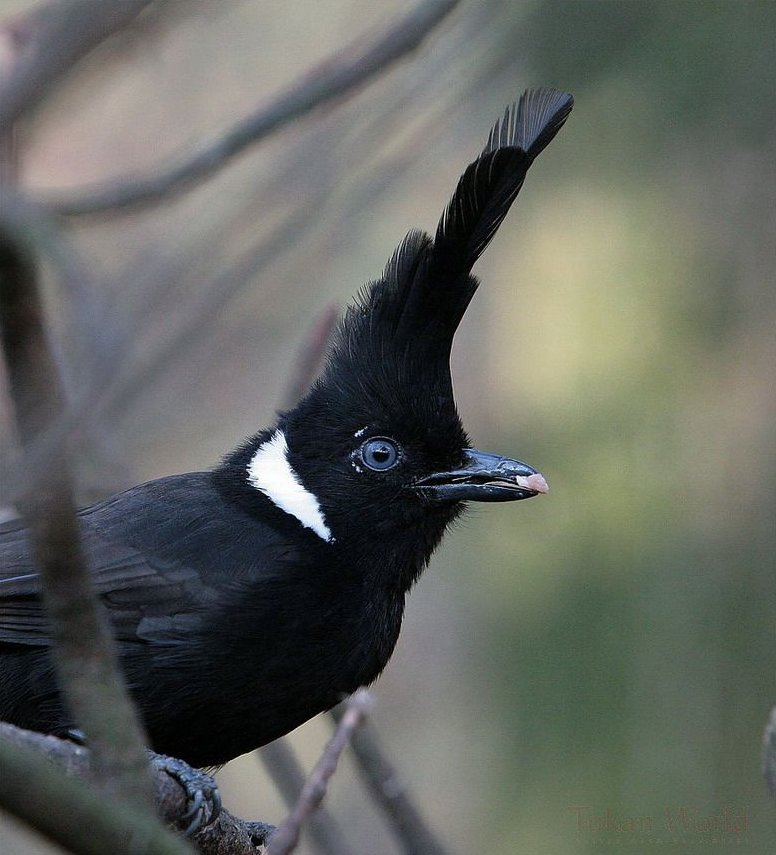
Quạ thông mào là loài cư trú không thường gặp ở Thái Lan.

| Tên thường gọi | Danh pháp                 | Tình trạng |
| -------------- | ------------------------- | ---------- |
| Quạ thông mào  | Platylophus galericulatus |            |

## Họ Bách thanh
Bộ: Passeriformes   Họ: Laniidae
Họ Bách thanh là các loài chim sẻ được biết đến vì hành vi bắt côn trùng, các loài chim hay động vật có vú nhỏ và xiên chúng trên các cành cây có gai. Mỏ bách thanh điển hình có dạng móc câu với mút mỏ trên cong và có một hay hai mấu răng sắc, tương tự như của các loài chim săn mồi khác.

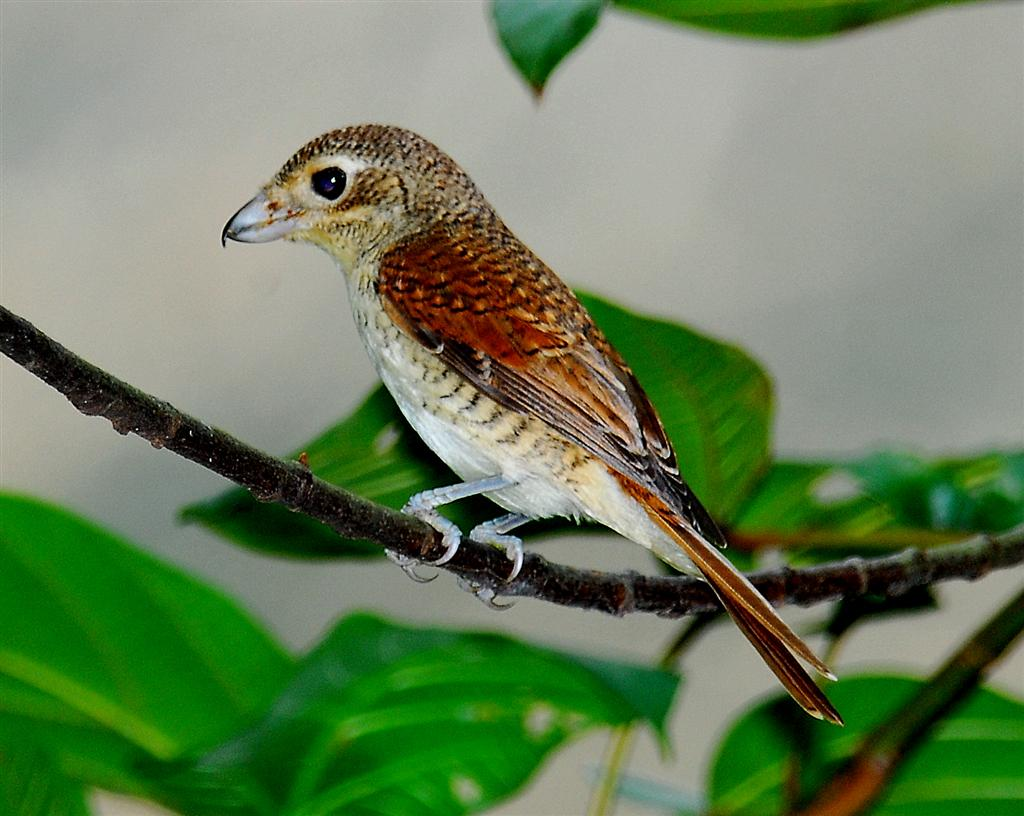
Bách thanh vằn là loài di trú ở Thái Lan.

| Tên thường gọi           | Danh pháp           | Tình trạng                |
| ------------------------ | ------------------- | ------------------------- |
| Bách thanh vằn           | Lanius tigrinus     | Loài di cư khá thường gặp |
| Bách thanh nâu           | Lanius cristatus    | Loài trú đông             |
| Bách thanh nhỏ           | Lanius collurioides | Loài trú đông             |
| Bách thanh lưng nâu hồng | Lanius vittatus     | Hiếm gặp                  |
| Bách thanh đuôi dài      | Lanius schach       | Loài di cư                |
| Bách thanh lưng xám      | Lanius tephronotus  | Loài trú đông             |

## Họ Vireonidae
Bộ: Passeriformes   Họ: Vireonidae
Hầu hết các thành viên của họ này đều sống ở Tân thế giới. Tuy nhiên, các loài thuộc chi Khướu mỏ quặp hay loài Khướu mào bụng trắng được tìm thấy ở Đông Nam Á chỉ hơi giống với các loài thuộc chi Vireo hay chi Hylophilus thật sự.
| Tên thường gọi          | Danh pháp              | Tình trạng |
| ----------------------- | ---------------------- | ---------- |
| Khướu mỏ quặp Blyth     | Pteruthius aeralatus   |            |
| Khướu mỏ quặp tai đen   | Pteruthius melanotis   |            |
| Khướu mỏ quặp cánh vàng | Pteruthius intermedius |            |
| Khướu mào bụng trắng    | Erpornis zantholeuca   |            |

## Họ Vàng anh
Bộ: Passeriformes   Họ: Oriolidae
Họ Vàng anh là các loài chim sẻ có màu sặc sỡ và không có họ hàng gì với các loài vàng anh Tân thế giới của họ Icteridae.

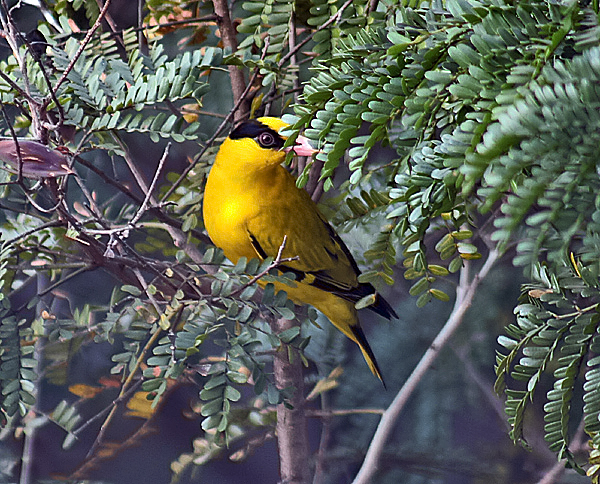
Vàng anh gáy đen là loài trú đông thường gặp ở Thái Lan.

| Tên thường gọi    | Danh pháp            | Tình trạng                                     |
| ----------------- | -------------------- | ---------------------------------------------- |
| Vàng anh họng sẫm | Oriolus xanthonotus  |                                                |
| Vàng anh gáy đen  | Oriolus chinensis    | Loài trú đông                                  |
| Vàng anh mỏ nhỏ   | Oriolus tenuirostris | Loài trú đông                                  |
| Vàng anh đầu đen  | Oriolus xanthornus   |                                                |
| Hắc chu anh       | Oriolus cruentus     | Hiếm gặp                                       |
| Tử anh            | Oriolus traillii     |                                                |
| Thước li          | Oriolus mellianus    | Loài trú đông quý hiếm, có nguy cơ tuyệt chủng |

## Họ Chèo bẻo
Bộ: Passeriformes   Họ: Dicruridae
Họ Chèo bẻo gồm các loài chim đa phần có màu đen hoặc màu xám sẫm, đôi khi có màu kim loại. Chúng có đuôi chẻ dài, và một số loài châu Á có họa tiết đuôi phức tạp. Các loài này có chân ngắn và ngồi thẳng khi đậu, giống bách thanh. Chúng đớp ruồi hay săn mồi trên mặt đất.

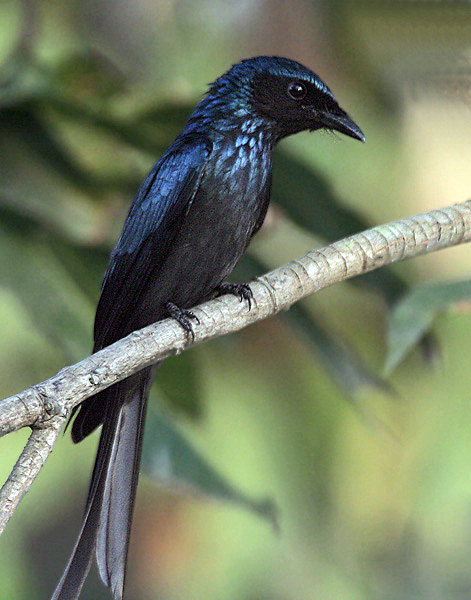
Chèo bẻo rừng là loài cư trú thường gặp ở Thái Lan.

| Tên thường gọi       | Danh pháp             | Tình trạng              |
| -------------------- | --------------------- | ----------------------- |
| Chèo bẻo             | Dicrurus macrocercus  | Loài cư trú và trú đông |
| Chèo bẻo xám         | Dicrurus leucophaeus  | Loài cư trú và trú đông |
| Chèo bẻo mỏ quạ      | Dicrurus annectens    | Loài di cư và trú đông  |
| Chèo bẻo rừng        | Dicrurus aeneus       |                         |
| Chèo bẻo cờ          | Dicrurus remifer      |                         |
| Chèo bẻo bờm         | Dicrurus hottentottus | Loài cư trú và trú đông |
| Chèo bẻo đuôi cờ chẻ | Dicrurus paradiseus   |                         |

## Họ Rẻ quạt
Bộ: Passeriformes   Họ: Rhipiduridae
Họ Rẻ quạt là các loài chim ăn côn trùng nhỏ với đuôi dài, thường vảy.

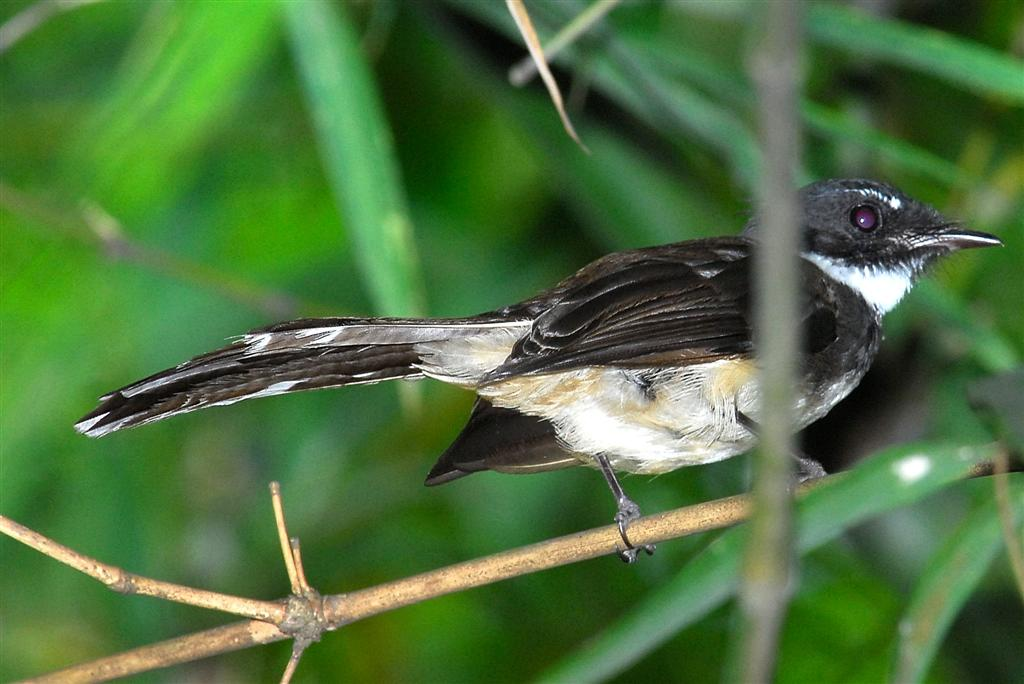
Rẻ quạt Java là loài cư trú rất thường gặp ở Thái Lan.

| Tên thường gọi     | Danh pháp            | Tình trạng |
| ------------------ | -------------------- | ---------- |
| Rẻ quạt đốm        | Rhipidura perlata    | Quý hiếm   |
| Rẻ quạt Java       | Rhipidura javanica   |            |
| Rẻ quạt họng trắng | Rhipidura albicollis |            |
| Rẻ quạt mày trắng  | Rhipidura aureola    |            |

## Họ Thiên đường
Bộ: Passeriformes   Họ: Monarchidae
Họ Thiên đường gồm các loài chim sẻ ăn côn trùng có kích thước từ nhỏ đến trung bình săn mồi bằng cách săn mồi trên mặt đất, bay liệng hay đớp mồi trên không.
| Tên thường gọi                     | Danh pháp               | Tình trạng                    |
| ---------------------------------- | ----------------------- | ----------------------------- |
| Đớp ruồi xanh gáy đen              | Hypothymis azurea       |                               |
| Thiên đường đuôi đen               | Terpsiphone atrocaudata | Loài di cư, trú đông quý hiếm |
| Thiên đường đuôi phướn Amur        | Terpsiphone incei       |                               |
| Thiên đường đuôi phướn phương Đông | Terpsiphone affinis     | Loài cư trú và trú đông       |

## Họ Quạ
Bộ: Passeriformes   Họ: Corvidae
Họ Quạ bao gồm quạ, choàng choạc, giẻ cùi, ác là, chim khách, quạ thông, quạ chân đỏ và chim bổ hạt. Chúng là các loài chim có kích thước từ trung bình tới lớn với các chân và đuôi khỏe, mỏ cứng và thay lông mỗi năm một lần. Một vài loài có trí thông minh cao.
| Tên thường gọi    | Danh pháp               | Tình trạng   |
| ----------------- | ----------------------- | ------------ |
|                   | Platysmurus leucopterus |              |
| Quạ thông Á Âu    | Garrulus glandarius     |              |
| Giẻ cùi           | Urocissa erythrorhyncha |              |
| Giẻ cùi xanh      | Cissa chinensis         |              |
| Giẻ cùi bụng vàng | Cissa hypoleuca         |              |
| Choàng choạc hung | Dendrocitta vagabunda   |              |
| Choàng choạc xám  | Dendrocitta formosae    |              |
| Chim khách        | Crypsirina temia        |              |
| Khách đuôi cờ     | Temnurus temnurus       | Hiếm gặp     |
| Ác là phương Đông | Pica serica             | Hiếm gặp     |
| Ác là             | Pica pica               | Hiếm gặp     |
| Quạ nhà           | Corvus splendens        | Loài du nhập |
| Quạ đen mũi trọc  | Corvus frugilegus       | Hiếm gặp     |
| Quạ đen           | Corvus macrorhynchos    |              |

## Họ Eupetidae
Bộ: Passeriformes   Họ: Eupetidae
Eupetes macrocerus là loài chim sẻ trông giống như gà nước sinh sống trong tầng rừng nguyên sinh ở Bán đảo Mã Lai và Sumatra. Đây là thành viên duy nhất của họ. Các phân loài theo chỉ định E. m. macrocerus được tìm thấy ở Thái Lan.
| Tên thường gọi | Danh pháp          | Tình trạng |
| -------------- | ------------------ | ---------- |
|                | Eupetes macrocerus |            |

## Họ Sơn ca
Bộ: Passeriformes   Họ: Alaudidae
Họ Sơn ca gồm các loài chim nhỏ sống trên mặt đất, thường có giọng hót mê hoặc và kiểu bay liệng kì dị. Phần lớn các loài sơn ca có vẻ ngoài kém nổi bật. Chúng ăn sâu bọ và hạt.
| Tên thường gọi       | Danh pháp                 | Tình trạng |
| -------------------- | ------------------------- | ---------- |
| Sơn ca Java          | Mirafra javanica          |            |
| Sơn ca Đông Dương    | Mirafra erythrocephala    |            |
| Sơn ca ngón ngắn lớn | Calandrella brachydactyla |            |
|                      | Calandrella dukhunensis   | Hiếm gặp   |
| Sơn ca               | Alauda gulgula            |            |

## Họ Én
Bộ: Passeriformes   Họ: Hirundinidae
Họ Én gồm những loài chim thích nghi với cuộc sống săn tìm mồi trên không. Chúng có thân hình thuôn và thanh mảnh với các cánh dài và nhọn đầu cánh, mỏ ngắn và quai hàm khỏe cùng miệng há rộng. Các chân ngắn và chúng có vai trò phục vụ cho việc đậu cành hơn là để đi, các ngón trước phần nào hợp nhất lại ở phần gốc ngón chân.

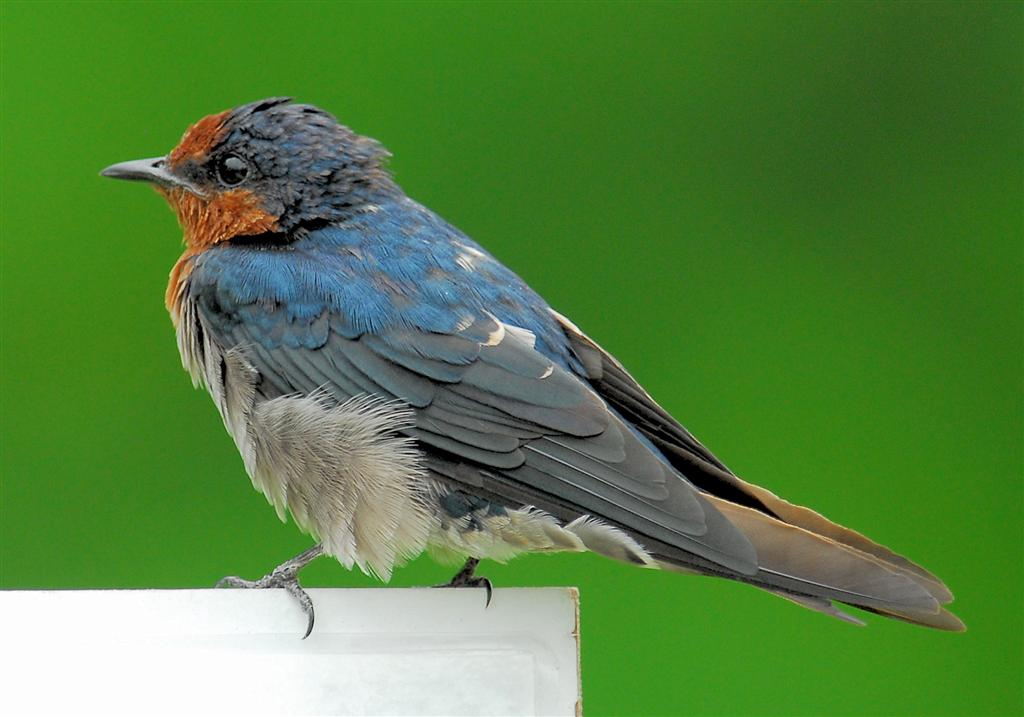
Nhạn đuôi đen là loài cư trú thường gặp của Thái Lan.

| Tên thường gọi         | Danh pháp                 | Tình trạng                           |
| ---------------------- | ------------------------- | ------------------------------------ |
|                        | Pseudochelidon sirintarae | Loài đặc hữu, cực kỳ nguy cấp        |
| Nhạn nâu đỏ            | Riparia chinensis         |                                      |
| Nhạn nâu xám           | Riparia riparia           | Loài trú đông                        |
|                        | Riparia diluta            | Hiếm gặp                             |
| Nhạn nâu hung          | Ptyonoprogne concolor     |                                      |
| Nhạn bụng trắng        | Hirundo rustica           | Loài trú đông                        |
| Nhạn đầu hung          | Hirundo smithii           |                                      |
| Nhạn đuôi đen          | Hirundo tahitica          |                                      |
| Nhạn đít đỏ            | Cecropis daurica          | Loài trú đông, sinh sản ở địa phương |
| Nhạn bụng vằn          | Cecropis striolata        |                                      |
| Nhạn bụng hung         | Cecropis badia            |                                      |
| Nhạn hông trắng Xibia  | Delichon urbicum          | Loài trú đông quý hiếm               |
| Nhạn hông trắng Á châu | Delichon dasypus          | Loài trú đông                        |
| Nhạn hông trắng Nepan  | Delichon nipalensis       | Còn một cá thể được ghi nhận         |

## Họ Chích tiên
Bộ: Passeriformes   Họ: Stenostiridae
Đa phần các loài thuộc họ nhỏ này được tìm thấy ở châu Phi, tuy nhiên vẫn có một vài loài sinh sống tại các vùng nhiệt đới của châu Á. Các loài này không có quan hệ gần với các loài có tên "chích".
| Tên thường gọi    | Danh pháp                | Tình trạng |
| ----------------- | ------------------------ | ---------- |
| Rẻ quạt bụng vàng | Chelidorhynx hypoxanthus |            |
| Đớp ruồi đầu xám  | Culicicapa ceylonensis   |            |

## Họ Bạc má
Bộ: Passeriformes   Họ: Paridae
Họ Bạc má gồm các loài chim nhỏ nhưng mập mạp, sinh sống ở đồng rừng với mỏ ngắn và to. Một số loài có mào. Chúng là những loài chim dễ thích nghi, với thức ăn hỗn hợp, bao gồm các loại hạt và sâu bọ.

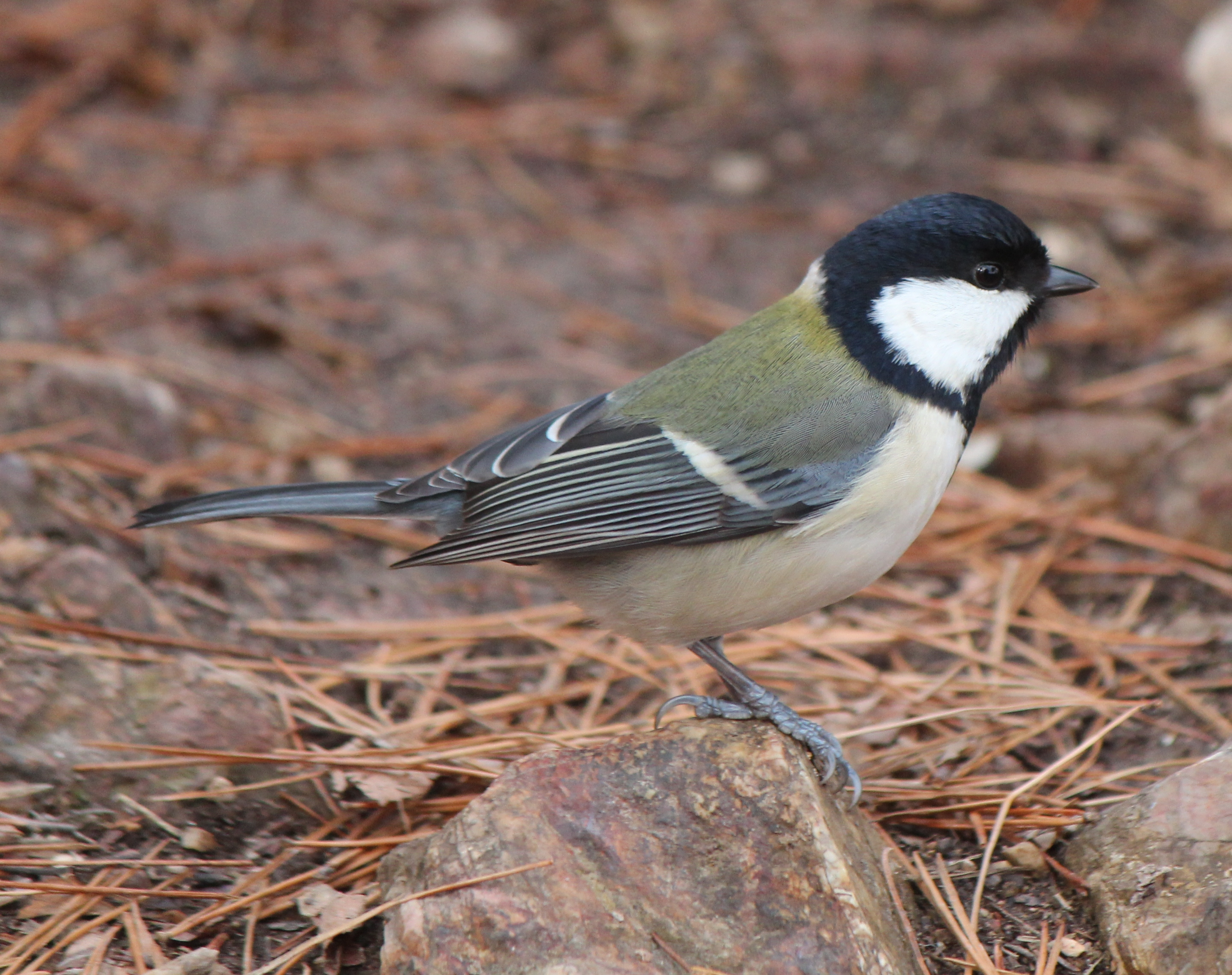
Bạc má Nhật Bản

| Tên thường gọi   | Danh pháp               | Tình trạng |
| ---------------- | ----------------------- | ---------- |
| Phàn tước mũ lửa | Cephalopyrus flammiceps |            |
| Bạc má rừng      | Sylviparus modestus     |            |
| Chim mào vàng    | Melanochlora sultanea   |            |
| Bạc má           | Parus cinereus          |            |
| Bạc má Nhật Bản  | Parus minor             |            |
| Bạc má mào       | Machlolophus spilonotus |            |

## Họ Bạc má đuôi dài
Bộ: Passeriformes   Họ: Aegithalidae
Họ Bạc má đuôi dài là một họ nhỏ gồm các loài chim nhỏ thuộc bộ Sẻ với phần đuôi từ trung bình tới dài khi so sánh với kích thước phần thân. Chúng làm tổ dạng túi kiểu dệt sợi trên các cây thân gỗ. Phần lớn các loài ăn nhiều loại thức ăn, bao gồm nhiều loài sâu bọ.

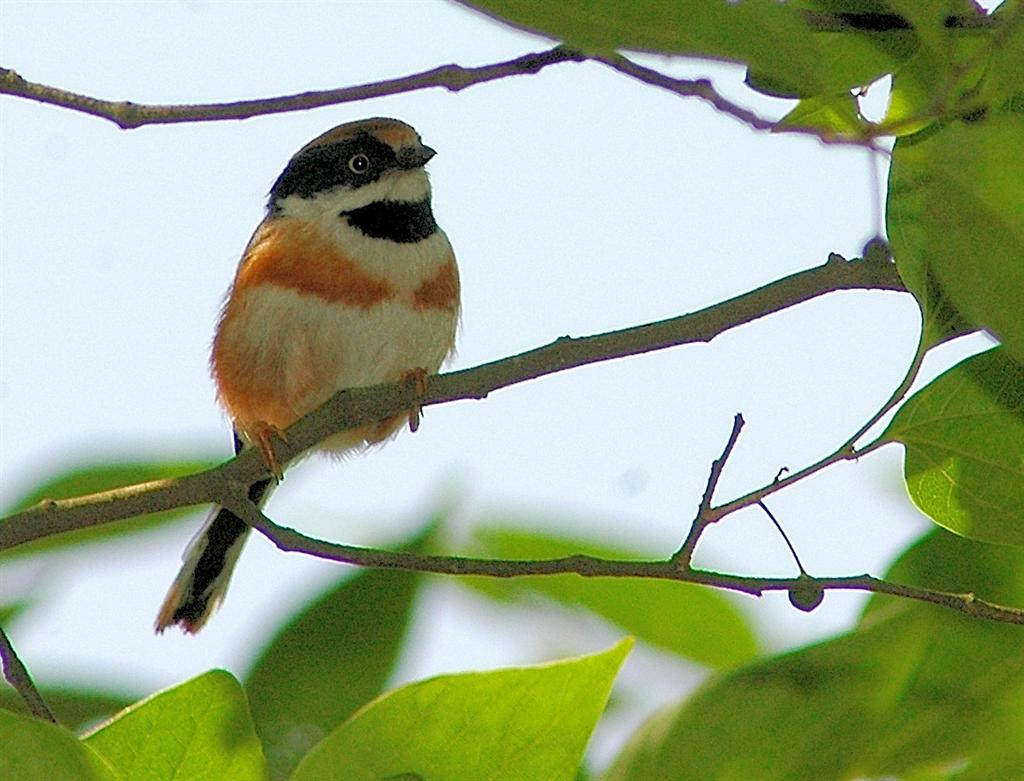
Bạc má đuôi dài thường gặp ở vùng núi phía bác ở Thái Lan.

| Tên thường gọi  | Danh pháp            | Tình trạng |
| --------------- | -------------------- | ---------- |
| Bạc má đuôi dài | Aegithalos concinnus |            |

## Họ Trèo cây
Bộ: Passeriformes   Họ: Sittidae
Họ Trèo cây gồm các loài chim rừng nhỏ. Các loài này có khả năng kỳ lạ là trèo cây với đầu quay xuống phía dưới chứ không giống như các loài như gõ kiến chỉ có thể trèo cây với đầu quay lên phía trên. Các loài trèo cây có đầu to, đuôi ngắn, mỏ và chân khỏe.

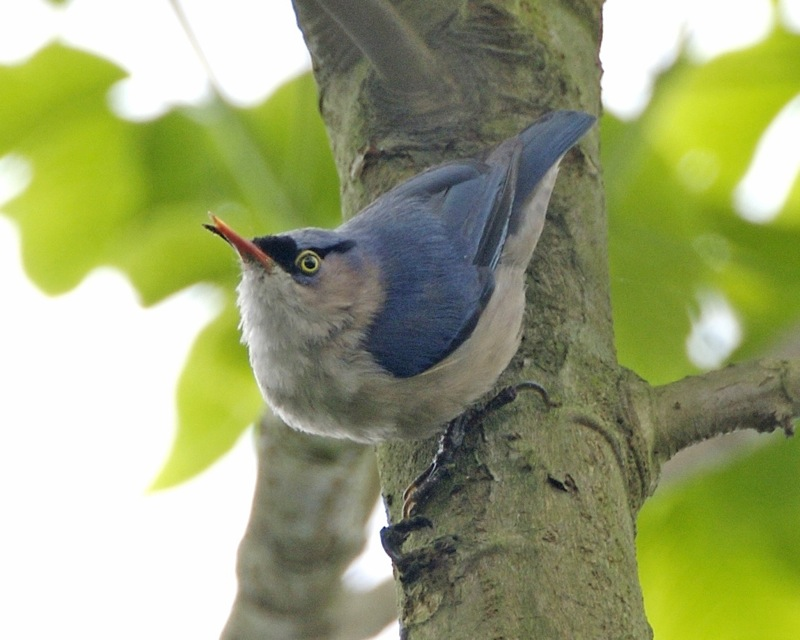
Các loài thuộc họ Trèo cây, chẳng hạn loài trèo cây trán đen có khả năng trèo cây với đầu quay xuống phía dưới.

| Tên thường gọi       | Danh pháp            | Tình trạng             |
| -------------------- | -------------------- | ---------------------- |
| Trèo cây bụng nâu dẻ | Sitta cinnamoventris |                        |
| Trèo cây Myanmar     | Sitta neglecta       |                        |
| Trèo cây bụng hung   | Sitta nagaensis      |                        |
| Trèo cây trán đen    | Sitta frontalis      |                        |
| Trèo cây lam         | Sitta azurea         | Hiếm gặp               |
| Trèo cây lớn         | Sitta magna          | Có nguy cơ tuyệt chủng |
| Trèo cây lưng đen    | Sitta formosa        |                        |

## Họ Tichodromidae
Bộ: Passeriformes   Họ: Tichodromidae
Tichodroma muraria là thành viên duy nhất của họ này. Nó sinh sống ở vùng núi cao Á-Âu từ miền nam châu Âu đến miền trung Trung Quốc.
| Tên thường gọi | Danh pháp          | Tình trạng |
| -------------- | ------------------ | ---------- |
|                | Tichodroma muraria | Hiếm gặp   |

## Họ Đuôi cứng
Bộ: Passeriformes   Họ: Certhiidae
Họ Đuôi cứng gồm những loài chim rừng nhỏ, phần thân trên có màu nâu và thân dưới có màu trắng. Chúng có mỏ mỏng, nhọn, cong xuống phía dưới, sử dụng để bắt côn trùng từ vỏ cây. Các loài này có lông đuôi cứng giống như chim gõ kiến, dùng để nâng đỡ chúng leo lên những cây thẳng đứng.
| Tên thường gọi | Danh pháp            | Tình trạng |
| -------------- | -------------------- | ---------- |
|                | Certhia manipurensis |            |

## Họ Lội suối (Hét nước)
Bộ: Passeriformes   Họ: Cinclidae
Họ Lội suối là nhóm các loài chim sống trong các môi trường nước ở châu Mỹ, châu Âu và châu Á. Tên gọi "lội suối" hay "hét nước" là từ các chuyển động nhấp nhô bập bềnh hay dìm mình xuống dưới mặt nước của chúng.
| Tên thường gọi | Danh pháp        | Tình trạng                          |
| -------------- | ---------------- | ----------------------------------- |
| Lội suối nâu   | Cinclus pallasii | Loài di trú không sinh sản quý hiếm |

## Họ Chào mào
Bộ: Passeriformes   Họ: Pycnonotidae
Họ Chào mào là một họ gồm các loài chim biết hót, có kích thước trung bình. Một số loài có màu sặc sỡ với huyệt, má, họng, lông mày có màu vàng, đỏ hay da cam, nhưng phần lớn có bộ lông buồn tẻ với màu chủ đạo là đen hay nâu ô liu đồng nhất. Một số loài có mào rất đặc biệt.

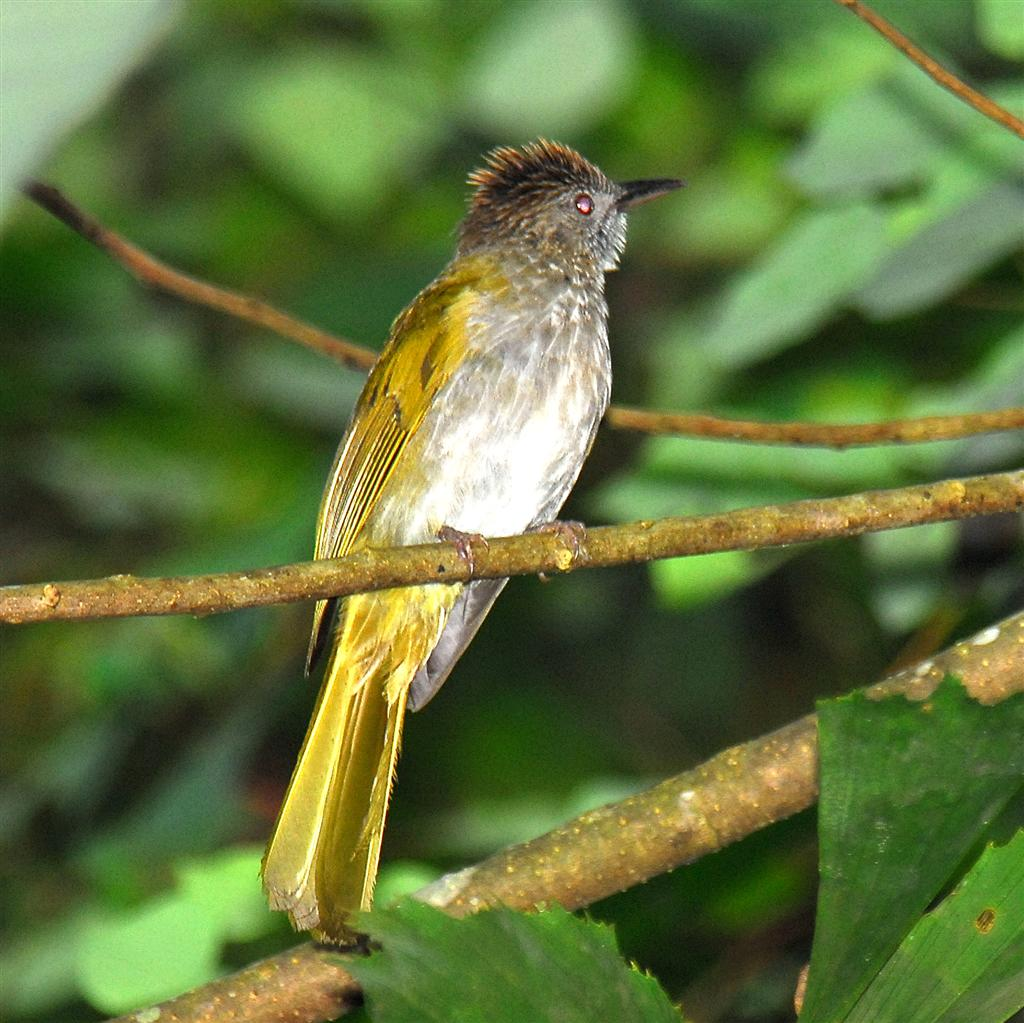
Cành cạch núi là loài cư trú thường gặp ở các cao nguyên ở Thái Lan.

| Tên thường gọi        | Danh pháp                 | Tình trạng                  |
| --------------------- | ------------------------- | --------------------------- |
| Chào mào đen trắng    | Brachypodius melanoleucos | Quý hiếm                    |
| Chào mào lưng bồng    | Brachypodius eutilotus    |                             |
| Chào mào vàng đầu đen | Brachypodius atriceps     |                             |
| Bông lau nâu nhỏ      | Rubigula erythropthalmos  |                             |
| Chào mào bụng xám     | Rubigula cyaniventris     |                             |
| Chào mào ngực vảy     | Rubigula squamata         |                             |
| Chào mào vàng mào đen | Rubigula flaviventris     |                             |
| Chào mào mỏ lớn       | Spizixos canifrons        |                             |
| Chào mào đầu rơm      | Pycnonotus zeylanicus     | Quý hiếm, cực kỳ nguy cấp   |
| Chào mào vạch         | Pycnonotus striatus       |                             |
| Bông lau đít đỏ       | Pycnonotus cafer          | Hiếm gặp                    |
| Chào mào              | Pycnonotus jocosus        |                             |
| Bông lau ngực nâu     | Pycnonotus xanthorrhous   |                             |
| Bông lau Trung Quốc   | Pycnonotus sinensis       |                             |
| Bông lau tai trắng    | Pycnonotus aurigaster     |                             |
| Bông lau họng vạch    | Pycnonotus finlaysoni     |                             |
| Bông lau vàng         | Pycnonotus flavescens     |                             |
| Bông lau mày trắng    | Pycnonotus goiavier       |                             |
|                       | Pycnonotus plumosus       |                             |
|                       | Pycnonotus blanfordi      |                             |
| Bông lau tai vằn      | Pycnonotus conradi        |                             |
|                       | Pycnonotus simplex        |                             |
|                       | Pycnonotus brunneus       |                             |
|                       | Tricholestes criniger     |                             |
|                       | Alophoixus finschii       |                             |
|                       | Alophoixus flaveolus      |                             |
| Bông lau nhạt         | Alophoixus pallidus       |                             |
| Bông lau đỏ son       | Alophoixus ochraceus      |                             |
| Cành cạch má xám      | Alophoixus bres           |                             |
|                       | Alophoixus phaeocephalus  |                             |
|                       | Iole crypta               |                             |
| Cành cạch nhỏ         | Iole propinqua            |                             |
|                       | Iole virescens            |                             |
| Cành cạch đen         | Hypsipetes leucocephalus  | Resident and winter visitor |
|                       | Hypsipetes thompsoni      |                             |
| Cành cạch xám         | Hemixos flavala           |                             |
| Cành cạch hung        | Hemixos castanonotus      | Hiếm gặp                    |
| Cành cạch núi         | Ixos mcclellandii         |                             |
| Cành cạch Mã Lai      | Ixos malaccensis          |                             |

## Họ Pnoepygidae
Bộ: Passeriformes   Họ: Pnoepygidae
Các thành viên của họ nhỏ này được tìm thấy ở các vùng núi của Nam và Đông Nam Á.
| Tên thường gọi           | Danh pháp        | Tình trạng |
| ------------------------ | ---------------- | ---------- |
| Khướu đất đuôi cụt Pigmi | Pnoepyga pusilla |            |

## Họ Chích bụi
Bộ: Passeriformes   Họ: Scotocercidae
Họ Chích bụi gồm các loài chim được tìm thấy trên toàn châu Phi, châu Á và Polynesia. Phân loại của chúng không giống nhau và một vài chính quyền đặt một số chi vào các họ khác nhau.
| Tên thường gọi           | Danh pháp                | Tình trạng                 |
| ------------------------ | ------------------------ | -------------------------- |
| Chích Vân Nam            | Urosphena pallidipes     |                            |
| Chích châu Á             | Urosphena squameiceps    | Loài trú đông              |
| Chích đuôi cụt bụng xanh | Tesia cyaniventer        | Rất quý hiếm               |
| Chích đuôi cụt           | Tesia olivea             |                            |
|                          | Cettia major             | Loài trú đông rất quý hiếm |
| Chích đuôi cụt bụng vàng | Cettia castaneocoronata  |                            |
| Chích mày trắng          | Abroscopus superciliaris |                            |
| Chích đớp ruồi mặt hung  | Abroscopus albogularis   | Quý hiếm                   |
| Chích bông đầu vàng      | Phyllergetes cuculatus   |                            |
| Chích bụi Nhật Bản       | Horornis diphone         | Loài trú đông              |
| Chích bụi rậm            | Horornis canturians      | Loài trú đông quý hiếm     |
|                          | Horornis vulcanius       |                            |
| Chích mày vàng           | Horornis flavolivacea    | Loài trú đông              |

## Họ Chích lá
Bộ: Passeriformes   Họ: Phylloscopidae
Họ Chích lá là một họ gồm các loài chim ăn sâu bọ nhỏ sinh sống tại đại lục Á-Âu, từ Wallacea tới châu Phi. Các loài có kích thước khác nhau, thường có bộ lông ánh lục hay lục xám phía trên và ánh vàng hay vàng nâu phía dưới.

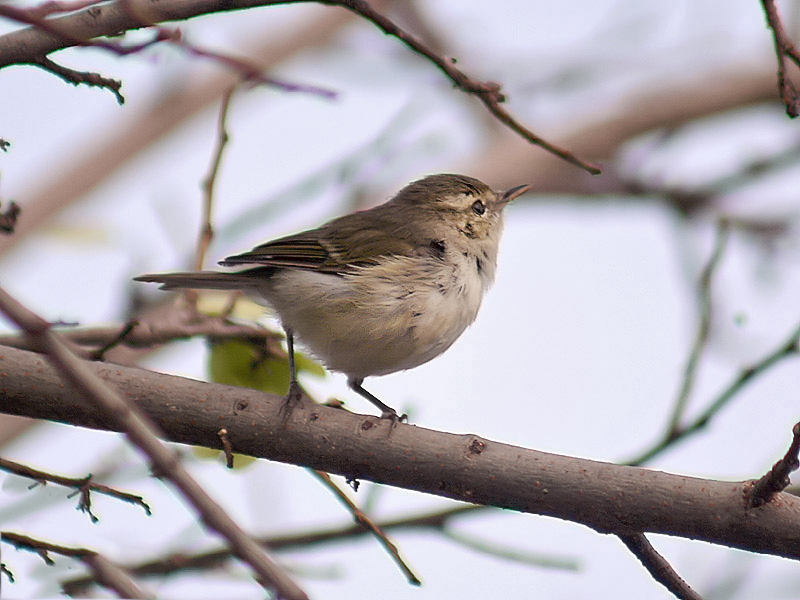
Chích xanh lục là loài trú đông khá thường gặp ở Thái Lan.

| Tên thường gọi            | Danh pháp                   | Tình trạng              |
| ------------------------- | --------------------------- | ----------------------- |
| Chích mày xám             | Phylloscopus maculipennis   | Loài trú đông           |
| Chích dải hung            | Phylloscopus pulcher        | Loài trú đông           |
| Chích mày lớn             | Phylloscopus inornatus      | Loài trú đông           |
| Chích Hume                | Phylloscopus humei          | Loài trú đông           |
| Chích lá Trung Hoa        | Phylloscopus yunnanensis    | Loài trú đông           |
| Chích hông vàng           | Phylloscopus proregulus     | Loài trú đông           |
|                           | Phylloscopus forresti       |                         |
| Chích bụng trắng          | Phylloscopus schwarzi       | Loài trú đông           |
| Chích họng trắng          | Phylloscopus armandii       | Loài trú đông           |
| Chích lá Tickell          | Phylloscopus affinis        | Loài trú đông           |
| Chích nâu                 | Phylloscopus fuscatus       | Loài trú đông           |
| Chích bụng hung           | Phylloscopus subaffinis     | Loài trú đông           |
| Chích Á Âu                | Phylloscopus collybita      | Hiếm gặp                |
| Chích mào phương Đông     | Phylloscopus coronatus      | Loài cư trú và trú đông |
| Chích đớp ruồi má xám     | Phylloscopus poliogenys     |                         |
| Chích đớp ruồi mào xám    | Phylloscopus tephrocephalus | Loài trú đông quý hiếm  |
|                           | Phylloscopus whistleri      |                         |
| Chích đớp ruồi đầu xám    | Phylloscopus valentini      | Loài trú đông           |
| Chích đớp ruồi ngực vàng  | Phylloscopus omeiensis      | Loài trú đông           |
| Chích đớp ruồi đuôi phẳng | Phylloscopus soror          | Loài trú đông           |
| Chích xanh lục            | Phylloscopus trochiloides   | Loài trú đông           |
| Chích hai vạch            | Phylloscopus plumbeitarsus  | Loài trú đông           |
| Chích lá mỏ rộng          | Phylloscopus magnirostris   | Loài trú đông           |
| Chích chân xám            | Phylloscopus tenellipes     | Loài trú đông           |
| Chích lá Sakhalin         | Phylloscopus borealoides    |                         |
|                           | Phylloscopus xanthodryas    | Hiếm gặp                |
| Chích Bắc Cực             | Phylloscopus borealis       | Loài di trú và trú đông |
|                           | Phylloscopus examinandus    |                         |
| Chích đớp ruồi đầu hung   | Phylloscopus castaniceps    |                         |
| Chích đít vàng            | Phylloscopus cantator       | Loài trú đông quý hiếm  |
| Chích ngực vàng           | Phylloscopus ricketti       | Loài trú đông           |
| Chích đuôi xám            | Phylloscopus reguloides     | Loài trú đông           |
| Chích Claudia             | Phylloscopus claudiae       | Loài trú đông           |
|                           | Phylloscopus goodsoni       | Hiếm gặp                |
| Chích Davison             | Phylloscopus intensior      |                         |
| Chích đuôi trắng          | Phylloscopus ogilviegranti  |                         |
| Chích lá núi              | Phylloscopus trivirgatus    | Hiếm gặp                |

## Họ Chích
Bộ: Passeriformes   Họ: Acrocephalidae
Họ Chích gồm các loài có dạng chim chích lớn. Phần lớn có màu nâu lục vàng ở phía trên và phần nhiều có màu từ vàng tới be ở phía dưới. Chúng thường sinh sống ở khu vực đồng rừng thưa, các bụi lau sậy hay cỏ mọc cao. Họ này phân bố chủ yếu từ miền nam tới miền tây châu Á và các khu vực xung quanh, nhưng các loài cũng phân bố xa tới các đảo trên Thái Bình Dương và một vài loài sống ở châu Phi.
| Tên thường gọi     | Danh pháp                 | Tình trạng                           |
| ------------------ | ------------------------- | ------------------------------------ |
| Chích mỏ rộng      | Arundinax aedon           | Loài trú đông                        |
| Chích giày ống     | Iduna caligata            | Hiếm gặp                             |
| Chích mày đen      | Acrocephalus bistrigiceps | Loài trú đông                        |
| Chích ruộng lúa    | Acrocephalus agricola     | Rare winter visitor                  |
| Chích cánh cụt     | Acrocephalus concinens    | Loài trú đông                        |
| Chích sậy Mãn Châu | Acrocephalus tangorum     | Loài trú đông                        |
| Chích sậy Blyth    | Acrocephalus dumetorum    | Loài di cư                           |
| Chích sậy cánh lớn | Acrocephalus orinus       | Quý hiếm, phát hiện lại vào năm 2006 |
| Chích phương đông  | Acrocephalus orientalis   | Loài trú đông                        |
| Chích đầu nhọn     | Acrocephalus stentoreus   | Loài trú đông rất quý hiếm           |

## Họ Chích đầm lầy
Bộ: Passeriformes   Họ: Locustellidae
Họ Chích đầm lầy là những loài chim biết hót có kích thước nhỏ, ăn côn trùng, được tìm thấy chủ yếu ở  đại lục Á-Âu, châu Phi và khu vực Australia. Chúng là những con chim nhỏ có đuôi thường dài và nhọn. Các loài thường có màu nâu xám hoặc màu da bò.
| Tên thường gọi      | Danh pháp               | Tình trạng                 |
| ------------------- | ----------------------- | -------------------------- |
| Chiền chiện lớn     | Megalurus palustris     |                            |
|                     | Locustella pryeri       | Thường gặp                 |
| Chích đầm lầy lớn   | Locustella certhiola    | Loài trú đông              |
| Chích đầm lầy nhỏ   | Locustella lanceolata   | Loài trú đông              |
| Chích bụi rậm nâu   | Locustella luteoventris | Loài trú đông quý hiếm     |
| Chích ngực hung     | Locustella tacsanowskia | Loài trú đông rất quý hiếm |
| Chích Baikal        | Locustella davidi       | Loài trú đông              |
| Chích họng vạch     | Locustella thoracica    | Hiếm gặp                   |
| Chích nâu đỏ        | Locustella mandelli     |                            |
| Chích nâu đỏ Đà Lạt | Locustella idonea       |                            |

## Họ Chiền chiện
Bộ: Passeriformes   Họ: Cisticolidae
Họ Chiền chiện là loài tựa như chim chích, được tìm thấy tại khu vực nóng ấm thuộc phương nam của Cựu thế giới. Các loài chim trong họ này nói chung là các loại chim nhỏ với bộ lông màu nâu-xám hay xám, được tìm thấy tại các khu vực đồng quê mở như các đồng cỏ hay các bụi cây rậm.

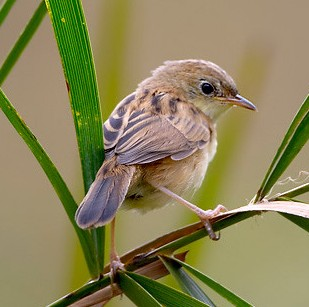
Chiền chiện đồng vàng là loài cư trú thường gặp ở các đồng cỏ của Thái Lan.

| Tên thường gọi             | Danh pháp              | Tình trạng |
| -------------------------- | ---------------------- | ---------- |
| Chích bông đầu dài         | Orthotomus sutorius    |            |
| Chích bông cánh vàng       | Orthotomus atrogularis |            |
| Chích bông xám tro         | Orthotomus ruficeps    |            |
| Chích bông đuôi hung       | Orthotomus sericeus    |            |
| Chiền chiện núi            | Prinia polychroa       |            |
| Chiền chiện núi họng trắng | Prinia superciliaris   |            |
| Chiền chiện đầu nâu        | Prinia rufescens       |            |
| Chiện chiện lưng xám       | Prinia hodgsonii       |            |
| Chiền chiện bụng vàng      | Prinia flaviventris    |            |
| Chiền chiện bụng hung      | Prinia inornata        |            |
| Chiền chiện đồng hung      | Cisticola juncidis     |            |
| Chiền chiện đồng vàng      | Cisticola exilis       |            |

## Họ Lâm oanh
Bộ: Passeriformes   Họ: Sylviidae
Họ Lâm oanh là một họ chứa các loài chim nhỏ thuộc bộ Sẻ. Họ Sylviidae chủ yếu sinh sống tại khu vực châu Âu, châu Á và ở một phạm vi hẹp hơn tại châu Phi. Phần lớn các loài nói chung có bề ngoài khó phân biệt, nhưng lại có giọng hót đặc trưng.
| Tên thường gọi         | Danh pháp                     | Tình trạng                 |
| ---------------------- | ----------------------------- | -------------------------- |
| Chích họng trắng nhỏ   | Sylvia curruca                | Loài trú đông rất quý hiếm |
| Họa mi mắt vàng        | Chrysomma sinense             |                            |
| Khướu mỏ dẹt đầu xám   | Psittiparus gularis           |                            |
| Khướu mỏ dẹt to        | Psittiparus bakeri            | Hiếm gặp                   |
| Khướu mỏ dẹt cằm đen   | Paradoxornis guttaticollis    |                            |
| Khướu mỏ dẹt mỏ nhạt   | Chleuasicus atrosuperciliaris | Quý hiếm                   |
| Khướu mỏ dẹt họng đen  | Suthola nipalensis            |                            |
| Khướu mỏ dẹt đuôi ngắn | Neosuthora davidiana          | Quý hiếm                   |

## Họ Vành khuyên
Bộ: Passeriformes   Họ: Zosteropidae
Họ Vành khuyên gồm những loài chim nhỏ nhìn chung rất khó phân biệt theo bề ngoài, bộ lông ở các phần trên của chúng nói chung hoặc là có màu hơi xỉn như màu ôliu ánh lục, nhưng một số loài có phần lông ở họng, ngực hay các phần dưới màu trắng hay vàng tươi và một vài loài có phần hông màu vàng sẫm như màu da bò. Đúng như tên gọi, xung quanh mắt của nhiều loài có một vành tròn màu trắng dễ thấy.

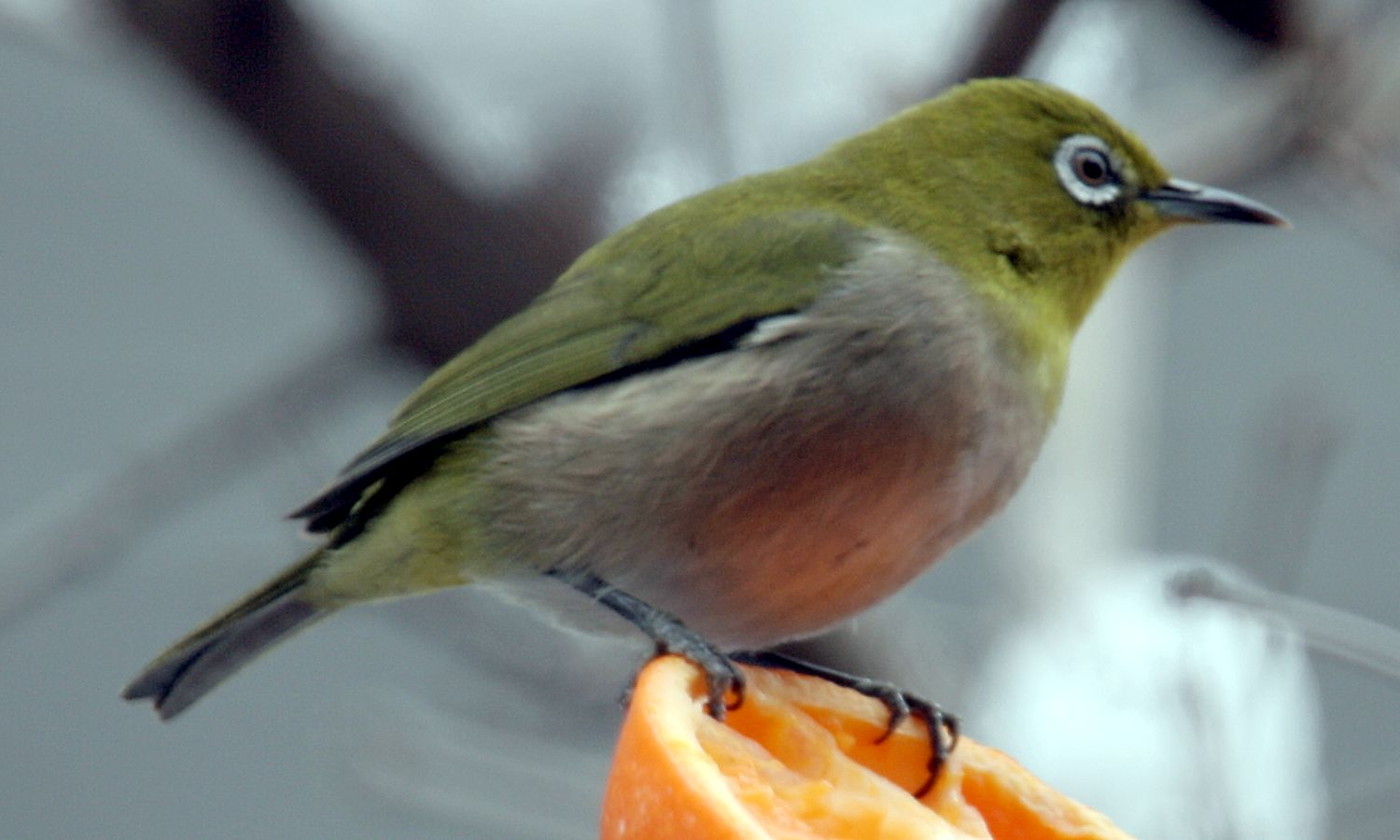
Vành khuyên Nhật Bản là loài trú đông thường gặp ở Thái Lan.

| Tên thường gọi        | Danh pháp                | Tình trạng    |
| --------------------- | ------------------------ | ------------- |
| Khướu mào khoang cổ   | Yuhina castaniceps       |               |
| Khướu mào Đông Dương  | Yuhina torqueola         |               |
| Khướu mào cổ hung     | Yuhina flavicollis       |               |
| Vành khuyên Myanmar   | Yuhina humilis           |               |
| Vành khuyên sườn hung | Zosterops erythropleurus | Loài trú đông |
| Vành khuyên họng vàng | Zosterops palpebrosus    |               |
| Vành khuyên Nhật Bản  | Zosterops japonicus      | Loài trú đông |
|                       | Zosterops everetti       |               |

## Họ Khướu
Bộ: Passeriformes   Họ: Timaliidae
Họ Khướu gồm các thành viên đa dạng về kích thước và màu sắc, nhưng có đặc trưng chung là bộ lông mềm và xốp như bông.
| Tên thường gọi          | Danh pháp                     | Tình trạng                       |
| ----------------------- | ----------------------------- | -------------------------------- |
| Họa mi nhỏ              | Timalia pileata               |                                  |
| Chích chạch má vàng     | Mixornis gularis              |                                  |
| Chích chạch lưng bông   | Macronus ptilosus             | Quý hiếm, giảm nhiều về số lượng |
| Khướu bụi vàng          | Cyanoderma chrysaeum          |                                  |
| Khướu bụi cánh hung     | Cyanoderma erythropterum      |                                  |
| Khướu bụi trán hung     | Cyanoderma ambiguum           |                                  |
| Khướu đất đuôi dài      | Spelaeornis chocolatinus      | Hiếm gặp                         |
|                         | Spelaeornis reptatus          |                                  |
| Họa mi đất mỏ đỏ        | Pomatorhinus ochraceiceps     |                                  |
| Họa mi đất ngực hung    | Pomatorhinus ferruginosus     | Quý hiếm                         |
| Họa mi đất mày trắng    | Pomatorhinus schisticeps      |                                  |
|                         | Pomatorhinus montanus         | Hiếm gặp                         |
| Họa mi đất mỏ dài       | Megapomatorhinus hypoleucos   |                                  |
| Họa mi đất má trắng     | Megapomatorhinus erythrogenys |                                  |
| Khướu bụi họng đen      | Stachyris nigricollis         |                                  |
| Khướu bụi phao câu hung | Stachyris maculata            |                                  |
| Khướu bụi đầu đen       | Stachyris nigriceps           |                                  |
| Khướu bụi đầu xám       | Stachyris poliocephala        |                                  |
| Khướu bụi cổ trắng      | Stachyris leucotis            | Quý hiếm                         |
| Khướu bụi đốm đỏ        | Stachyris strialata           |                                  |

## Họ Chuối tiêu
Bộ: Passeriformes   Họ: Pellorneidae
Họ Chuối tiêu gồm các loài chim biết hót có kích thước nhỏ đến trung bình có bộ lông mềm mịn nhưng màu sắc đa dạng. Các thành viên của chi Illadopsis sống được trong rừng, nhưng một số loài thuộc chi khác sống trong bụi rậm.
| Tên thường gọi       | Danh pháp                | Tình trạng         |
| -------------------- | ------------------------ | ------------------ |
|                      | Malacopteron magnirostre |                    |
|                      | Malacopteron affine      | Quý hiếm           |
| Chuối tiêu đuôi ngắn | Malacopteron cinereum    |                    |
|                      | Malacopteron magnum      |                    |
| Khướu đuôi dài       | Gampsorhynchus torquatus |                    |
| Lách tách đầu đốm    | Schoeniparus castaneceps |                    |
| Lách tách họng hung  | Schoeniparus rufogularis | Quý hiếm           |
| Lách tách đầu hung   | Schoeniparus dubius      | Hiếm gặp           |
| Chuối tiêu ngực đốm  | Pellorneum ruficeps      |                    |
|                      | Pellorneum capistratum   |                    |
| Chuối tiêu họng đốm  | Pellorneum albiventre    |                    |
| Chuối tiêu đất       | Pellorneum tickelli      |                    |
| Hoét đuôi ngắn       | Pellorneum malaccense    |                    |
| Khướu ngực trắng     | Pellorneum rostratum     |                    |
| Khướu nâu đỏ         | Pellorneum bicolor       |                    |
| Khướu vằn            | Kenopia striata          | Quý hiếm           |
| Khướu đá nhỏ         | Napothera epilepidota    |                    |
| Chuối tiêu mỏ to     | Turdinus abbotti         |                    |
|                      | Turdinus sepiarius       |                    |
| Khướu đá lớn         | Turdinus macrodactylus   |                    |
| Khướu đá hoa         | Turdinus crispifrons     |                    |
| Khướu đá đuôi cụt    | Turdinus brevicaudatus   |                    |
| Chích đuôi dài       | Graminicola striatus     | Tuyệt chủng cục bộ |

## Họ Kim oanh
Bộ: Passeriformes   Họ: Leiothrichidae
Họ Kim oanh gồm các thành viên đa dạng về kích thước và màu sắc, mặc dù những loài thuộc chi Turdoides thường có màu nâu hoặc xám. Họ này có thể được tìm thấy ở châu Phi, Ấn Độ và khu vực Đông Nam Á.
| Tên thường gọi         | Danh pháp                   | Tình trạng              |
| ---------------------- | --------------------------- | ----------------------- |
| Lách tách nâu          | Alcippe brunneicauda        |                         |
| Lách tách đầu xám      | Alcippe poioicephala        |                         |
| Lách tách Vân Nam      | Alcippe fratercula          |                         |
| Lách tách núi          | Alcippe peracensis          |                         |
| Lách tách mày đen      | Alcippe grotei              |                         |
| Khướu hông đỏ Himalaya | Cutia nipalensis            | Quý hiếm                |
| Khướu mào trắng        | Garrulax leucolophus        |                         |
| Khướu khoang cổ        | Garrulax monileger          |                         |
|                        | Garrulax lugubris           | Quý hiếm ở phía cực nam |
|                        | Garrulax ferrarius          |                         |
|                        | Garrulax strepitans         |                         |
| Khướu ngực đốm         | Garrulax merulinus          | Rất quý hiếm            |
| Khướu ngực đen         | Ianthocincla pectoralis     |                         |
| Khướu bạc má           | Ianthocincla chinensis      |                         |
|                        | Ianthocincla mitrata        | Quý hiếm ở phía cực nam |
| Bò chiêu               | Ianthocincla sannio         |                         |
|                        | Trochalopteron melanostigma |                         |
|                        | Trochalopteron peninsulae   |                         |
| Khướu đuôi đỏ          | Trochalopteron milnei       | Quý hiếm                |
| Mi lưng đen            | Heterophasia melanoleuca    |                         |
| Mi đuôi dài            | Heterophasia picaoides      |                         |
| Kim oanh tai bạc       | Leiothrix argentauris       |                         |
| Mi lưng nâu            | Minla annectens             |                         |
| Khướu má đỏ            | Liocichla ripponi           |                         |
| Khướu đuôi vằn Vân Nam | Actinodura ramsayi          |                         |
| Khướu lùn cánh xanh    | Actinodura cyanouroptera    |                         |
| Khướu lùn đuôi hạt dẻ  | Actinodura strigula         |                         |

## Họ Chim lam
Bộ: Passeriformes   Họ: Irenidae
Họ Chim lam gồm các loài chim có hình dáng giống như chào mào sinh sống trong các khu rừng thưa hay các bụi rậm cây có gai. Chim trống có bộ lông màu lam sẫm còn chim mái có bộ lông màu xanh lục xỉn hơn.
| Tên thường gọi | Danh pháp    | Tình trạng |
| -------------- | ------------ | ---------- |
| Chim lam       | Irena puella |            |

## Họ Đớp ruồi
Bộ: Passeriformes   Họ: Muscicapidae
Họ Đớp ruồi là một nhóm lớn các loài chim nhỏ ăn sâu bọ sống trên cây. Ngoại hình của những con chim này rất đa dạng, nhưng chúng chủ yếu hót yếu và có tiếng kêu gay gắt.

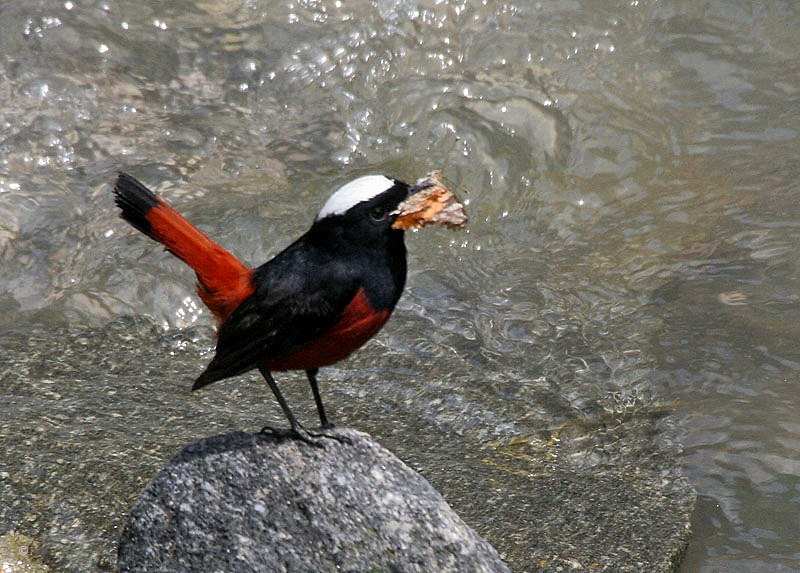
Đuôi đỏ đầu trắng là loài cư trú tại vùng núi phía Bắc của Thái Lan.

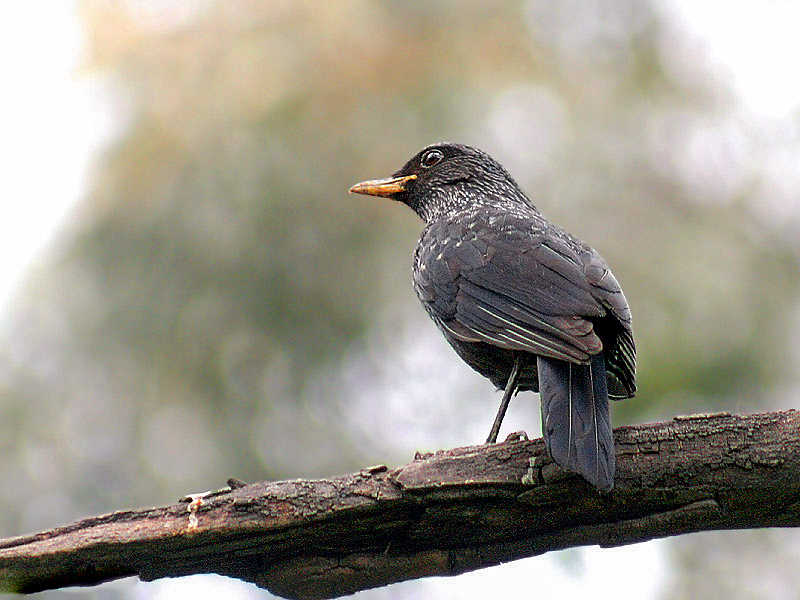
Hoét lam là loài cư trú và trú đông thường gặp ở Thái Lan.

| Tên thường gọi                | Danh pháp                              | Tình trạng                                                |
| ----------------------------- | -------------------------------------- | --------------------------------------------------------- |
| Đớp ruồi Sibêri               | Muscicapa sibirica                     | Loài trú đông                                             |
| Đớp ruồi đuôi hung            | Muscicapa ferruginea                   | Loài di cư và trú đông                                    |
| Đớp ruồi nâu châu Á           | Muscicapa daurica                      | Loài cư trú và trú đông                                   |
| Đớp ruồi ngực nâu             | Muscicapa muttui                       | Rất quý hiếm                                              |
|                               | Muscicapa williamsoni                  | Loài cư trú và di trú                                     |
| Chích chòe than               | Copsychus saularis                     |                                                           |
| Chích chòe lửa đuôi hung      | Copsychus pyrropygus                   | Quý hiếm                                                  |
| Chích chòe lửa                | Copsychus malabaricus                  |                                                           |
| Đớp ruồi họng trắng           | Anthipes monileger                     |                                                           |
| Đớp ruồi mày hung             | Anthipes solitaris                     |                                                           |
| Đớp ruồi trắng                | Cyornis concretus                      | Quý hiếm                                                  |
| Đớp ruồi Hải Nam              | Cyornis hainanus                       |                                                           |
| Đớp ruồi xanh nhạt            | Cyornis unicolor                       |                                                           |
| Đớp ruồi cằm xanh             | Cyornis rubeculoides                   | Loài cư trú và trú đông                                   |
| Đớp ruồi lam Trung Hoa        | Cyornis glaucicomans                   |                                                           |
| Đớp ruồi lam lớn              | Cyornis magnirostris                   | Loài trú đông                                             |
| Đớp ruồi đồi                  | Cyornis banyumas                       |                                                           |
| Đớp ruồi lam Malaysia         | Cyornis turcosus                       |                                                           |
| Đớp ruồi họng vàng            | Cyornis tickelliae                     |                                                           |
| Đớp ruồi lam rừng ngập mặn    | Cyornis rufigastra                     |                                                           |
| Đớp ruồi rừng rậm ngực nâu    | Cyornis brunneatus                     | Hiếm khi di cư                                            |
| Đớp ruồi rừng rậm ngực xám    | Cyornis umbratilis                     | Quý hiếm ở phía cực nam                                   |
| Đớp ruồi rừng rậm ngực hung   | Cyornis olivaceus                      |                                                           |
| Đớp ruồi lớn                  | Niltava grandis                        |                                                           |
| Đớp ruồi trán đen             | Niltava macgrigoriae                   |                                                           |
| Đớp ruồi cằm đen              | Niltava davidi                         | Loài trú đông quý hiếm                                    |
|                               | Niltava sundara                        | Loài trú đông                                             |
| Đớp ruồi bụng hung            | Niltava vivida                         | Loài trú đông                                             |
| Đớp ruồi Nhật Bản             | Cyanoptila cyanomelana                 | Loài di cư                                                |
| Đớp ruồi Zappey               | Cyanoptila cumatilis                   | Loài di cư                                                |
| Đớp ruồi xanh xám             | Eumyias thalassinus                    | Loài cư trú và trú đông                                   |
| Hoét đuôi cụt mày trắng       | Brachypteryx leucophrys                |                                                           |
| Hoét đuôi cụt xanh            | Brachypteryx montana                   |                                                           |
| Oanh cổ trắng                 | Larvivora sibilans                     | Loài trú đông quý hiếm                                    |
| Oanh Nhật Bản                 | Larvivora akahige                      |                                                           |
| Oanh lưng xanh                | Larvivora cyane                        | Loài trú đông                                             |
| Hoét đuôi dài                 | Luscinia phaenicuroides                | Loài cư trú và trú đông                                   |
| Oanh cổ xanh                  | Luscinia svecica                       | Loài trú đông                                             |
| Hoét lam                      | Myophonus caeruleus                    | Loài cư trú và trú đông                                   |
| Chích chòe nước đầu trắng     | Enicurus leschenaulti                  |                                                           |
| Chích chòe nước gáy hạt dẻ    | Enicurus ruficapillus                  |                                                           |
| Chích chòe nước lưng đen      | Enicurus immaculatus                   |                                                           |
| Chích chòe nước trán trắng    | Enicurus schistaceus                   |                                                           |
| Oanh họng đỏ                  | Calliope pectardens                    | Hiếm gặp                                                  |
| Oanh họng đen                 | Calliope obscura                       | Hiếm gặp                                                  |
| Oanh cổ đỏ                    | Calliope calliope                      | Loài trú đông                                             |
| Oanh cổ đỏ đuôi trắng Myanmar | Calliope tschebaiewi                   | Hiếm gặp                                                  |
| Cổ đỏ đuôi trắng              | Myiomela leucura                       |                                                           |
| Cổ đỏ trán xanh               | Cinclidium frontale                    | Tình trạng chưa chắc chắn                                 |
| Oanh đuôi nhọn hông đỏ        | Tarsiger cyanurus                      | Loài trú đông                                             |
| Oanh đuôi nhọn Himalaya       | Tarsiger rufilatus                     | Loài trú đông                                             |
| Oanh đuôi nhọn ngực vàng      | Tarsiger chrysaeus                     | Loài trú đông quý hiếm                                    |
| Đớp ruồi vàng                 | Ficedula zanthopygia                   | Loài di cư                                                |
| Đớp ruồi lưng xanh            | Ficedula elisae                        | Loài trú đông                                             |
| Đớp ruồi lưng vàng            | Ficedula narcissina                    |                                                           |
| Đớp ruồi Mugi                 | Ficedula mugimaki                      | Loài trú đông                                             |
| Đớp ruồi lưng đá              | Ficedula hodgsonii/Ficedula erithracus | Loài trú đông                                             |
| Đớp ruồi mắt đen              | Ficedula tricolor                      | Loài trú đông                                             |
| Đớp ruồi mày trắng            | Ficedula hyperythra                    |                                                           |
| Đớp ruồi xanh lùn             | Ficedula hodgsoni                      | Loài trú đông quý hiếm                                    |
| Đớp ruồi họng hung            | Ficedula strophiata                    | Loài trú đông                                             |
| Đớp ruồi đầu xanh             | Ficedula sapphira                      | Loài trú đông                                             |
| Đớp ruồi đen mày trắng        | Ficedula westermanni                   |                                                           |
|                               | Ficedula superciliaris                 | Loài trú đông                                             |
| Đớp ruồi họng đỏ              | Ficedula albicilla                     | Loài trú đông                                             |
| Đớp ruồi họng đỏ              | Ficedula parva                         | Thường gặp                                                |
| Đớp ruồi mặt hung             | Ficedula dumetoria                     |                                                           |
| Đuôi đỏ núi đá mày xám        | Phoenicurus frontalis                  | Loài trú đông quý hiếm                                    |
| Đuôi đỏ đầu xám               | Phoenicurus fuliginosus                | Loài cư trú và trú đông                                   |
| Đuôi đỏ đầu trắng             | Phoenicurus leucocephalus              | Chủ yếu trú đông                                          |
| Đuôi đỏ núi đá trán đen       | Phoenicurus ochruros                   | Hiếm gặp                                                  |
| Đuôi đỏ núi đá trán xám       | Phoenicurus auroreus                   | Loài trú đông                                             |
| Hoét đá bụng hung             | Monticola rufiventris                  | Loài trú đông, cư trú ở các đỉnh núi cao                  |
| Hoét đá họng trắng            | Monticola gularis                      | Loài trú đông                                             |
| Hoét đá                       | Monticola solitarius                   | Loài cư trú (phân loài madoci) ở phía cực nam và trú đông |
| Sẻ bụi đầu đen                | Saxicola maurus                        | Loài cư trú và trú đông                                   |
| Sẻ bụi đen                    | Saxicola caprata                       |                                                           |
| Sẻ bụi lưng xanh              | Saxicola jerdoni                       | Quý hiếm                                                  |
| Sẻ bụi xám                    | Saxicola ferreus                       | Loài cư trú và trú đông                                   |
|                               | Oenanthe deserti                       | Hiếm gặp                                                  |
|                               | Oenanthe isabellina                    | Hiếm gặp                                                  |

## Họ Hoét
Bộ: Passeriformes   Họ: Turdidae
Họ Hoét là nhóm các loài chim thuộc bộ Sẻ chủ yếu sinh sống tại khu vực thuộc Cựu thế giới. Chúng có vẻ ngoài mập mạp, lông mềm, có kích thước từ nhỏ tới trung bình, ăn sâu bọ nhưng đôi khi ăn tạp, thường kiếm ăn trên mặt đất. Nhiều loài có giọng hót thu hút.
| Tên thường gọi          | Danh pháp           | Tình trạng                        |
| ----------------------- | ------------------- | --------------------------------- |
| Sáo đất Dixon           | Zoothera dixoni     | Loài trú đông                     |
| Chim hoét rừng Himalaya | Zoothera salimalii  | Loài trú đông                     |
| Sáo đất nâu             | Zoothera marginata  |                                   |
| Sáo đất                 | Zoothera aurea      |                                   |
| Sáo đất lớn             | Zoothera dauma      | Loài trú đông, cư trú ở vùng núi  |
| Cô cô đầu xám           | Cochoa purpurea     | Quý hiếm                          |
| Cô cô xanh              | Cochoa viridis      |                                   |
| Sáo đất mày trắng       | Geokichla sibirica  | Loài trú đông                     |
|                         | Geokichla interpres | Quý hiếm                          |
| Sáo đất đầu cam         | Geokichla citrina   | Loài trú đông                     |
| Hắc đống                | Turdus mandarinus   |                                   |
| Hoét đen cánh trắng     | Turdus boulboul     | Loài trú đông quý hiếm            |
| Hoét bụng trắng         | Turdus cardis       | Hiếm gặp                          |
| Hoét ngực đen           | Turdus dissimilis   | Loài trú đông quý hiếm            |
|                         | Turdus feae         | Loài trú đông quý hiếm            |
| Hoét mày trắng          | Turdus obscurus     | Loài trú đông                     |
| Hoét hung               | Turdus rubrocanus   | Loài trú đông quý hiếm            |
|                         | Turdus atrogularis  | Loài trú đông rất quý hiếm        |
|                         | Turdus ruficollis   | Loài trú đông rất quý hiếm        |
| Hoét lưng hung          | Turdus eunomus      | Số lượng cá thể tăng vào mùa đông |
|                         | Turdus naumanni     | Hiếm gặp                          |

## Họ Sáo
Bộ: Passeriformes   Họ: Sturnidae
Họ Sáo là gồm các loài chim thuộc bộ Sẻ có kích thước từ nhỏ tới trung bình. Đường bay khỏe và thẳng và thích sống thành bầy. Môi trường sinh sống ưa thích của chúng là vùng nông thôn tương đối thoáng. Chúng ăn sâu bọ và quả. Bộ lông thường sẫm màu với ánh kim.
| Tên thường gọi    | Danh pháp                 | Tình trạng                                       |
| ----------------- | ------------------------- | ------------------------------------------------ |
| Sáo xanh          | Aplonis panayensis        |                                                  |
| Sáo đầu vàng      | Ampeliceps coronatus      |                                                  |
| Yểng              | Gracula religiosa         |                                                  |
| Sáo đá xanh       | Sturnus vulgaris          | Loài trú đông quý hiếm                           |
| Sáo hồng          | Pastor roseus             | Loài trú đông rất quý hiếm                       |
| Sáo lưng tía      | Agropsar sturninus        | Loài cư trú và di trú                            |
| Sáo má hung       | Agropsar philippensis     | Hiếm gặp                                         |
| Cà cưỡng          | Gracupica nigricollis     |                                                  |
| Sáo khoang châu Á | Gracupica contra          |                                                  |
| Sáo vai trắng     | Sturnia sinensis          | Loài trú đông                                    |
|                   | Sturnia pagodarum         | Hiếm gặp                                         |
| Sáo đá đuôi hung  | Sturnia malabarica        | Loài cư trú và trú đông                          |
| Sáo đá mỏ đỏ      | Spodiopsar sericeus       | Hiếm gặp                                         |
| Sáo đá má trắng   | Spodiopsar cineraceus     | Hiếm gặp                                         |
| Sáo nâu           | Acridotheres tristis      | Phạm vi loài được mở rộng thông qua việc du nhập |
| Sáo ngực đỏ       | Acridotheres burmannicus  |                                                  |
|                   | Acridotheres fuscus       |                                                  |
| Sáo Java          | Acridotheres javanicus    | Loài du nhập                                     |
| Sáo mỏ vàng       | Acridotheres grandis      |                                                  |
| Sáo mỏ ngà        | Acridotheres cristatellus |                                                  |
| Sáo cánh đốm      | Saroglossa spilopterus    | Loài trú đông rất quý hiếm                       |

## Họ Chim xanh
Bộ: Passeriformes   Họ: Chloropseidae
Họ Chim xanh gồm các loài chim nhỏ, có hình dáng giống như chào mào. Chim trống có bộ lông màu xanh lục và vàng.

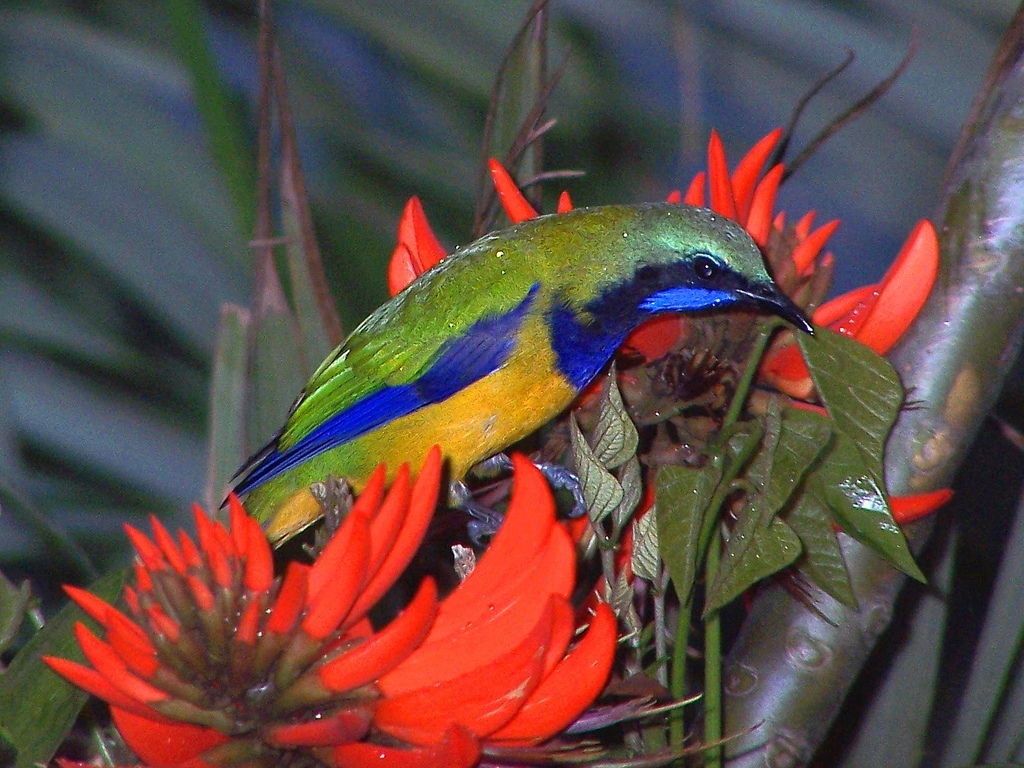
Chim xanh bụng vàng là loài cư trú khá thường gặp ở Thái Lan.

| Tên thường gọi      | Danh pháp                  | Tình trạng |
| ------------------- | -------------------------- | ---------- |
| Chim xanh lớn       | Chloropsis sonnerati       |            |
| Chim xanh nhỏ       | Chloropsis cyanopogon      |            |
| Chim xanh Nam Bộ    | Chloropsis cochinchinensis |            |
| Chim xanh trán vàng | Chloropsis aurifrons       |            |
| Chim xanh bụng vàng | Chloropsis hardwickii      |            |

## Họ Chim sâu
Bộ: Passeriformes   Họ: Dicaeidae
Họ Chim sâu là các loài chim nhỏ, mập mạp, màu sắc tươi sáng, với đuôi ngắn, mỏ ngắn, cong và dày cùng chiếc lưỡi hình ống.

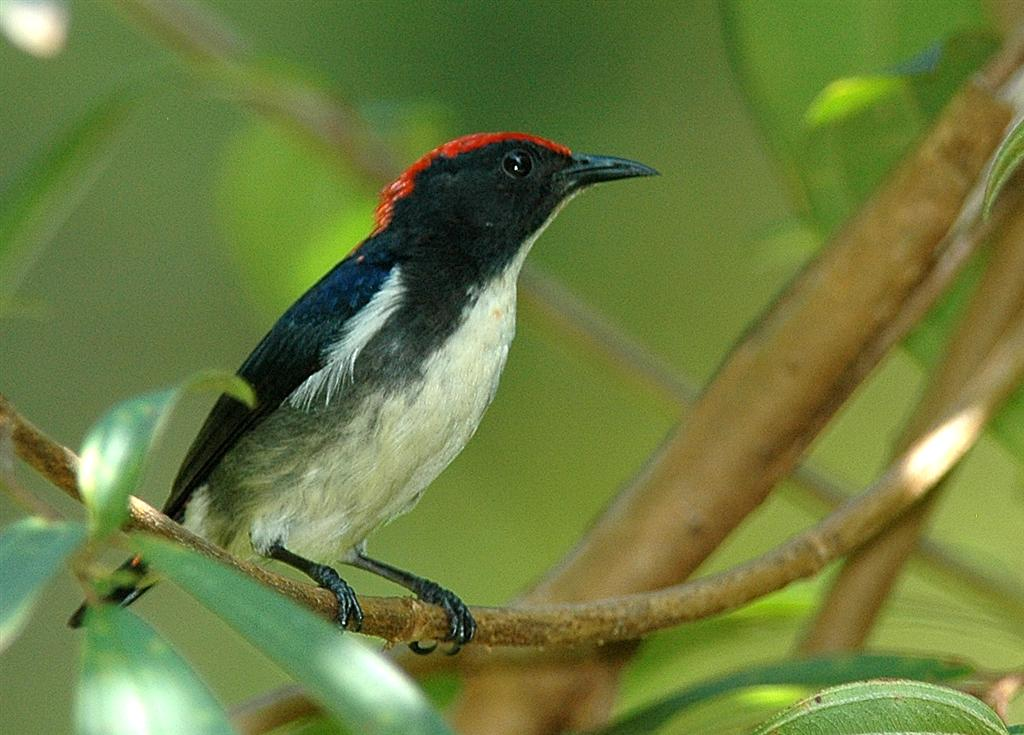
Chim sâu lưng đỏ là loài cư trú quý hiếm của Thái Lan.

| Tên thường gọi        | Danh pháp               | Tình trạng                              |
| --------------------- | ----------------------- | --------------------------------------- |
| Chim sâu ngực vàng    | Prionochilus maculatus  |                                         |
| Chim sâu ngực đỏ thắm | Prionochilus percussus  |                                         |
| Chim sâu đầu đen      | Prionochilus thoracicus |                                         |
| Chim sâu mỏ lớn       | Dicaeum agile           |                                         |
| Chim sâu bụng vạch    | Dicaeum chrysorrheum    |                                         |
| Chim sâu bụng vàng    | Dicaeum melanozanthum   | Không thường gặp, có thể sinh sản       |
| Chim sâu ngực xám     | Dicaeum trigonostigma   |                                         |
| Chim sâu bình nguyên  | Dicaeum minullum        |                                         |
| Chim sâu ngực đỏ      | Dicaeum ignipectus      |                                         |
| Chim sâu lưng đỏ      | Dicaeum cruentatum      | Loài cư trú quý hiếm ở vùng xa phía nam |

## Họ Hút mật
Bộ: Passeriformes   Họ: Nectariniidae
Họ Hút mật là những loài chim nhỏ thuộc bộ Sẻ có thức ăn là mật hoa, mặc dù chúng cũng ăn cả sâu bọ, đặc biệt là khi nuôi chim non. Chúng bay nhanh và thẳng bằng hai cánh ngắn. Một vài loài hút mật có thể lấy mật hoa trong khi hai cánh vẫn vỗ và lơ lửng như chim ruồi, nhưng thông thường thì chúng đậu để ăn. 

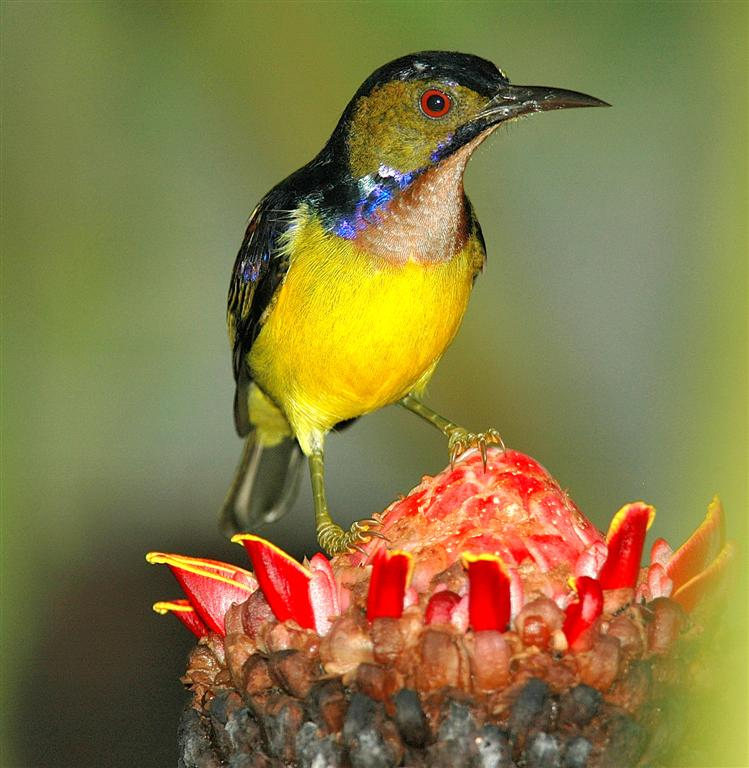
Hút mật họng nâu khá thường gặp ở miền Nam Thái Lan.

| Tên thường gọi      | Danh pháp                  | Tình trạng        |
| ------------------- | -------------------------- | ----------------- |
| Hút mật bụng hung   | Chalcoparia singalensis    |                   |
| Hút mật bình nguyên | Anthreptes simplex         |                   |
| Hút mật họng nâu    | Anthreptes malacensis      |                   |
| Hút mật họng đỏ     | Anthreptes rhodolaemus     | Quý hiếm          |
| Hút mật họng hồng   | Leptocoma brasiliana       |                   |
| Hút mật lưng đen    | Leptocoma calcostetha      |                   |
| Hút mật họng đen    | Cinnyris asiaticus         |                   |
| Hút mật họng tím    | Cinnyris jugularis         |                   |
| Hút mật đuôi lửa    | Aethopyga ignicauda        |                   |
| Hút mật ngực đỏ     | Aethopyga saturata         |                   |
| Hút mật bụng vàng   | Aethopyga gouldiae         | Loài trú đông     |
| Hút mật Nepal       | Aethopyga nipalensis       | Cư trú ở vùng núi |
|                     | Aethopyga temminckii       | Quý hiếm          |
| Hút mật đỏ          | Aethopyga siparaja         |                   |
| Bắp chuối mỏ dày    | Arachnothera crassirostris |                   |
| Bắp chuối ngực vằn  | Arachnothera robusta       | Quý hiếm          |
| Bắp chuối mỏ dài    | Arachnothera longirostra   |                   |
| Hút mật bụng vạch   | Arachnothera hypogrammicum |                   |
| Bắp chuối má vàng   | Arachnothera chrysogenys   |                   |
| Bắp chuối bụng vàng | Arachnothera flavigaster   |                   |
| Bắp chuối đốm đen   | Arachnothera magna         |                   |
| Bắp chuối bụng xám  | Arachnothera modesta       |                   |

## Họ Chìa vôi
Bộ: Passeriformes   Họ: Motacillidae
Họ Chìa vôi gồm các loài chim nhỏ thuộc bộ Sẻ có đuôi dài đến trung bình bao gồm chìa vôi, chim vuốt dài và chim manh. Các loài chim này có thân hình mảnh khảnh, thức ăn là các loại sâu bọ trên mặt đất ở các vùng nông thôn.

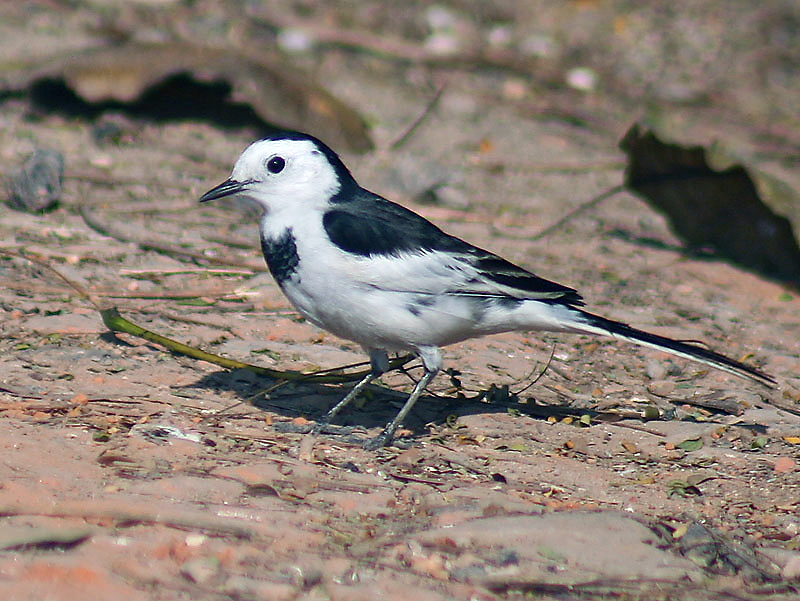
Một trong ba phân loài chìa vôi trắng trú đông ở Thái Lan, trong đó M. a. leucopsis thường gặp nhất.

| Tên thường gọi            | Danh pháp                | Trạng thái           |
| ------------------------- | ------------------------ | -------------------- |
| Chìa vôi rừng             | Dendronanthus indicus    | Loài trú đông        |
| Chìa vôi xám              | Motacilla cinerea        | Loài trú đông        |
| Chìa vôi vàng phương Tây  | Motacilla flava          | Loài trú đông        |
| Chìa vôi vàng phương Đông | Motacilla tschutschensis |                      |
| Chìa vôi đầu vàng         | Motacilla citreola       | Loài trú đông        |
| Chìa vôi trắng            | Motacilla alba           | Loài trú đông        |
| Chìa vôi Mê Kông          | Motacilla samveasnae     |                      |
| Manh lớn                  | Anthus richardi          | Loài trú đông        |
| Manh Miến Điện            | Anthus rufulus           |                      |
|                           | Anthus godlewskii        | Hiếm gặp             |
| Manh phớt hồng            | Anthus roseatus          | Loài trú đông cục bộ |
| Manh Vân Nam              | Anthus hodgsoni          | Loài trú đông        |
| Manh họng đỏ              | Anthus cervinus          | Loài trú đông        |
| Sẻ đồng Bắc Mỹ            | Anthus rubescens         | Hiếm gặp             |

## Họ Khướu đất vằn chấm
Bộ: Passeriformes   Họ: Elachuridae
Họ này chỉ có một loài duy nhất, sống trong các khu rừng rậm ở Đông Nam Á.
| Tên thường gọi     | Danh pháp        | Tình trạng |
| ------------------ | ---------------- | ---------- |
| Khướu đất vằn chấm | Elachura formosa |            |

## Họ Sẻ thông
Bộ: Passeriformes   Họ: Fringillidae
Họ Sẻ thông là những loài chim có kích thước nhỏ đến vừa thuộc bộ Sẻ, có thức ăn là hạt với chiếc mỏ khỏe, thường có hình nón và ở một số loài mỏ rất lớn. Tất cả các loài đều có 12 lông đuôi và 9 lông bay chính. Họ này bay khỏe, xen kẽ giữa những cú vỗ và những pha lướt trên đôi cánh kín. Hầu hết các loài đều hót hay.

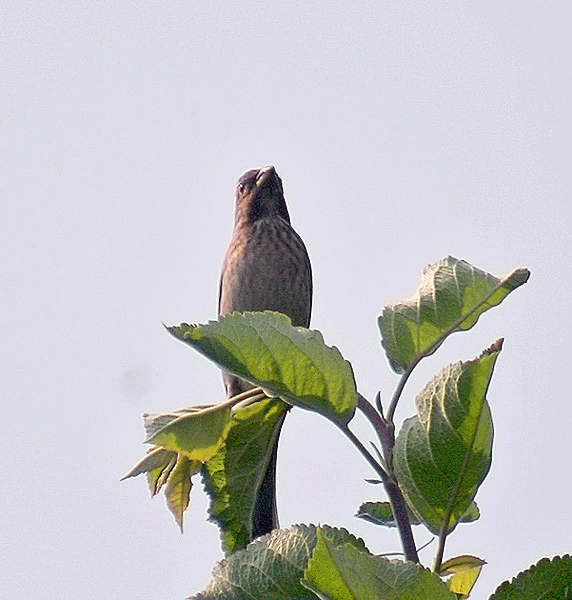
Sẻ hồng phương bắc là loài trú đông thường xuyên ở Thái Lan.

| Tên thường gọi     | Danh pháp                | Tình trạng             |
| ------------------ | ------------------------ | ---------------------- |
| Sẻ khướu           | Fringilla coelebs        | Hiếm gặp               |
| Sẻ núi             | Fringilla montifringilla | Hiếm gặp               |
| Mỏ to khoang cổ    | Mycerobas affinis        | Hiếm gặp               |
| Mỏ to cánh đốm     | Mycerobas melanozanthos  |                        |
| Mỏ to đầu đen      | Eophona migratoria       | Hiếm gặp               |
| Sẻ hồng phương bắc | Carpodacus erythrinus    | Loài trú đông          |
| Mỏ to lưng đỏ      | Carpodacus sipahi        |                        |
|                    | Carpodacus waltoni       | Hiếm gặp               |
| Sẻ hồng Nepal      | Carpodacus nipalensis    | Loài trú đông          |
| Sẻ thông đầu đen   | Chloris ambigua          | Loài trú đông quý hiếm |

## Họ Sẻ đồng
Bộ: Passeriformes   Họ: Emberizidae
Họ Sẻ đồng là một họ lớn gồm các loài chim ăn hạt với mỏ có hình dạng đặc biệt. Nhiều loài sẻ đồng có hoa văn đặc biệt trên đầu.

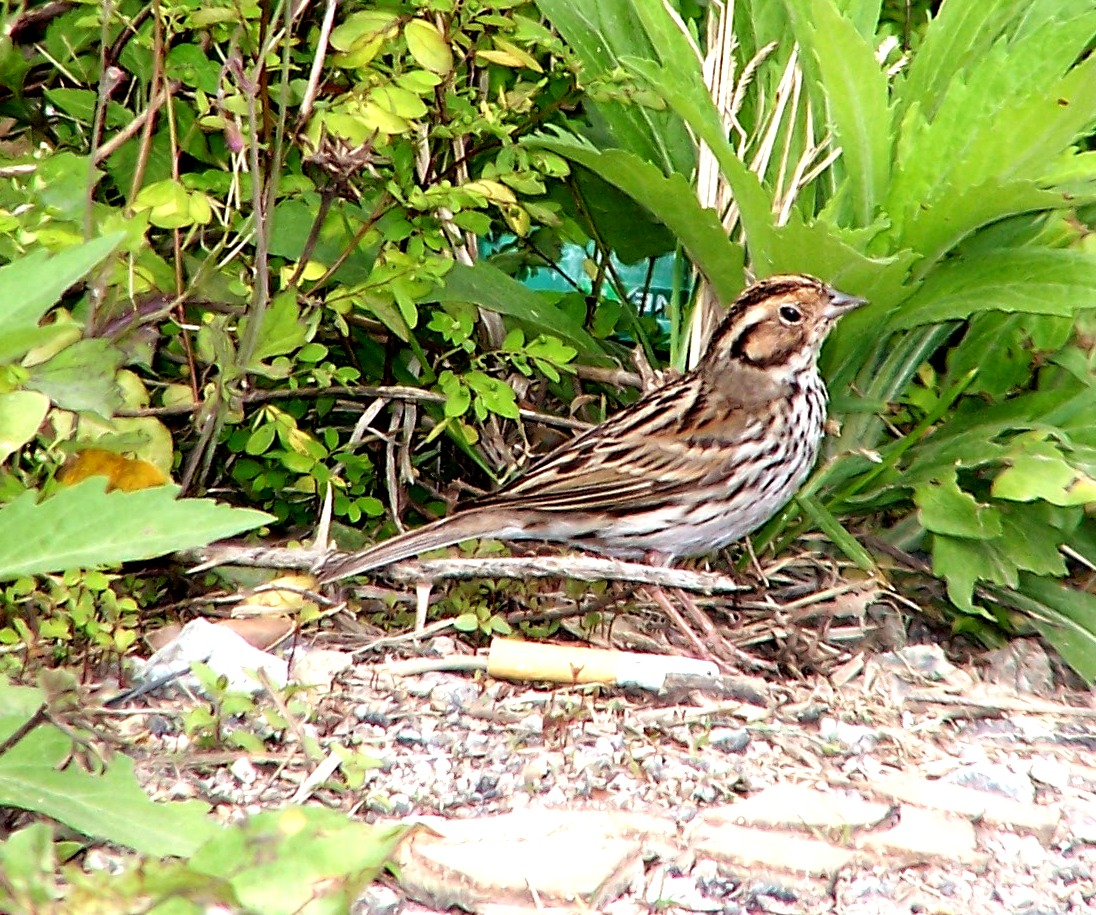
Sẻ đồng lùn là loài chim trú đông thường xuyên ở Thái Lan.

| Tên thường gọi    | Danh pháp              | Tình trạng                     |
| ----------------- | ---------------------- | ------------------------------ |
| Sẻ đồng mào       | Emberiza lathami       | Loài trú đông                  |
| Sẻ đồng đầu đen   | Emberiza melanocephala | Hiếm gặp                       |
| Sẻ đồng đầu đỏ    | Emberiza bruniceps     | Hiếm gặp                       |
| Sẻ đồng đầu xám   | Emberiza fucata        | Loài trú đông                  |
|                   | Emberiza leucocephalos | Hiếm gặp                       |
| Sẻ đồng cổ xám    | Emberiza buchanani     | Quý hiếm                       |
| Sẻ đồng ngực vàng | Emberiza aureola       | Loài trú đông, cực kỳ nguy cấp |
| Sẻ đồng lùn       | Emberiza pusilla       | Loài trú đông                  |
| Sẻ đồng mặt đen   | Emberiza spodocephala  | Loài trú đông quý hiếm         |
| Sẻ đồng hung      | Emberiza rutila        | Loài trú đông                  |
| Sẻ đồng mày trắng | Emberiza tristrami     | Hiếm gặp                       |

## Họ Sẻ
Bộ: Passeriformes   Họ: Passeridae
Họ Sẻ gồm những loài chim thuộc bộ Sẻ, thường nhỏ, mập mạp, có màu nâu hoặc xám với đuôi ngắn và mỏ ngắn nhưng mạnh. Các loài này ăn hạt cũng như côn trùng nhỏ.

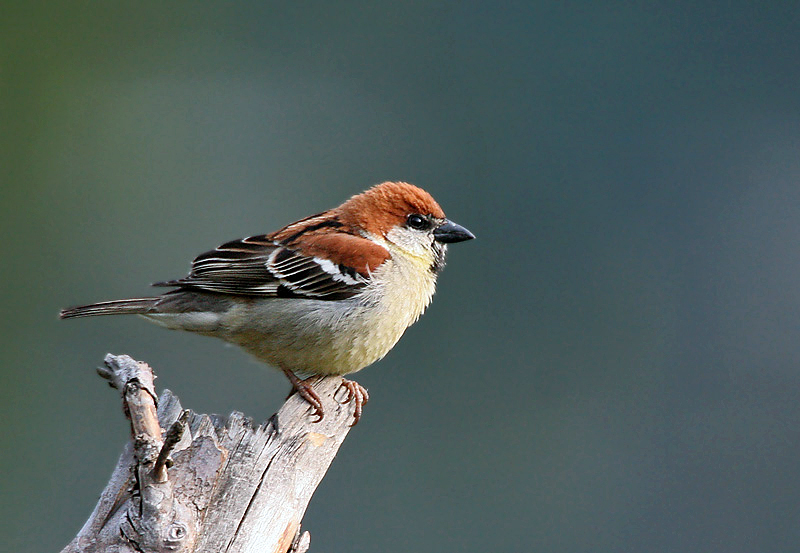
Sẻ hung hiếm khi đến Thái Lan vào mùa đông.

| Tên thường gọi | Danh pháp          | Tình trạng             |
| -------------- | ------------------ | ---------------------- |
| Sẻ nhà         | Passer domesticus  | Tập đoàn gần đây       |
| Sẻ hung        | Passer cinnamomeus | Loài trú đông quý hiếm |
| Sẻ bụi vàng    | Passer flaveolus   |                        |
| Se Sẻ          | Passer montanus    |                        |

## Họ Rồng rộc
Bộ: Passeriformes   Họ: Ploceidae
Họ Rồng rộc gồm những loài chim nhỏ thuộc họ Sẻ có họ hàng với họ Sẻ thông. Chúng là loài chim ăn hạt giống với mỏ hình nón tròn. Con trống của nhiều loài có màu sắc rực rỡ, thường có màu đỏ hoặc vàng và đen, nhưng một số loài chỉ thể hiện sự thay đổi màu sắc trong mùa sinh sản.
| Tên thường gọi     | Danh pháp           | Tình trạng |
| ------------------ | ------------------- | ---------- |
| Rồng rộc đen       | Ploceus manyar      |            |
| Rồng rộc ngực vàng | Ploceus philippinus |            |
| Rồng rộc vàng      | Ploceus hypoxanthus |            |

## Họ Calcariidae
Bộ: Passeriformes   Họ: Calcariidae
Họ Calcariidae từng xếp chung nhóm với họ Sẻ đồng, nhưng khác biệt ở một vài khía cạnh và thường được tìm thấy các vùng cỏ mở rộng.
| Tên thường gọi | Danh pháp            | Tình trạng |
| -------------- | -------------------- | ---------- |
|                | Calcarius lapponicus | Thường gặp |

## Họ Chim di
Bộ: Passeriformes   Họ: Estrildidae
Họ Chim di gồm những loài chim nhỏ thuộc bộ Sẻ sống trong vùng nhiệt đới của Cựu Thế giới và Australasia. Chúng sống thành bầy và thường ăn hạt theo bầy bằng chiếc mỏ ngắn nhưng dài và nhọn. Chúng đều giống nhau về cấu tạo cơ thể và thói quen, nhưng có sự khác biệt lớn về màu sắc và hoa văn của bộ lông.

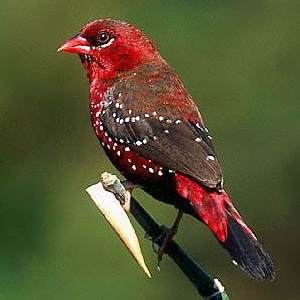
Chim mai hoa là loài cư trú không thường gặp của Thái Lan.

| Tên thường gọi | Danh pháp            | Tình trạng                           |
| -------------- | -------------------- | ------------------------------------ |
| Mai hoa        | Amandava amandava    |                                      |
| Di xanh        | Erythrura prasina    |                                      |
| Di cam         | Lonchura striata     |                                      |
| Di đá          | Lonchura punctulata  |                                      |
| Di bụng trắng  | Lonchura leucogastra |                                      |
| Di nâu         | Lonchura atricapilla |                                      |
| Di đầu trắng   | Lonchura maja        |                                      |
| Sẻ Java        | Lonchura oryzivora   | Loài du nhập, có nguy cơ tuyệt chủng |

## Chú giải
1. ↑  Tên thường gọi của loài trùng với tên thường gọi "Nhàn bụng đen" của loài Sterna acuticauda.
2. ↑  Tên thường gọi của loài trùng với tên thường gọi "Gõ kiến vàng lớn" của loài Chrysocolaptes lucidus.
3. ↑  Tên thường gọi của loài trùng với tên thường gọi "Chích bụng vàng" của loài Phylloscopus griseolus.
4. ↑  Tên thường gọi của loài trùng với tên thường gọi "Bạc má đuôi dài" của loài Aegithalos caudatus.
5. ↑  Tên thường gọi của loài trùng với tên thường gọi "Chích nâu đỏ" của loài Locustella mandelli.
6. ↑  Tên thường gọi của loài trùng với tên thường gọi "Khướu đuôi dài" của loài Gampsorhynchus rufulus.
7. ↑  Tên thường gọi của loài trùng với tên thường gọi "Đớp ruồi họng đỏ" của loài Ficedula albicilla.